# Războiul Rece
Războiul Rece a fost o perioadă de tensiuni geopolitice dintre Statele Unite ale Americii și Uniunea Sovietică, respectiv dintre aliații lor din Blocul Vestic și Blocul Estic.
Războiul Rece a durat între anii 12 martie 1947 și 26 decembrie 1991, de la crearea Cortinei de Fier la destrămarea Uniunii Sovietice.
Termenul de Război Rece sau conflict înghețat a fost utilizat pentru că nu a fost un conflict militar purtat la scară largă. Dar cele două superputeri s-au înfruntat prin conflicte regionale cunoscute ca războaie proxy.
Conflictul a fost economic și ideologic (între capitalism și comunism) pentru supremația globală dintre SUA și URSS după ce în Al Doilea Război Mondial au fost aliați împotriva Axei de orientare fascistă și militaristă. 
Dincolo de cursa înarmării nucleare și de manevre militare convenționale, conflictul s-a purtat și pe cale psihologică, pe cale economică, prin campanii de propagandă, spionaj, embargou, diplomație sportivă și competiție tehnologică (Cursa Spațială). 
Blocul Vestic, condus de SUA, cuprindea națiunile dezvoltate din Prima Lume (ca Franța, Marea Britanie, Italia, Germania de Vest, Norvegia, Țările de Jos, Belgia, Danemarca, Grecia, Turcia) care erau democratice, conduse de partide liberale și conservatoare de centru dreapta, dar și de partide social-democrate de centru stânga. Spania și Portugalia au fost ultimele dictaturi fasciste din Europa și ulterior s-au democratizat și au aderat la NATO. Țări din afara Europei, precum Canada, Israel, Australia, Noua Zeelandă, Japonia, Pakistan, Africa de Sud, Brazilia, Argentina, Peru și Coreea de Sud, au făcut parte din Blocul Vestic.
În mod controversat, Blocul Vestic a avut legături cu țări conduse de regimuri  non democratice (Coreea de Sud, Vietnamul de Sud, Iran, Irak, Chile, Taiwan, Thailanda, Egipt sau Indonezia). Statele Unite oferea sprijin dictatorilor și guvernelor autoritare care aveau convingeri anticomuniste, fiind chiar implicate în schimbarea regimurilor democratice ce aveau tendințe spre marxism.  Marile puteri vestice au intervenit și când le erau amenințate interesele economice.  
În 1953, CIA a înlăturat guvernul democratic din Iran condus de Mohammad Mosaddegh printr-o lovitură de stat orchestrată pentru că a încercat să naționalizeze producția de petrol. În 1956, Marea Britanie, Franța și Israel au lansat o operațiune militară în Fâșia Gaza după ce Egiptul condus de Gamal Abdel Nasser a naționalizat Canalul Suez, aflându-se sub proprietatea guvernului egiptean, deși era concensionat de acționarii occidentali. 
Președintele Harry S. Truman a  impus o doctrină în politica externă americană  cu scopul principal de a limita expansiunea geopolitică sovietică în timpul Războiului Rece. 
Lumea a doua a fost Blocul Estic, condus de Uniunea Sovietică și de Partidul Comunist, fiind țări în curs de dezvoltare cu economie planificată, cu regimuri autoritare de stânga (ca Polonia, România, Ungaria, Germania de Est etc.). 
Blocul Estic a întreținut  bune relații diplomatice  cu țări conduse de regimuri socialiste sau comuniste (China, Cuba, Coreea de Nord, Vietnam, Iugoslavia, Laos).  
URSS se implica în finanțarea partidelor de stânga și sponsoriza războaiele și revoluțiile anticoloniale pentru a instaura regimuri comunist. 
Între 1945 și 1960, aproape toate coloniile ale Marii Britanii și Franței au început lupta pentru decolonizare și și-au dobândit independența. 
Multe dintre statele noi apărute în Africa au refuzat să se alieze cu SUA sau cu URSS și astfel au pus bazele Mișcării de Non-Aliniere, marcând apariția Lumii a Treia  , în general state subdezvoltate conduse de democrații sau de dictatură.
Între timp,  majoritatea țărilor din lumea arabă  au ales dictatura militară (Irak), monarhia absolută (Arabia Saudită) sau regimul teocratic (Iran), iar unele au devenit exportatoare de petrol. 
Pe toată durata Războiului Rece, orientul apropiat a fost devastat de războaiele dintre Israel și vecinii săi islamici.
Statele Unite, pentru a-și apăra aliații din Europa de Vest împpotriva expansiunii comunismului și să le protejeze de influența sovietică, au creat NATO sau Alianța Nord Atlantică în 1949, cu scop defensiv. 
Ca reacție, Uniunea Sovietică și statele sale satelit au creat Pactul de la Varșovia în 1955. Scopul nominal era de apărare, dar în realitate, Pactul de la Varșovia a avut ca obiectiv menținerea hegemoniei sovietice asupra Europei de Est. În cazul în care statele est-europene aveau tendința de a se reforma după model vestic, Uniunea Sovietică intervenea rapid cu forțele sale militare, așa cum a procedat în cazul Ungariei în 1956 și în Cehoslovacia în 1968, după Primăvara de la Praga.
În 1948-1949, liderul sovietic Iosif Stalin a impus Blocada Berlinului pentru a preveni ajutorarea Germaniei de către SUA prin Planul Marshall de reconstrucția Europei după război. 
Premierul britnaic Winston Churchill, încă din 1946, a remarcat că se formează o linie de demarcație în Europa între Europa Occidentală și Europa Răsăriteană, cunoscută drept Cortina de Fier. 
În 1961, pentru a stopa migrația din Germania de Est spre Germania de Vest, care avea o calitate mai bună a vieții, Uniunea Sovietică a construit Zidul Berlinului.
Cele două tabere au fost la un pas de înfruntare militară și chiar nucleară în 1962 - Criza rachetelor cubaneze declanșată de dictatorul Fidel Castro, a fost soluționată de fermitatea și abilitatea de negociere a președintelui american John F. Kennedy în negocierile cu liderul sovietic Nikita Sergheevici Hrușciov. 
În 1983, după Exercițiul militar NATO „Able Archer”, Al Treilea Război Mondial ar fi fost declanșat de URSS dintr-o alarmă falsă.
Înfruntarea s-a dus până la urmă doar prin războaie proxy din Indochina (1946–1954), Coreea (1950-1953), Vietnam (1964-1975),  Liban (1958), Taiwan (1954-1958), Yemen (1962-1970), Chad (1965–1979), Thailanda (1965–1983), Angola (1974-1991), Etiopia (1974–1991), Indonezia (1975–1999) și Afganistan (1979-1989). 
După Criza rachetelor cubaneze, a început Ruptura sino-sovietică, ceea ce au complicat relațiile din sfera comunistă, ajungându-se chiar la un conflict pe frontiera sino-sovitică. 
Între anii 1960-1970, au prins rădăcini mișcarea internațională ce militează pentru pace a luat naștere în rândul cetățenilor , precum și mișcări împotriva producerii și testării armelor nucleare, rezultând proteste masive anti-război. 
Din anii 1970, ambele blocuri au început să facă acorduri pentru pace și securitate, urmând o perioadă de destindere.
Au fost semnate Tratative asupra reducerii armamentelor strategice bilaterale și tratate internaționale între Uniunea Sovietică și Statele Unite, iar vizita lui Richard Nixon în China au îmbunătățit relațiile dintre Washington DC și Beijing, o contrapondere strategică pentru URSS.   
O serie de guverne marxiste leniniste autoproclamate s-au format în țări ca Angola, Mozambic, Etiopia, Cambodgia, Afganistan și Nicaragua. Guvernele și administrațiile social-democrate din Franța (președintele socialist François Mitterrand), Marea Britanie (premierul laburist Harold Wilson) și Germania de Vest (cancelarul social-democrat Helmut Schmidt), dar și administrațiile prezidențiale democratice ale lui Lyndon B. Johnson și Jimmy Carter  au aplicat politici și reforme sociale pentru combaterea discriminării , a sărăciei și poluării.
Criza din Iran și începutul războiului sângeros cu Irak, invadarea sovietică a Afganistanului și criza petrolieră au dus la criză economică și ascensiunea conservatorismului în SUA (președintele republican Ronald Reagan), Marea Britanie (premierul conservator Margaret Thatcher) și Germania de Vest (cancelarul creștin-democrat Helmut Kohl).  
Ronald Reagan a lansat o doctrină prin care să preseze Uniunea Sovietică pe cale diplomatică, economică și economică - a relansat cursa înarmării prin programul Inițiativa Strategică de Apărare și a sprijinit guvernele și mișcările anticomuniste din Lumea a Treia: Afganistan, Grenada și Nicaragua. 
Cursa înarmării a luat sfârșit după ce Uniunea Sovietică a intrat în declin economic și a venit la conducere Mihail Gorbaciov care a introdus o serie de reforme liberale de reorganizare, deschidere și transparență, punând ulterior capăt intervenției sovietice în Afganistan. 
Gorbaciov a refuzat să reprime pe cale militară revoluțiile și mișcările anticomuniste din Europa de Est în 1989. Majoritatea țărilor est-europene au avut o tranziție pașnică de la totalitarismul comunist la capitalism și democrație, exceptând România.
Dispariția Cotinei de Fier prin căderea Zidului Berlinului de după Picnicul Pan-European și Revoluțiile anticomuniste din 1989 au remodelat harta Europei: Germania a fost reunificată și au rezultat noi state independente după ce Cehoslovacia și Uniunea Sovietică s-au destrămat pe cale pașnică, dar la polul opus, Iugoslavia a fost devastată de un război sângeros în următorul deceniu.
Destrămarea Uniunii Republicilor Sovietice Socialiste în decembrie 1991 a dus la crearea de noi state independente: Federația Rusă, Ucraina, Belarus, Turkmenistan, Uzbekistan, Kazahstan, Republica Moldova etc.
Războiul Rece a lăsat o moștenire semnificativă. Efectele sale includ referințe ale culturii din timpul războiului, în special cu teme de spionaj și amenințarea războiului nuclear. Războiul Rece este în general urmat de clasificarea relațiilor internaționale începând cu 1989 și epoca post-Război Rece pentru a sublinia impactul acestuia, de la crimele comunsmului la economiile est-europene rămase în urma celor vestice.
Teama de războiul nuclear a influențat social și cultural, iar după Războiul Rece, sunt nouă puteri militare care dețin arme nucleare. 
Statele Unite au rămas singura superputere, menținându-și hegemonia, securitatea aliaților și supremația militară prin războaiele duse împotriva terorismului în lumea islamică, din 1991 până în 2021.
NATO s-a extins prin aderarea statelor satelit din fostul bloc comunist. Securizarea statelor membre NATO din Europa de Est și potențiala extindere a hegemoniei americane în foste țări sovietice i-au dăunat intereselor Federației Ruse condusă de președintele autoritarist Vladimir Putin, care din 2014 până în 2022, a invadat Ucraina la scară largă. Ajutorarea Ucrainei de către statele occidentale și NATO a reaprins cursa înarmării și tensiunile geopolitice ce ar putea duce la declanșarea unui război mondial în care s-ar putea utiliza arme nucleare. 
În 2023, Secretarul american de stat Antony Blinken a declarat că ,,Epoca post-Război Rece s-a încheiat odată cu invazia rusă în Ucraina"  , iar Vladimir Putin, președintele Rusiei, și Xi Jinping, președintele Chinei, pledează pentru un sistem mondial multipolar . 
Mulți experți în politica externă, istorici . și jurnaliști  descriu tensiunile geopolitice accentuate de la începutul secolului 21, dintre SUA și Federația Rusă (principalul stat succesor al fostei Uniuni Sovietice) și respectiv, China, ca începutul unui nou conflict înghețat: Al Doilea Război Rece.

## Originile

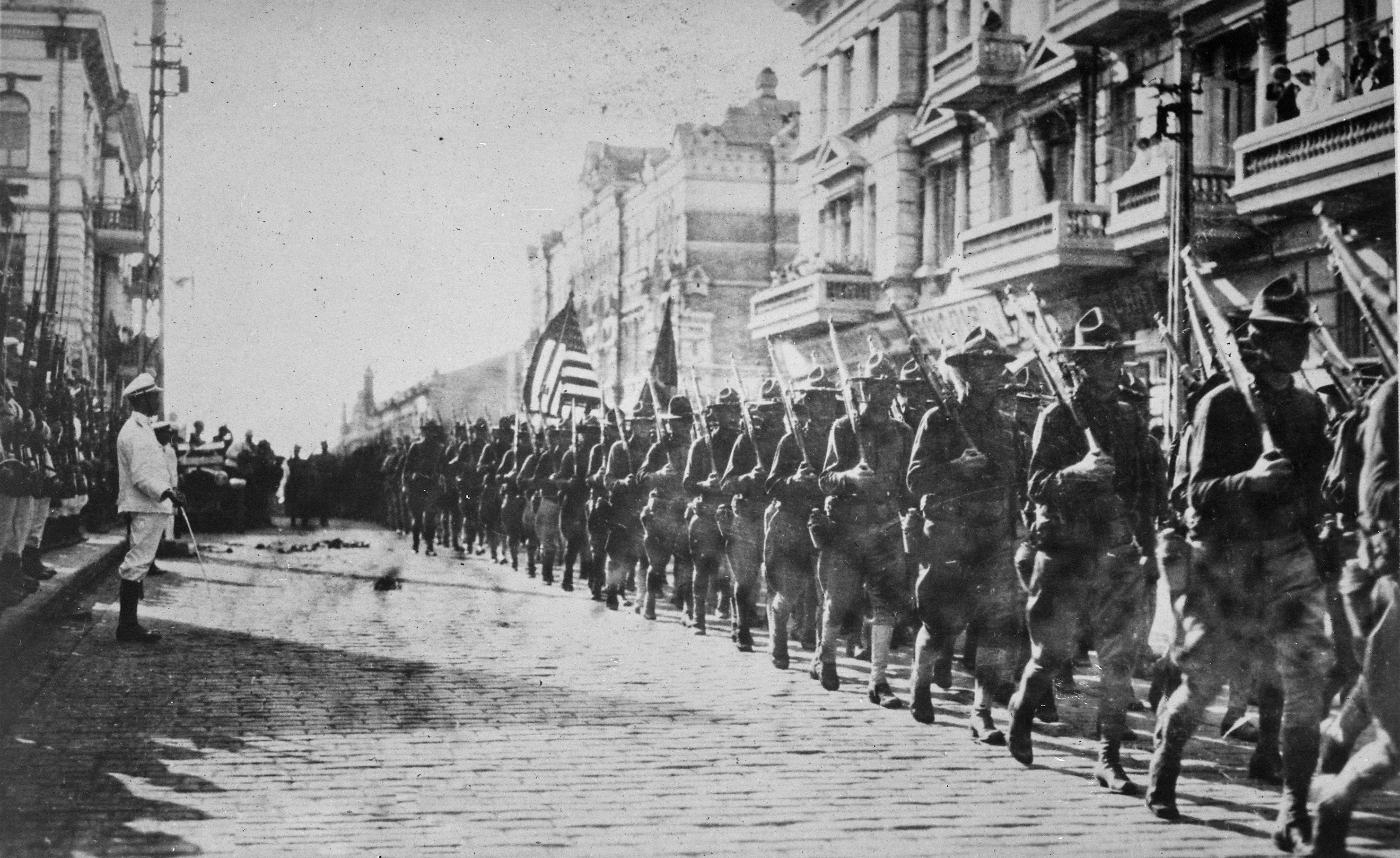
Trupe americane în Vladivostok, August 1918, în timpul Intervenției Aliaților în Războiul Civil Rus

Există un dezacord între istorici cu privire la punctul de plecare al Războiului Rece. În timp ce majoritatea istoricilor plasează originile sale în perioada imediat următoare celui de-al Doilea Război Mondial, alții le plasează spre sfârșitul Primului Război Mondial, deși tensiunile dintre Imperiul Rus, alte țări europene și Statele Unite datau încă de la mijlocul secolului al XIX-lea. Ca urmare a Revoluției bolșevice ruse din 1917, urmată de retragerea Rusiei din Primul Război Mondial, tânăra republică sovietică s-a găsit izolată în diplomația internațională.
În această situație, liderul bolșevic Vladimir Lenin a declarat că Rusia Sovietică a fost „înconjurată de state capitaliste ostile” și că revine diplomației sarcina de a lupta prin mijloace specifice pentru a diviza dușmanii Sovietelor. În acest scop, Lenin a militat și a reușit pentru constituirea Cominternului (Internaționalei a III-a Comuniste) la Moscova, în 1919, care avea ca obiectiv principal lupta, prin toate mijloacele, pentru răsturnarea ordinii social-politice în toate țările și pentru formarea unei republici sovietice internaționale.
Liderul care i-a urmat lui Lenin, Iosif Stalin, a văzut Uniunea Sovietică ca o „insulă socialistă” și a declarat că Uniunea Sovietică trebuie să realizeze ca „încercuirea capitalistă actuală” să fie înlocuită cu o „încercuire socialistă”.. Încă din 1925, Stalin a declarat că vedea politica internațională ca o lume bipolară, în care Uniunea Sovietică ar atrage țările care gravitează în jurul socialismului, iar țările capitaliste ar atrage statele care tind mai degrabă spre capitalism, în timp ce lumea se află într-o perioadă de „stabilitate temporară a capitalismului”, care precede eventuala sa prăbușire.
Diverse evenimente înainte de cel de-Al Doilea Război Mondial au demonstrat lipsa de încredere reciprocă și suspiciunea între puterile occidentale și Uniunea Sovietică, în afară de provocarea filosofică generală bolșevică făcută capitalismului.
A existat un sprijin occidental anti-bolșevic pentru Mișcarea Albă în Războiul Civil Rus, iar, apoi, finanțarea sovietică din 1926 a muncitorilor britanici care făceau grevă a determinat Marea Britanie să rupă relațiile cu Uniunea Sovietică. În 1927, Stalin a spus că posibilitatea unei coexistențe pașnice cu țările capitaliste „rămânea în trecut”, fiind în actualitate acuzațiile conspirative (în timpul procesului Șakty din 1928 s-a afirmat existența unei lovituri de stat planificate de britanici și francezi). De asemenea, tensiunile au fost întreținute și de refuzul Statelor Unite ale Americii de a recunoaște Uniunea Sovietică până în 1933, și de procesele staliniste de la Moscova în timpul Marii Epurări, cu acuzațiile de spionaj britanic,italian, francez, japonez și nazist.
Când armata germană, în iunie 1941, prin Operațiunea Barbarossa, a invadat Uniunea Sovietică, Aliații au profitat de noul front deschis și au decis să ajute Uniunea Sovietică. Marea Britanie a semnat o alianță formală, urmată de Statele Unite ale Americii, care au încheiat, la fel, un acord formal. În timpul războiului, Statele Unite ale Americii au livrat atât britanicilor, cât și sovieticilor armament prin intermediul Programului de împrumut și închiriere Lend-Lease Cu toate acestea, Stalin a rămas extrem de suspicios și a crezut că britanicii și americanii au conspirat pentru a se asigura că sovieticii poartă greul luptelor împotriva Germaniei naziste. Conform acestui punct de vedere, aliații occidentali au întârziat în mod deliberat deschiderea celui de al doilea front anti-german, în scopul de a interveni în ultimul moment și a impune acordul de pace. Astfel, percepțiile sovietice despre Occident au lăsat o puternică tensiune și ostilitate între puterile aliate.

## Sfârșitul celui de-Al Doilea Război Mondial (1945–1947)

### Conferința de la Ialta din timpul războiului cu privire la Europa de după război

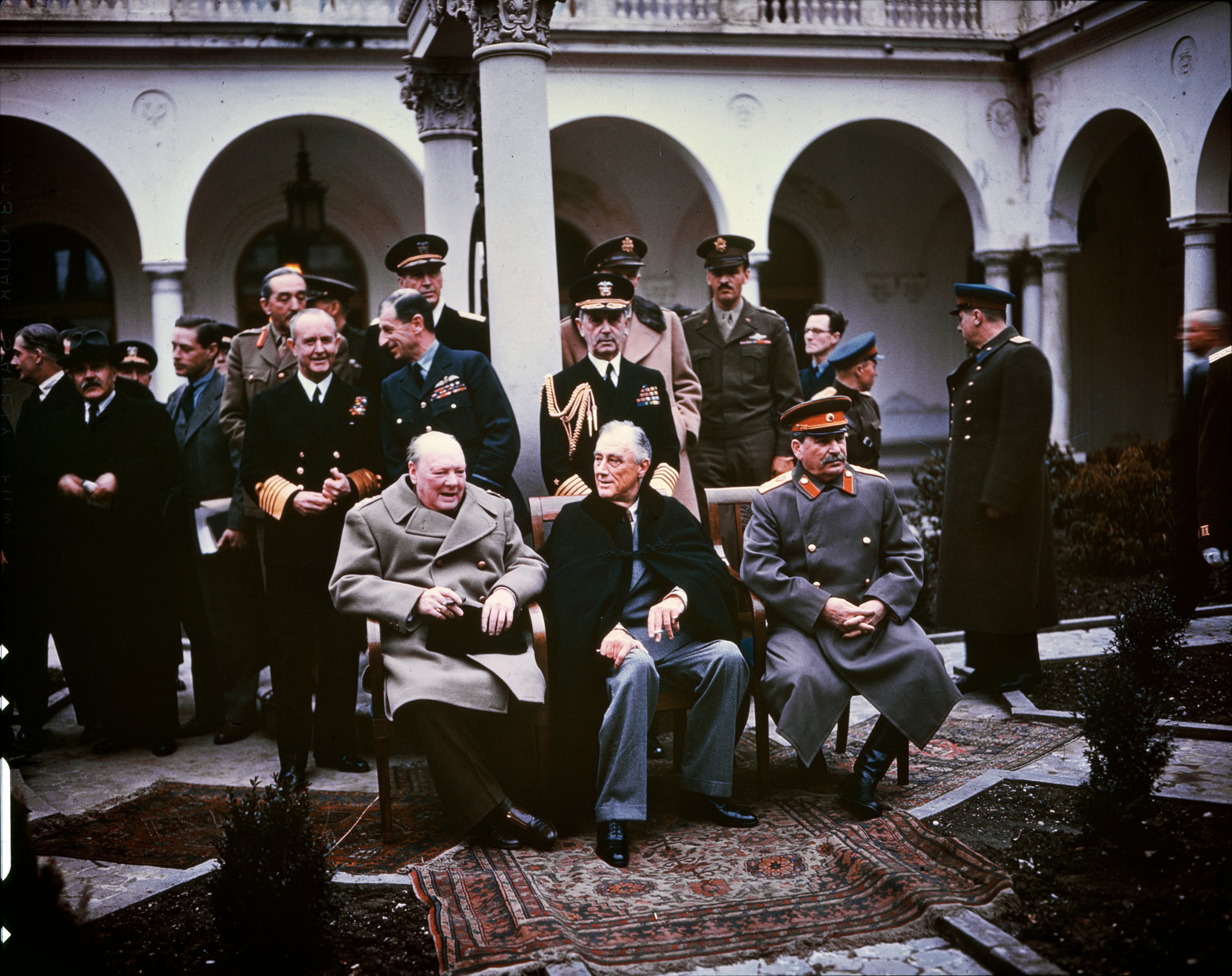
„Cei Trei Mari” la Conferința de la Ialta: Winston Churchill, Franklin D. Roosevelt și Iosif Stalin, 1945

Aliații nu puteau să se înțeleagă cu privire la modul în care ar trebui să arate harta Europei, și modul în care granițele vor fi trasate după război. Fiecare parte a avut idei diferite în ceea ce privește stabilirea și menținerea securității după război. Aliații occidentali au dorit un sistem de securitate în care guvernele democratice ale țărilor să rezolve pașnic diferendele, prin intermediul organizațiilor internaționale. Având în vedere experiențele istorice ale rușilor privind invaziile frecvente, imensele pierderi umane și materiale ale Uniunii Sovietice în cel de-Al Doilea Război Mondial (estimate la 27 milioane de persoane) și distrugerile suferite de acest stat în timpul celui de-Al Doilea Război Mondial, URSS a căutat să sporească securitatea sa prin dominarea afacerilor interne ale țărilor cu care se învecina.
Aliații occidentali au fost ei înșiși fundamental divizați în privința viziunii lor despre noua lume postbelică. Obiectivele lui Roosevelt erau o victorie militară în Europa și Asia, realizarea supremației economice globale asupra Imperiului Britanic, precum și crearea unei organizații a păcii în lume.
Aceste obiective au fost o viziune mult mai globală, decât viziunea lui Winston Churchill, care a fost, în principal, axată pe asigurarea controlului asupra Mediteranei, asigurând supraviețuirea Imperiului Britanic și independența țărilor din Europa de Est ca state-tampon între sovietici și Regatul Unit.
În viziunea americană, Stalin părea un potențial aliat în realizarea scopurilor lor, în timp ce, în abordarea britanică, Stalin apărea ca cea mai mare amenințare.
Cu sovieticii ocupând deja cea mai mare parte din Europa de Est, Stalin a fost, deja, în avantaj, iar cei doi lideri occidentali concurau pentru favorurile lui. Diferențele dintre Roosevelt și Churchill au condus la acorduri separate cu sovieticii. În octombrie 1944, Churchill a întreprins o călătorie la Moscova, unde, printr-un acord separat cu Stalin și fără știrea lui Roosevelt, a fost de acord să împartă Balcanii în sfere de influență.
La Ialta, Roosevelt a semnat un acord separat cu Stalin, în ceea ce privește Asia, și a refuzat să-l sprijine pe Churchill cu privire la problemele din Polonia și reparațiile de război. Negocierile aliate ulterioare privind balanța de după război au avut loc la Conferința de la Ialta, în februarie 1945, deși această conferință, de asemenea, a eșuat în încercarea de a ajunge la un consens ferm asupra cadrului pentru o soluționare postbelică în Europa.

Zonele aliate de ocupație din Germania după război

În aprilie 1945, atât Churchill, cât și noul Președinte al Statelor Unite, Harry S. Truman, s-au opus, printre altele, deciziei sovieticilor de a instala Comitetul Național de Eliberare Polonez (Guvernul de la Lublin), rivalul controlat de sovietici al guvernului polonez în exil, ale cărui relații cu sovieticii au fost întrerupte. După victoria Aliaților din mai 1945, sovieticii au ocupat, efectiv, Europa de Est, în timp ce puternice forțe militare americane și occidentale aliate au rămas în Europa de Vest. În Germania și Austria, Uniunea Sovietică, Statele Unite ale Americii, Marea Britanie și Franța au stabilit zone de ocupație și un cadru de lucru lejer pentru control.
Conferința Aliaților de la San Francisco din 1945 a creat Organizația Națiunilor Unite (ONU), o organizație multinațională pentru menținerea păcii în lume, dar capacitatea de aplicare a acesteia de către Consiliul de Securitate a fost, practic, paralizată de posibilitatea celor 5 membri permanenți ai Consiliului (SUA, URSS, China, Marea Britanie și Franța) de a folosi, individual, dreptul lor de veto. În consecință, ONU a fost, în esență, transformată într-un forum inactiv pentru schimb de retorici polemice, iar sovieticii se foloseau de acesta aproape exclusiv ca de o tribună de propagandă.

### Conferința de la Potsdam și înfrângerea Japoniei

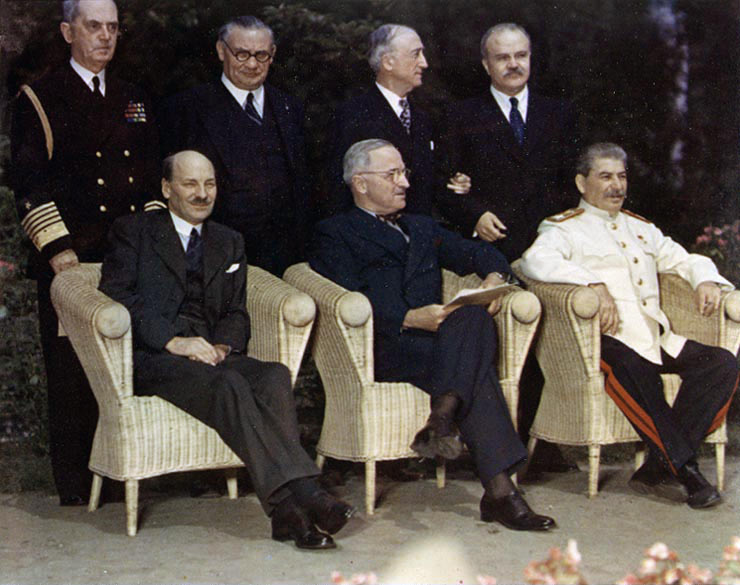
Winston Churchill, Harry S. Truman și Iosif Stalin la Conferința de la Potsdam, 1945

La Conferința de la Potsdam, care a început la sfârșitul lunii iulie 1945, după capitularea Germaniei, au apărut diferențe serioase asupra dezvoltării viitoare a Germaniei și a Europei de Est. În plus, antipatia crescândă a participanților și limbajul belicos au servit pentru a confirma suspiciunile fiecăruia dintre ei despre intențiile ostile ale celorlalți și îi determina să-și consolideze pozițiile lor. La această conferință, Truman l-a informat pe Stalin că Statele Unite poseda o armă puternică nouă. Stalin a fost conștient de faptul că americanii lucrează la bomba atomică și, având în vedere că sovieticii aveau propriul lor program rival, a reacționat calm la aceste știri. Liderul sovietic a spus că a fost mulțumit de știri și și-a exprimat speranța că arma va fi folosită împotriva Japoniei.
La o săptămână după încheierea Conferinței de la Potsdam, aviația Statelor Unite a utilizat, demonstrativ, arma nucleară prin bombardarea orașelor japoneze Hiroshima și Nagasaki. La scurt timp după atacuri, Stalin a protestat în fața oficialilor americani, considerând că Truman a oferit o sovieticilor o influență prea mică în Japonia ocupată de americani.

### Formarea Blocului Estic (răsăritean)

Schimbările teritoriale postbelice în Europa de Est și formarea Blocului de Est și așa-numita Cortină de fier

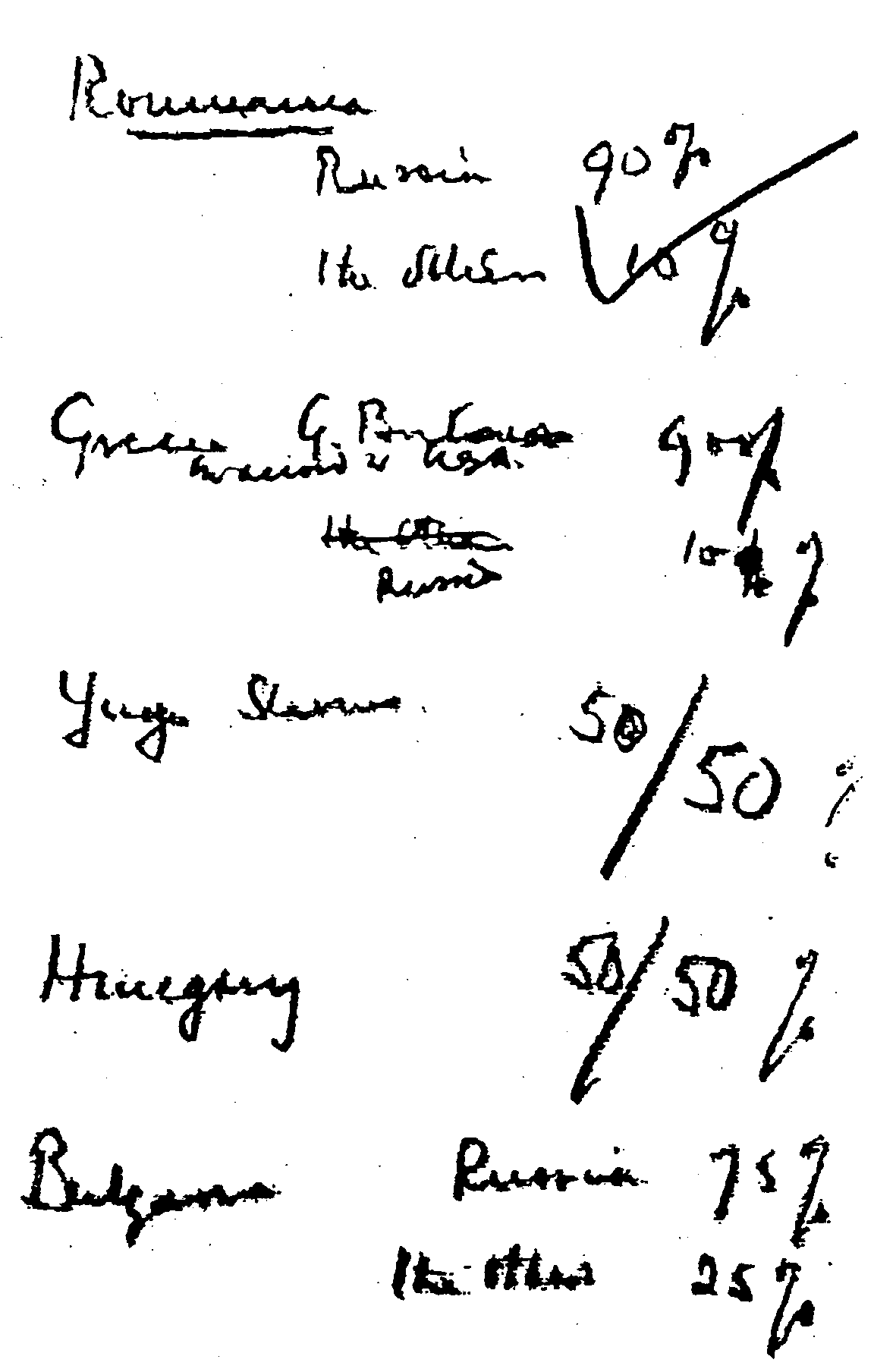
Copia lui Churchill despre acordul secret dintre el și Stalin.

În timpul etapelor de deschidere a celui de-Al Doilea Război Mondial, Uniunea Sovietică a pus bazele Blocului Estic, prin anexarea directă a mai multor țări ca Republici Sovietice Socialiste, care au fost, inițial (și efectiv), cedate de către Germania nazistă, prin Pactul Molotov-Ribbentrop. Acestea au inclus estul Poloniei (încorporată în teritoriile poloneze anexate de către Uniunea Sovietică), Letonia (care a devenit RSS Letonă), Estonia (care a devenit RSS Estonă), Lituania (care a devenit RSS Lituaniană),  parte a Finlandei de Est (care a devenit RSS Carelo-Finică), Moldova, (care a devenit RSS Moldovenească). Teritoriile din Europa de Est eliberate de naziști și ocupate de către forțele armate ale Uniunii Sovietice au fost adăugate la Blocul de Est, prin transformarea lor în state satelit, comunizate: Republica Democrată Germană (Germania de Est), Republica Populară Polonă, Republica Populară Bulgară, Republica Populară Ungară, Republica Cehoslovacă, Republica Populară Română și Republica Populară Albania. Regimurile de tip sovietic care au apărut în Blocul de Est nu numai că reproduceau economiile planificate de tip sovietic, dar au adoptat și metodele brutale folosite de Iosif Visarionovici Stalin și de poliția secretă sovietică pentru a suprima orice opoziție reală și potențială.
În Asia, în ultima lună a războiului, Armata Roșie a invadat Manciuria și a ocupat o mare parte a teritoriului coreean situat la nord de paralela 38. Ca parte a controlului consolidat al lui Stalin asupra Blocului Estic, NKVD, condus de Lavrenti Beria, a supravegheat crearea polițiilor secrete de tip sovietic în toate statele satelit, care trebuiau să zdrobească orice încercare de rezistență anticomunistă. 
Atunci când în Bloc au apărut cele mai mici mișcări pentru independență, Stalin prin strategia lui, a lovit nemilos în foștii săi rivali din perioada antebelică. Aceștia au fost înlăturați de la putere, condamnați la ani grei de închisoare și mulți dintre ei executați.
Prim-ministrul britanic Winston Churchill, îngrijorat de dimensiunea enormă a forțelor sovietice dislocate în Europa la sfârșitul războiului și neavând, deloc, încredere în liderul de la Kremlin, Iosif Stalin, considera că sovieticii amenință Europa de Vest. Drept urmare, în aprilie-mai 1945, Comitetul de Planificare al Cabinetului de Război britanic a dezvoltat Operațiunea Inimaginabil, „un plan de a impune Rusiei Sovietice voința Statelor Unite și Imperiului Britanic”.

### Pregătirea pentru „noul război”

Cortina de fier

În februarie 1946, „Telegrama Lungă” a lui George F. Kennan de la Moscova a ajutat la articularea unei politici tot mai severe a guvernului SUA împotriva sovieticilor, care a devenit baza pentru strategia SUA față de Uniunea Sovietică pe toată durata Războiului Rece. Raportul îi prezenta lui Truman, pe fondul relațiilor din timpul războiului cu Uniunea Sovietică, o perspectivă asupra acordurilor existente și, cel mai important, detalii privind încălcările sovietice ale acordurilor cu Statele Unite ale Americii. Acesta a subliniat, de asemenea, importanța unui public bine informat, deoarece „doar un public bine informat va sprijini politicile dure pe care activitățile sovietice le fac imperative”.

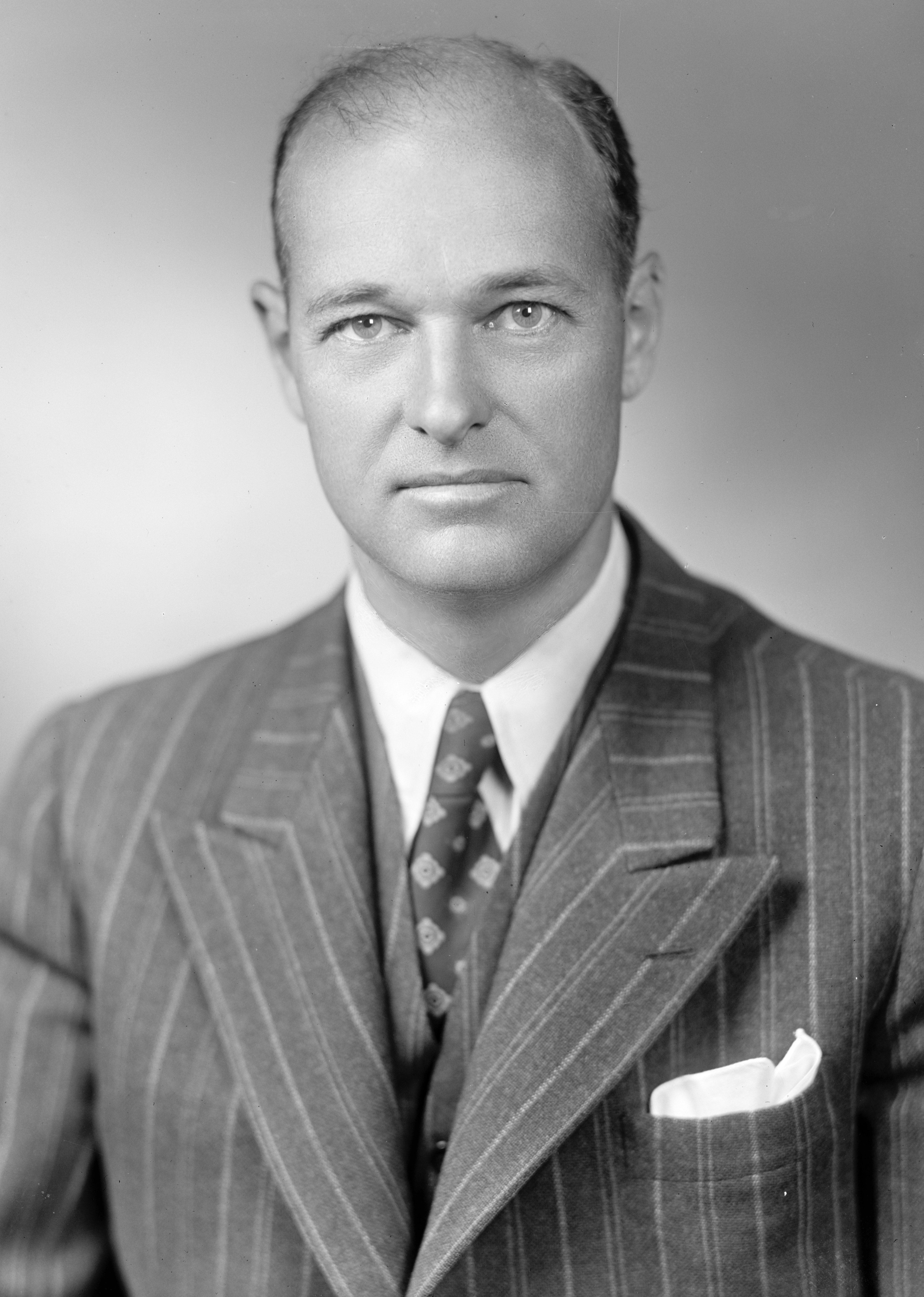
George F. Kennan a dezvăluit modul de gândire al sovieticilor (1947)

În septembrie, partea sovietică a produs Telegrama lui Novikov, trimis de ambasadorul sovietic în SUA, la cerere, „coautor” fiind Viaceslav Molotov. Telegrama sovieticilor descria SUA ca fiind în ghearele monopolului capitaliștilor, care au construit un arsenal militar „ca să pregătească condițiile pentru a câștiga supremația mondială într-un nou război.”
În data de 6 septembrie 1946, James F. Byrnes a rostit discursul său în Germania, prin care repudia Planul Morgenthau (o propunere dură de împărțire a Germaniei cu intenția de a înlătura posibilitatea Germaniei de a mai declanșa un război) și avertiza URSS că SUA intenționează să-și mențină prezența sa militară în Europa pe o perioadă neprecizată. O lună mai târziu, Byrnes a recunoscut că „Esența programului nostru a fost să-i câștigăm pe germani de partea noastră [...] a fost o bătălie între noi și ruși pentru mințile germanilor  [...]”
La câteva săptămâni după lansarea acestei „Telegrame Lungi”, fostul prim-ministru britanic Winston Churchill a rostit, în Fulton, Missouri, faimosul său discurs „Cortina de Fier”. Discursul făcea apel pentru o alianță anglo-americană împotriva sovieticilor, care erau acuzați de el că au „tras” o „cortină de fier” de la Stettin, în Marea Baltică, până la Trieste, în Marea Adriatică.
În 1952, Stalin a propus, în mod repetat, un plan de unificare a Germaniei de Est cu cea de Vest sub un singur guvern, care să fie ales în alegeri supravegheate de către Organizația Națiunilor Unite, în cazul în care noua Germanie urma să stea departe de alianțele militare occidentale, dar această propunere a fost refuzată de către puterile occidentale. Unele surse contestă sinceritatea propunerii.

## Începuturile Războiului Rece (1947–1953)

### Cominformul și ruptura dintre Tito și Stalin
În septembrie 1947, sovieticii au creat Cominformul, al cărui scop a fost de a controla strâns evoluția ideologică a mișcării comuniste internaționale și a strânge controlul politic asupra statelor satelite sovietice, prin coordonarea partidelor comuniste ale Blocului răsăritean. Evoluția Cominformului a avut un regres jenant în luna iunie a anului următor, când, datorită rupturii dintre Tito și Stalin, membrii Cominformului au fost expulzați din Iugoslavia, iar Iugoslavia a rămas țară comunistă, dar a aderat la Mișcarea de Nealiniere.

### Politica de stăvilire șiDoctrina Truman

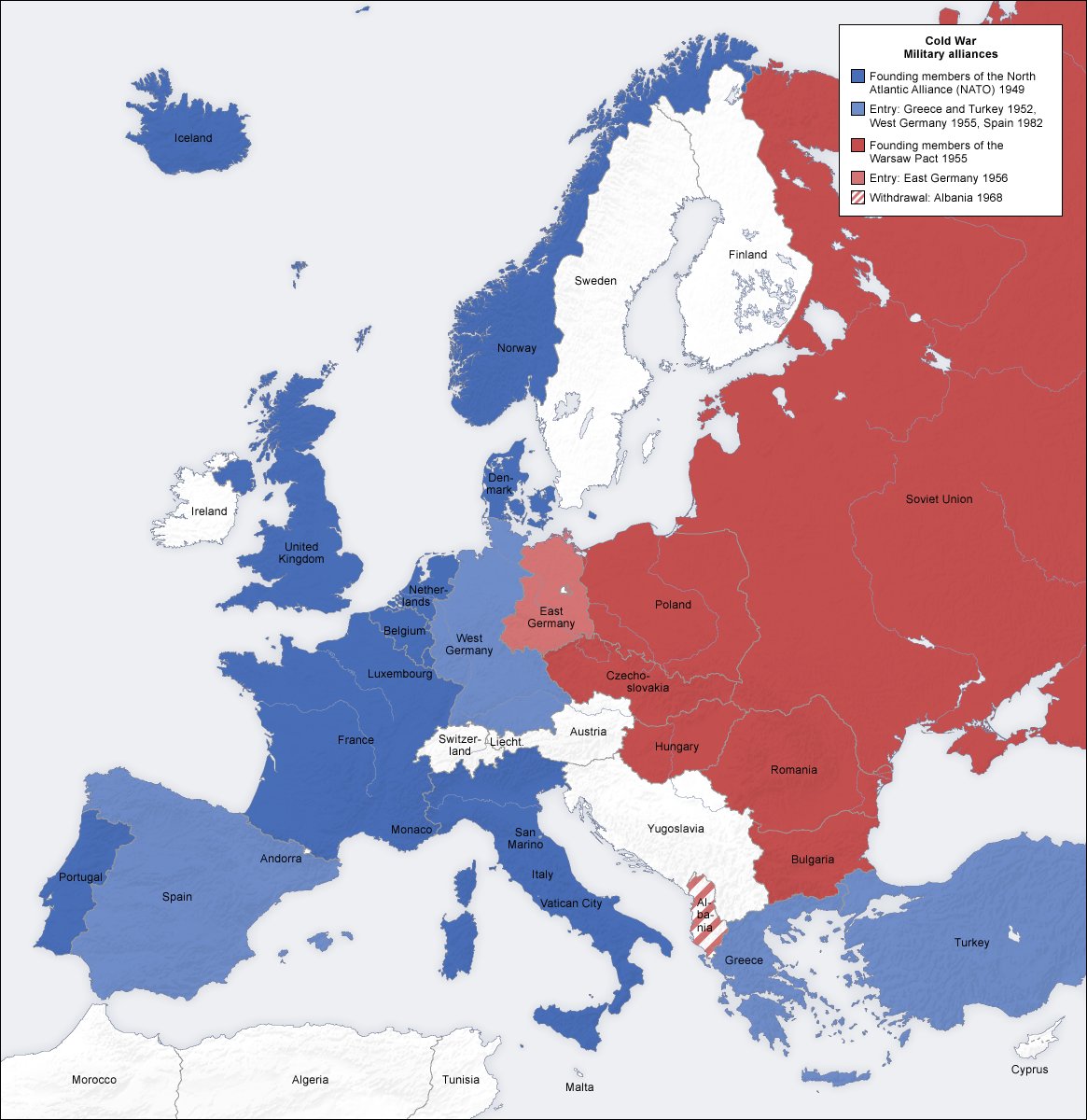
Alianțe militare europene

Prin 1947, consilierii președintelui SUA, Harry S. Truman l-au îndemnat să ia măsuri imediate pentru a contracara influența Uniunii Sovietice, amintindu-i de eforturile lui Stalin (în confuzia de după război și colaps) pentru a submina SUA, prin încurajarea rivalității dintre țările capitaliste, care ar putea provoca un alt război. În februarie 1947, guvernul britanic a declarat că nu-și mai putea permite să finanțeze regimul militar grec monarhic în războiul civil grec împotriva insurgenților comuniști. Răspunsul guvernului american la acest anunț a fost adoptarea unei politici de îngrădire, al cărei obiectiv declarat era cel de a opri răspândirea comunismului. Truman a ținut un discurs care făcea apel pentru alocarea a 400 milioane dolari pentru a interveni în război și a prezentat Doctrina Truman, care încadra conflictul ca o competiție între popoarele libere și regimurile totalitare. Chiar dacă insurgenții au fost de ajutați de Iugoslavia lui Josip Broz Tito, unii politicieni americani acuzau Uniunea Sovietică că conspiră împotriva regaliștilor eleni pentru a lărgi influența sovietică. Enunțarea Doctrinei Truman a marcat începutul unui consens în domeniul apărării și politicii externe între republicani și democrați, axat pe politica de stăvilire, numită descurajare, care a slăbit în timpul și după Războiul din Vietnam, dar a persistat ulterior. Partidele moderate și conservatoare din Europa, precum și social-democrații, au sprijinit, practic, necondiționat alianța occidentală, în timp ce comuniștii europeni și americani, plătiți de către KGB și implicați în operațiuni de spionaj ale acestuia, au aderat la linia Moscovei, deși dezacordurile au început să apară după 1956. Alte critici ale politicii de consens au venit de la activiștii care erau împotriva războiului din Vietnam, Campania pentru Dezarmare nucleară și dezarmare nucleară.

### Planul Marshall și Lovitura de stat din Cehoslovacia din 1948

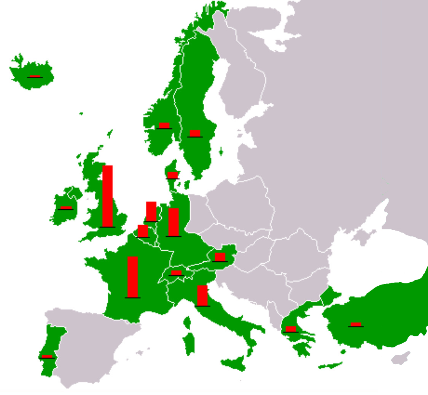
Harta Europei și a Orientului Apropiat din perioada Războiului Rece, cu țările care au beneficiat de ajutorul economic al Planului Marshall. Coloana roșie arată valoarea relativă a ajutorului primit de fiecare națiune

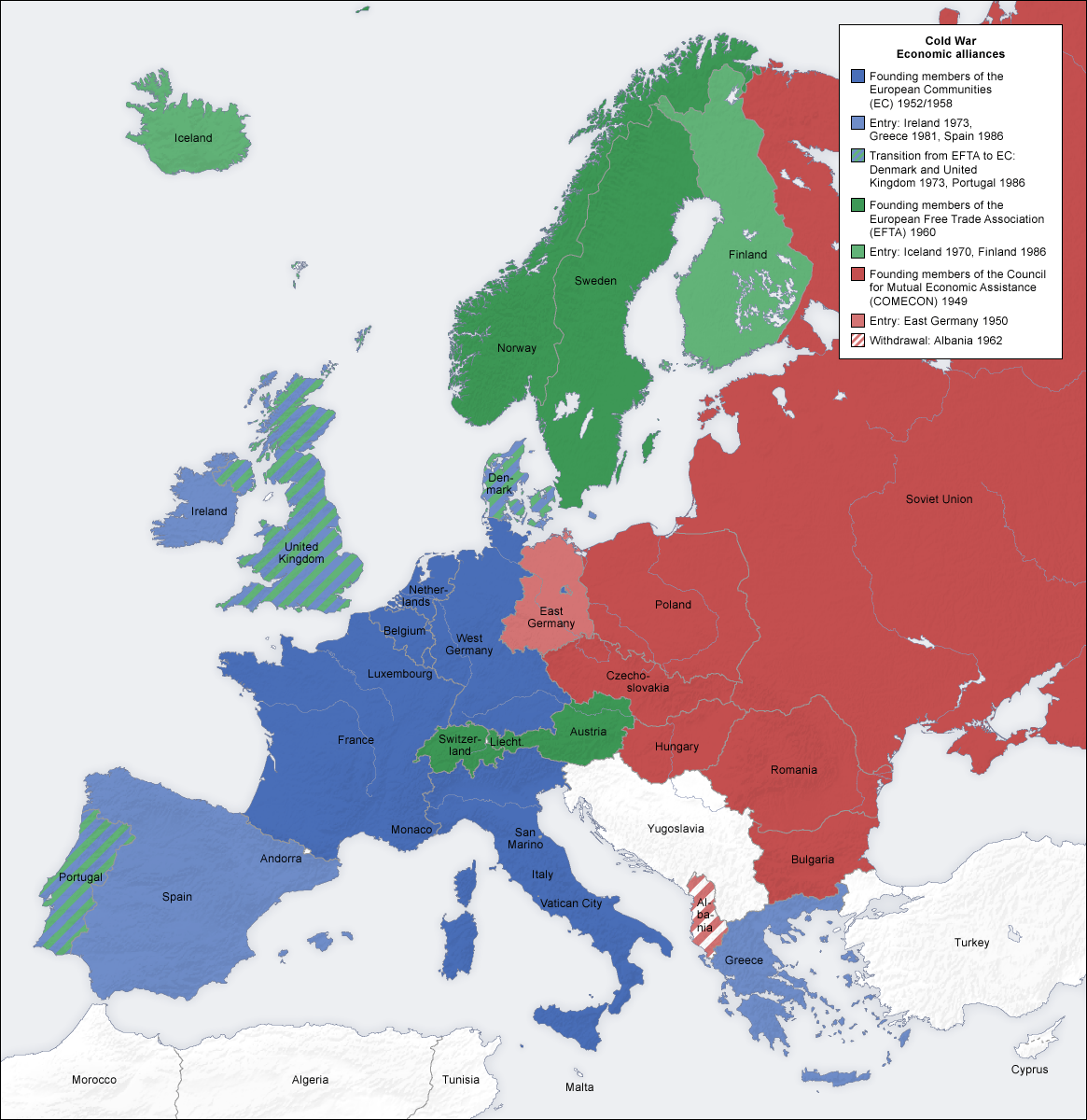
Alianțele economice Europene

La începutul anului 1947, Marea Britanie, Franța și Statele Unite au încercat, fără succes, să ajungă la un acord cu Uniunea Sovietică pentru un plan de acțiune privind crearea unei economii în Germania care să fie suficientă pentru autosusținerea acesteia, inclusiv o contabilitate detaliată a facilităților industriale, a bunurilor și a infrastructurii deja eliminate de sovietici. În luna iunie 1947, în conformitate cu Doctrina Truman, Statele Unite ale Americii au adoptat Planul Marshall, un angajament de asistență economică pentru toate țările europene care doreau să participe, incluzând și Uniunea Sovietică.
Scopul planului a fost de a reconstrui sistemele democratice și economice ale Europei și de a contracara amenințările percepute la echilibrul de putere din Europa, cum ar fi preluarea controlului de partidele comuniste prin revoluții sau alegeri. De asemenea, planul a declarat că prosperitatea europeană era condiționată de redresarea economică germană. O lună mai târziu, Truman a semnat Actul de Securitate Națională (1947), creând un sistem unificat între Departamentul Apărării al Statelor Unite, Agenția Centrală de Informații (CIA) și Consiliul Național de Securitate. Aceștia au devenit actorii principali al politicii Statelor Unite în Războiul Rece. Luând cunoștință de acest plan, Stalin a crezut că integrarea economică cu Vestul ar permite țărilor Blocului de Est să scape de sub controlul sovietic și că SUA încerca să cumpere realinierea pro-SUA a Europei. În consecință, Stalin a împiedicat, prin toate mijloacele, ca națiunile din Blocul de Est să primească ajutorul Planului Marshall. Alternativa Uniunii Sovietice la planul Marshall implica comerțul sovietic cu țările din Europa de Est, care a devenit cunoscut sub numele de Planul Molotov (instituționalizat mai târziu, în ianuarie 1949, sub numele de CAER). Stalin a fost, de asemenea, speriat de o Germaniie reconstituită; viziunea sa în privința unei Germanii postbelice neincluzând posibilitatea de reînarmare sau orice amenințare la adresa Uniunii Sovietice. La începutul anului 1948, ca urmare a rapoartelor de consolidare a „elementelor reacționare”, ofițerii de informații sovietici au executat o lovitură de stat în Cehoslovacia, singurul stat din Blocul Estic în care sovieticii au permis păstrarea structurilor democratice. Brutalitatea publică a loviturii de stat a șocat puterile occidentale mai mult decât orice alt eveniment până în acel moment și a înlăturat din Congresul Statelor Unite și ultimele opoziții față de Planul Marshall. Politicile gemene, adică Doctrina Truman și Planul Marshall, au dus la acordarea de ajutoare economice și militare pentru Europa de Vest, Grecia și Turcia în valoare de miliarde de dolari. Cu ajutorul SUA, armata greacă a câștigat războiul civil, iar creștin-democrații italieni au învins, în alegerile din 1948, puternica alianță comunisto-socialistă.
În același timp, au crescut activitățile de culegere de informații și de spionaj, dezertările din Blocul Estic și expulzările diplomatice.

### Blocada Berlinului și podul aerian

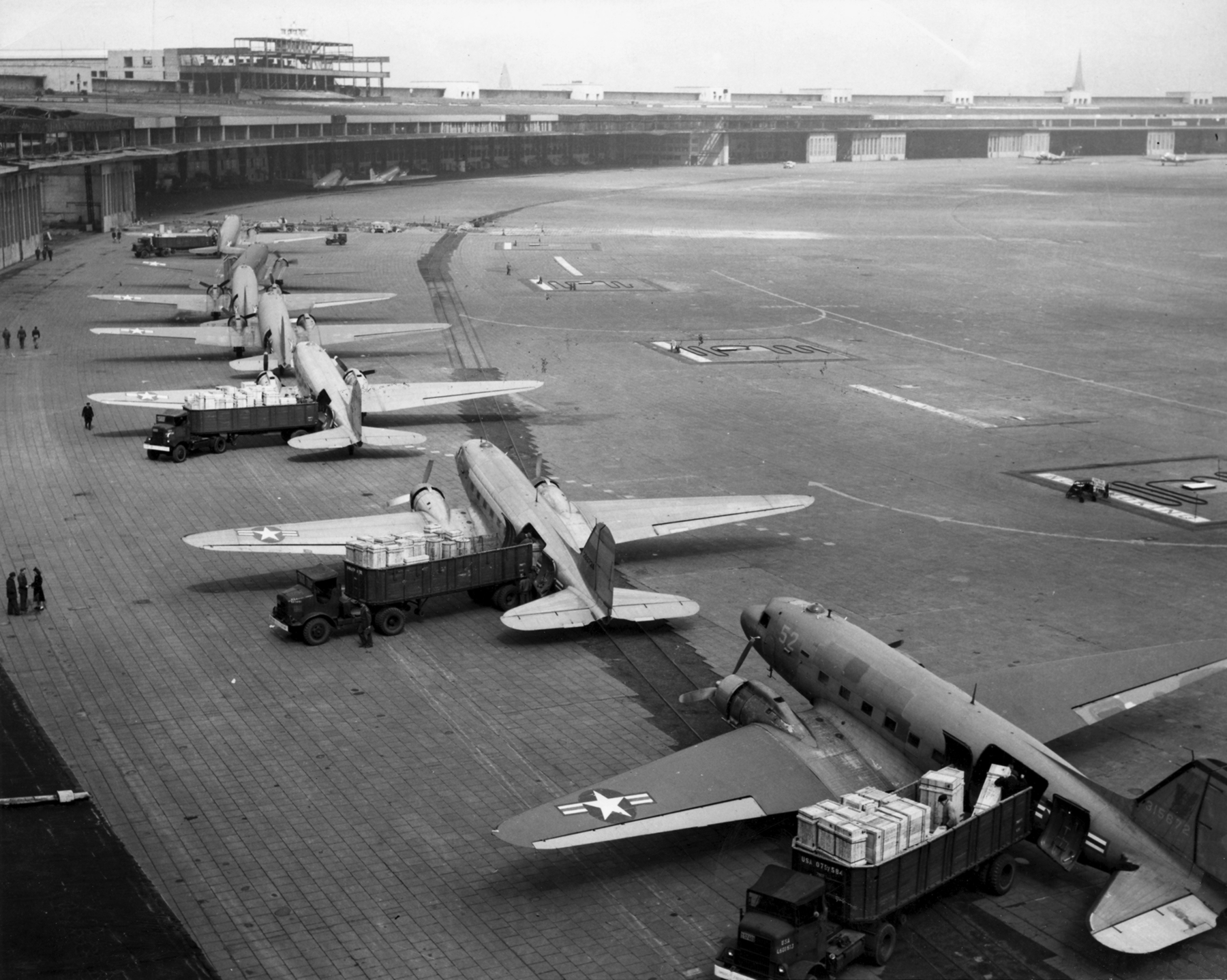
Avioane de transport C-47 americane descărcând ajutor american pe aeroportul internațional Tempelhof, în Berlin, în timpul blocadei Berlinului

SUA și Marea Britanie și-au unit zona de ocupație, la 1 ianuarie 1947, la care s-a asociat, mai târziu, și Franța (în aprilie 1949). Ca parte a reconstrucției economice a Germaniei, la începutul anului 1948, un număr de reprezentanți ai guvernelor din Europa de Vest și Statele Unite au anunțat un acord cu privire la fuziunea zonelor vest-germane într-un sistem federal guvernamental. În plus, în conformitate cu Planul Marshall, au început procesul de reindustrializare și reconstrucție a economiei germane, inclusiv prin introducerea unei noi monede marca germană, pentru a înlocui vechea monedă Reichsmark, pe care sovieticii au devalorizat-o. La scurt timp după aceea, Stalin a instituit Blocada Berlinului (24 iunie 1948 - 12 mai 1949), una dintre primele crize majore ale Războiului Rece, împiedicând sosirea în Berlinul de Vest a alimentelor, materiilor prime și materialelor. Statele Unite ale Americii, Marea Britanie, Franța, Canada, Australia, Noua-Zeelandă și alte câteva țări au început furnizarea masivă a alimentelor și altor provizii în Berlinul de Vest. În această situație, sovieticii au organizat o campanie de relații publice împotriva schimbărilor politice. Încă o dată, comuniștii din Berlinul de Est au încercat să perturbe alegerile municipale din Berlin (așa cum au făcut în alegerile din 1946), care au avut loc pe 5 decembrie 1948 și au produs o prezență la urne de 86,3% și o victorie covârșitoare pentru partidele non-comuniste. Rezultatele au împărțit, efectiv, orașul în două zone: Est și Vest. 300 000 de berlinezii au demonstrat și au cerut ca aprovizionarea prin transportul aerian internațional să continue, iar pilotul american Gail Halvorsen a creat „Operațiunea Vittles”, prin care se aruncau bomboane copiilor germani. În mai 1949, Stalin s-a retras și a ridicat blocada.

### Începuturile organizației NATO și Radio Europa Liberă

Steagul NATO.

Marea Britanie, Franța, Statele Unite, Canada și alte opt țări vest-europene au semnat Tratatul Atlanticului de Nord din aprilie 1949, prin care s-a consfințit instituirea NATO. În august, sovieticii au detonat la Semipalatinsk, RSS Cazahă, prima bombă atomică sovietică. În urma refuzurilor sovietice de a participa la efortul de reconstrucție a Germaniei inițiat de țările din Europa de Vest în 1948, SUA, Marea Britanie și Franța, în aprilie 1949, au stabilit crearea Germaniei de Vest. În replică,Uniunea Sovietică a proclamat, în zona sa de ocupație, Germania de Est, în luna octombrie a aceluiași an.
Radio Europa Liberă
Mass-media în Blocul de Est a fost un organ, în totalitate, al statului și subordonat partidului comunist, cu organizațiile de radio și de televiziune în proprietatea statului, în timp ce mass-media tipărită a fost, de obicei, deținută de organizații politice, cea mai mare parte de către partidul comunist local. Propaganda sovietică folosea filozofia marxistă ca să atace capitalismul, pretinzând exploatarea forței de muncă și atitudinea belicoasă a statelor imperialiste. Împreună cu emisiunile British Broadcasting Corporation și Vocea Americii pentru Europa de Est, la începutul anului 1949, a debutat un mare efort propagandistic, programul Radio Europa Liberă, având drept obiectiv principal slăbirea coeziunii sistemului comunist din Blocul Estic și, în final, dispariția pașnică a acestuia. Radio Europa Liberă a încercat să atingă aceste obiective prin radiodifuziune, funcționând ca un surogat concurent al posturilor radio din fiecare stat comunist, o alternativă la presa internă controlată și dominată de partid. Radio Europa Liberă a fost produsul unora dintre cei mai proeminenți arhitecți ai strategiei americane de la începutul Războiului Rece, în special al celor care au crezut că Războiul Rece va fi, în cele din urmă, o luptă mai degrabă prin mijloace politice, decât militare, cum afirma George F. Kennan.
Factorii politici americani, inclusiv Kennan și John Foster Dulles, au admis că Războiul Rece a fost, în esență, un război al ideilor. Statele Unite ale Americii, acționând prin intermediul CIA, a finanțat o lungă listă de proiecte pentru a contracara propaganda comunistă în rândurile intelectualilor europeni.
La începutul anilor 1950, SUA a acționat pentru reînarmarea Germaniei de Vest și, în 1955, i-a acordat statutul de membru deplin al NATO. În luna mai 1953, Lavrenti Beria, aflat atunci, după moartea lui I.V. Stalin, în postul de vice prim-ministru al guvernului sovietic, a făcut o propunere nereușită de a permite reunificarea Germaniei într-o țară neutră pentru a preveni încorporarea Germaniei de Vest în NATO.

### Războiul Civil Chinez și SEATO

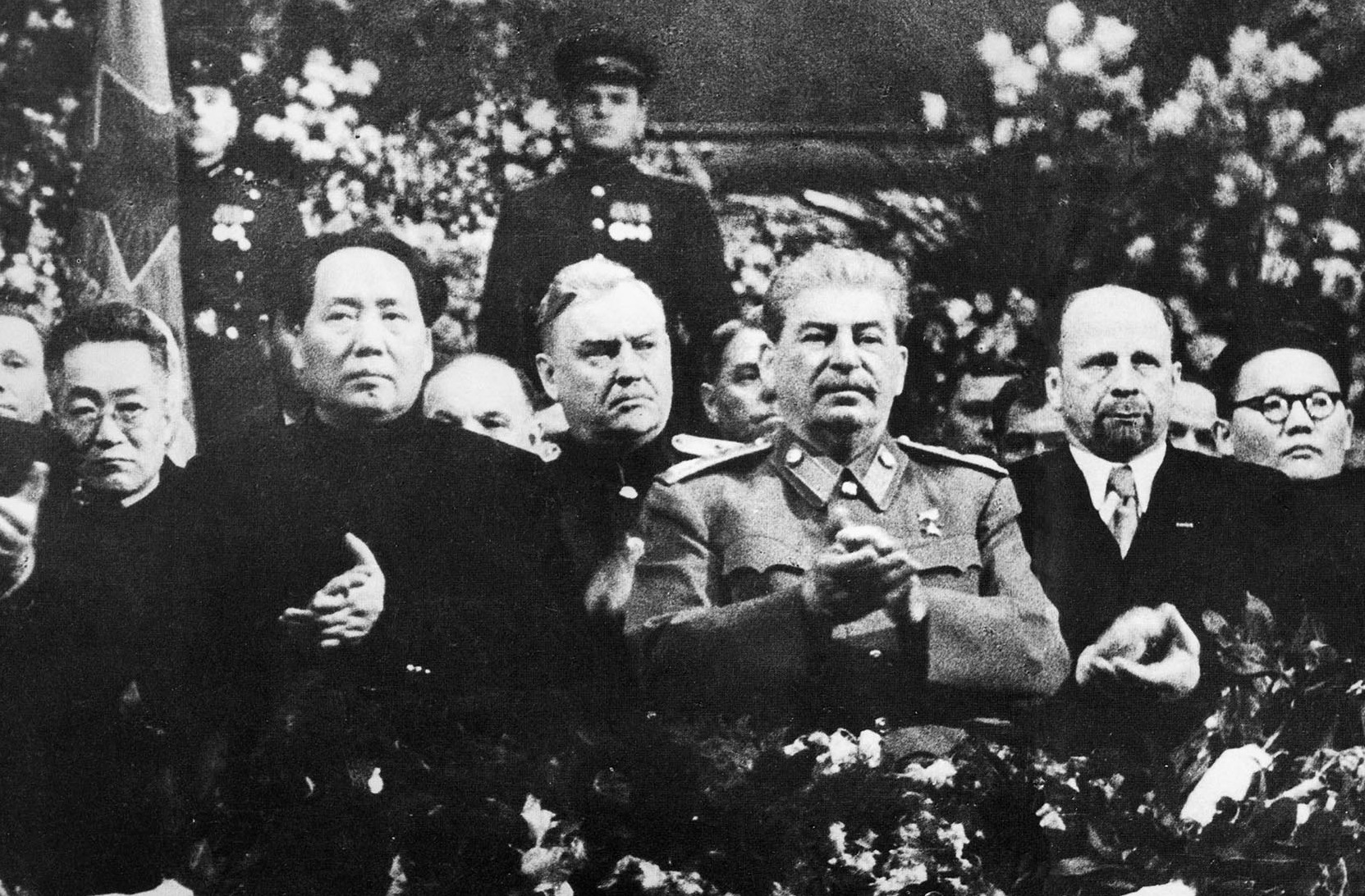
Mao Zedong și Iosif Stalin în Moscova, decembrie 1949

În 1949, Armata Populară de Eliberare a lui Mao Zedong a învins trupele Kuomintang (KMT) ale lui Chiang Kai-shek, sprijinit de Statele Unite ale Americii, iar Uniunea Sovietică a creat imediat o alianță cu nou-formata Republica Populară Chineză. Chiang Kai-shek și guvernul său KMT s-au retras pe insula Taiwan. Confruntat cu revoluția comunistă în China și sfârșitul monopolului atomic american, în 1949, administrația Truman a reacționat rapid, extinzând Politica de stăvilire a comunismului. Apoi, oficialii Statelor Unite au extins politica de stăvilire a expansiunii comunismului în Asia, Africa și America Latină, în scopul de a contracara mișcările revoluționare naționaliste, de multe ori conduse de partidele comuniste finanțate de către URSS, care luptau împotriva restaurării imperiilor coloniale ale Europei în Asia de Sud-Est și în altă parte. La începutul anilor 1950 (o perioadă denumită, uneori, „Pactomania”), SUA a oficializat o serie de alianțe cu Japonia, Australia, Noua-Zeelandă, Tailanda și Filipine (în special ANZUS, în 1951, și SEATO, în 1954), garantând, astfel, Statelor Unite ale Americii un număr de baze militare pe termen lung.

### Războiul din Coreea
Una dintre cele mai semnificative efecte ale politicii de stăvilire a fost izbucnirea Războiului din Coreea. În iunie 1950, Armata Populară Coreeană a lui Kim Ir Sen a invadat Coreea de Sud. Iosif Stalin a planificat, pregătit și inițiat invazia, prin crearea unor planuri detaliate de război, care au fost comunicate nord-coreenilor. Spre surprinderea lui Stalin, Consiliul de Securitate ONU a sprijinit apărarea Coreei de Sud, deși sovieticii, în semn de protest, boicotau întâlnirile pentru că Taiwanul și nu China Comunistă deținea loc permanent în Consiliu. Personalul din Coreea de Sud a Națiunilor Unite, Statele Unite ale Americii, Marea Britanie, Turcia, Canada, Australia, Franța, Africa de Sud, Filipinele, Olanda, Belgia, Noua Zeelandă și alte țări s-au alăturat pentru a opri invazia.

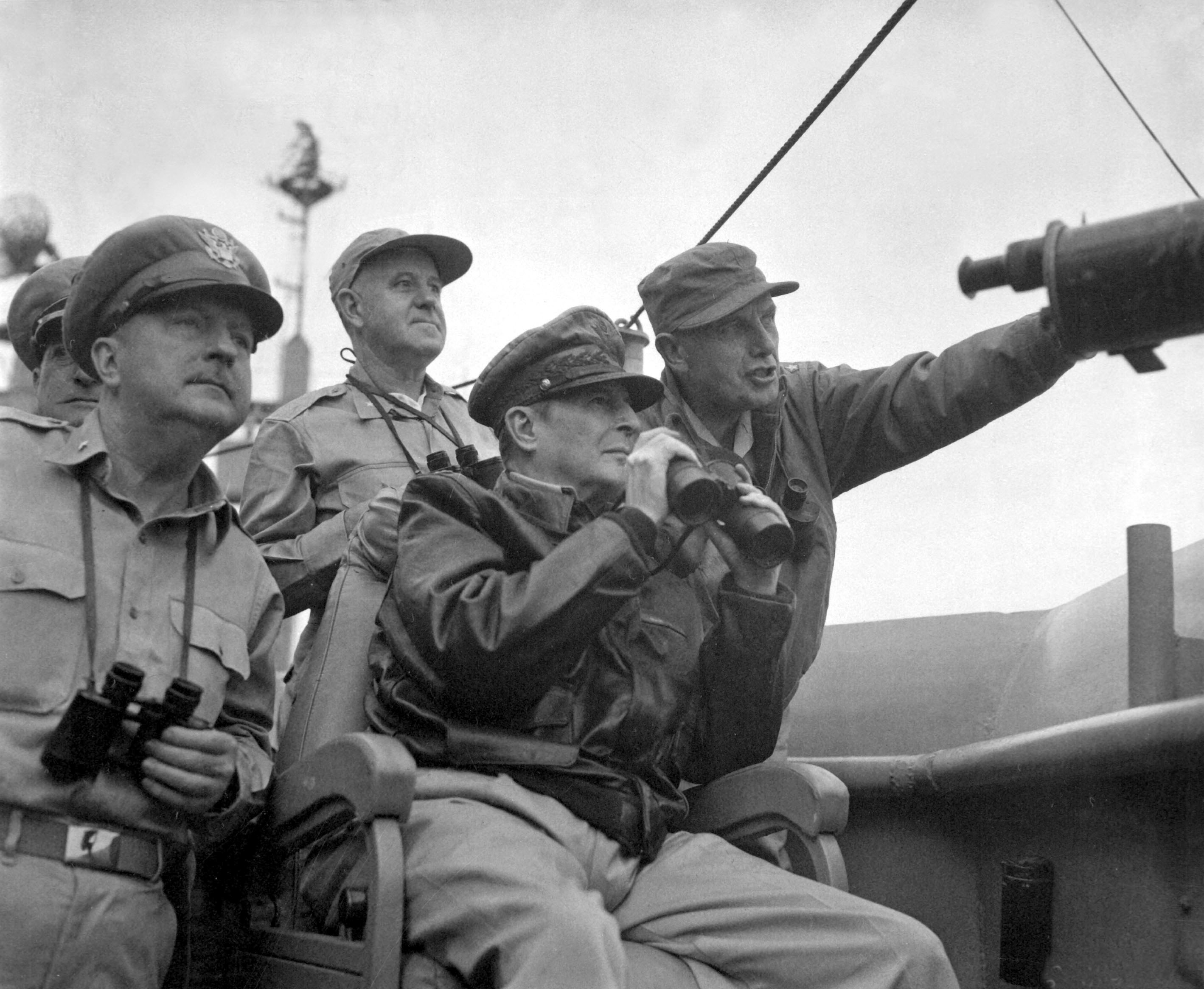
Generalul Douglas MacArthur în timp ce, la 15 septembrie 1950, de pe nava amiral USS Mt. McKinley, privește bombardamentul naval al orașului-port Incheon

Printre alte efecte, Războiul din Coreea a galvanizat forțele armate occidentale, determinându-le să se organizeze în structura militară NATO. Opinia publică din țările implicate, Marea Britanie, spre exemplu, a fost împărțită: pentru și împotriva războiului. Mulți se temeau de o escaladare într-un război general cu China comunistă și chiar de un război nuclear. Puternica opoziție față de război, de multe ori, a tensionat relațiile anglo-americane. Din aceste motive, oficialii britanici au căutat o finalizare rapidă a conflictului, în speranța de a uni Coreea sub auspiciile Națiunilor Unite și retragerea tuturor forțelor străine.
Chiar dacă chinezii și nord-coreenii erau epuizați de război și s-au pregătit să-l încheie până la sfârșitul anului 1952, Stalin a insistat ca aceștia să continue lupta, iar armistițiul a fost aprobat doar în iulie 1953, după moartea lui Stalin. Liderul nord-coreean Kim Ir Sen a creat o dictatură extrem de centralizată și brutală, acordându-și puteri nelimitate și creând un formidabil cult al personalității. În partea de sud a țării, sistemul corupt al lui Syngman Rhee, sprijinit de americani, a creat un sistem totalitar comparabil cu cel din Coreea de Nord. După ce, în 1960, Rhee a fost răsturnat de la putere, Coreea de Sud a căzut într-o perioadă de dictatură militară, care a durat până la recrearea, în 1987, unui sistem pluripartid.

## Criză și escaladare (1953–1962)

Forțele NATO și ale Pactului de la Varșovia în Europa, în 1959

### Hrușciov, Eisenhower și destalinizarea

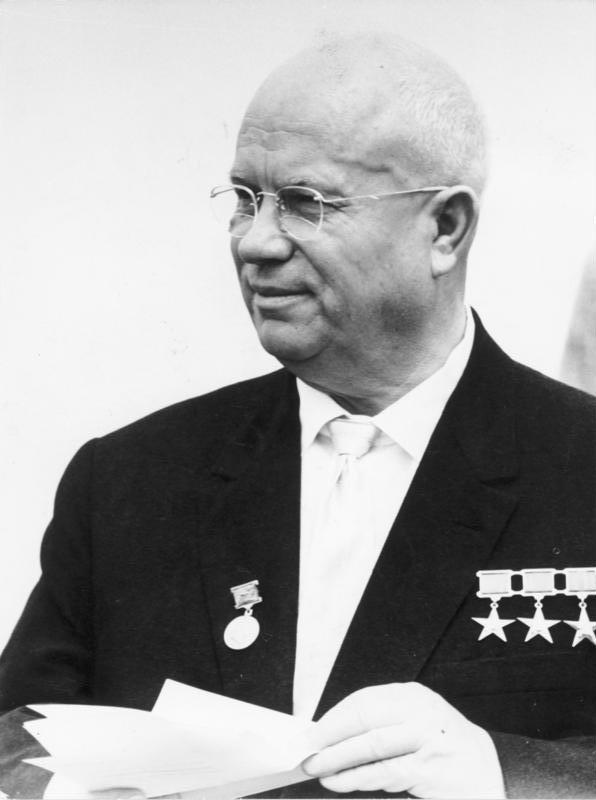
Nikita Hrușciov

În 1953, schimbările petrecute în conducerea politică a ambelor părți au modificat dinamica Războiului Rece. Întrucât în ultimele 18 luni ale administrației Truman, bugetul apărării americane a crescut de patru ori, succesorul său la Casa Albă, Dwight D. Eisenhower, instalat la 20 ianuarie 1953, a luat măsuri pentru a reduce cheltuielile militare cu o treime, în timp ce continua să lupte, în mod eficient, în Războiul Rece. După moartea lui Iosif Stalin, Nikita Hrușciov a devenit liderul sovietic, în urma arestării și executării lui Lavrenti Beria și a marginalizării rivalilor săi, Gheorghi Malenkov și Viaceslav Molotov. La 25 februarie 1956, Hrușciov a șocat delegații la Congresul al 20-lea al Partidului Comunist Sovietic, denunțând crimele lui Stalin.
Ca parte a unei campanii de destalinizare, el a declarat că singura modalitate de a reforma și de a renunța la politicile lui Stalin este să se recunoască erorile făcute în trecut. La 18 noiembrie 1956, în timp ce se adresa ambasadorilor occidentali la o recepție de la Ambasada Poloniei din Moscova, Hrușciov a rostit, total nediplomatic, celebra sa expresie: „Fie că vă place sau nu, istoria e de partea noastră. Vă vom îngropa”, cu care a șocat pe toată lumea prezentă acolo. Mai târziu, el a susținut că nu a vorbit despre războiul nuclear, ci, mai degrabă, despre victoria istorică viitoare a comunismului asupra capitalismului. În 1961, Hrușciov a declarat că, chiar dacă URSS era în spatele Occidentului, într-un deceniu, lipsa de locuințe va dispărea, bunuri de larg consum vor fi din abundență, iar, în două decenii, „construirea unei societăți comuniste” în URSS va fi, în principiu, „finalizată”.

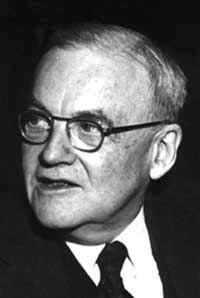
Secretarul de stat John Foster Dulles

Secretarul de stat al lui Eisenhower, John Foster Dulles, a inițiat o nouă politică, numită New Look, o  strategie de izolare, care punea un accent mai mare pe armele nucleare împotriva dușmanilor SUA.  Dulles a enunțat, de asemenea, doctrina „represaliilor masive”, amenințând cu o severă reacție americană la orice agresiune sovietică. În acest sens, superioritatea SUA în privința dotării cu arme nucleare a permis lui Eisenhower să facă față amenințărilor sovietice în privința intervenției acestora în Orientul Mijlociu, în timpul Crizei Suezului din 1956.

### Criza Suezului

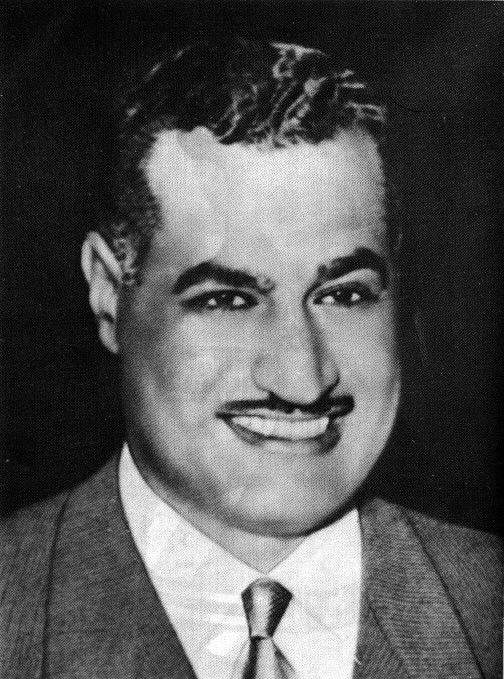
Gamal Abdel Nasser

Această criză face parte din Războiul Rece, având drept caracteristic faptul că niciuna dintre cele două mari puteri (URSS și SUA) nu a participat direct în lupte, ci a opus cele două puteri într-o manieră indirectă.  În anul 1956, lumea a asistat la un război între Egipt, pe de o parte, și Franța, Marea Britanie și Israel, pe  de altă parte. Ca urmare a naționalizării Canalului Suez, la 26 iulie 1956, de către președintele Egiptului, Gamal Abdel Nasser, Marea Britanie și Franța au hotărât să intervină militar pentru redobândirea controlului asupra canalului, fiind sprijinite de Israel, care cerea dreptul vaselor israeliene de a naviga pe canal. Atacul celor trei țări a fost rapid și neanunțat și, astfel, Egiptul a fost înfrânt. Cele două mari puteri nu au apreciat faptul că nu au fost, în prealabil, consultate. URSS amenința cu folosirea armelor nucleare, motivând că intervenția este un nou război colonial. În acest caz, cele două mari puteri au adoptat aceeași poziție și au făcut presiuni asupra părților beligerante agresoare, cerând vehement să se retragă necondiționat. Pe plan politic, Egiptul a ajuns sub influența  politică a sovieticilor, care, apoi, vor pregăti armata Egiptului pentru Războiul de Șase Zile din 5 iunie 1967. Prim-ministrul britanic Anthony Eden a supraapreciat loialitatea SUA față de aliatul său principal. El nu a luat în considerare faptul că SUA nu dorea să fie văzută ca un stat care sprijină vreo acțiune care să semene cu imperialismul sau colonialismul. În urma eșecului intervenției militare, la scurt timp, Anthony Eden a demisionat din funcția de prim-ministru.

### Pactul de la Varșovia și Revoluția Ungară

Un simbol al Blocului de Est de mai târziu, după ruptura dintre Stalin și Tito: emblema Pactului de la Varșovia

În timp ce moartea lui Stalin, în 1953, a relaxat ușor tensiunile, situația din Europa a rămas în stadiul unui armistițiu armat. Sovieticii, care creaseră, deja din 1949, o rețea de tratate de asistență mutuală în Blocul de Est, în 1955, au stabilit o alianță formală, numită Pactul de la Varșovia.
Revoluția ungară din 1956
Revoluția ungară din 1956 a avut loc la scurt timp după ce Hrușciov a aranjat eliminarea liderului stalinist al Ungariei, Mátyás Rákosi. Ca răspuns la revolta populației, noul regim a dizolvat, în mod oficial, Poliția secretă ungară, a declarat intenția sa de a se retrage din Pactul de la Varșovia și a promis să restabilească alegerile libere. În această situație, Armata Roșie a invadat Ungaria și a zdrobit cu tancurile rezistența eroică a insurecției budapestane, mii de cetățeni maghiari fiind arestați, închiși și deportați în Uniunea Sovietică. Aproximativ 200 000 de maghiari au părăsit Ungaria aflată în haos, emigrând în țările din Vest.
Prim-ministrul Ungariei, Imre Nagy, împreună cu alte figuri politice, în urma unui proces ținut în secret, au fost condamnați la moarte și executați. Din 1957, până prin 1961, Hrușciov, în mod deschis și repetat, a amenințat Vestul cu anihilarea nucleară. El a afirmat că rachetele rusești erau mult superioare celor ale Statelor Unite, fiind capabile de a distruge orice oraș american sau european. Cu toate acestea, Hrușciov a respins credința lui Stalin în inevitabilitatea războiului și a declarat că scopul său este „coexistența pașnică”.

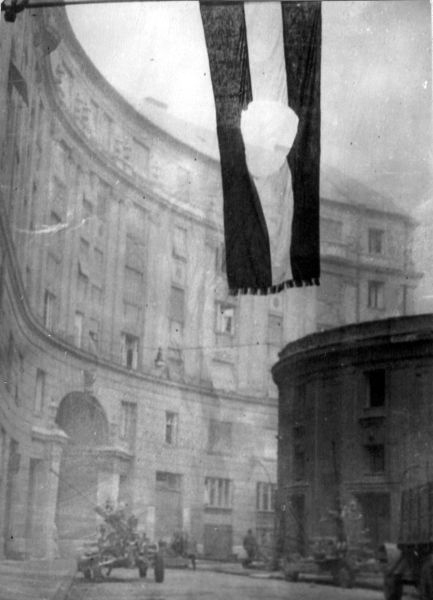
Gaură în steag, în locul stemei comuniste: a devenit simbolul luptei pentru libertate (Budapesta-1956)

Această formulare a modificat poziția sovietică din epoca lui Stalin, în care lupta de clasă internațională însemna că cele două tabere opuse erau pe un curs de coliziune inevitabilă, iar comunismul ar triumfa printr-un război mondial; acum, pacea ar permite capitalismului să se prăbușească singur, dar însemna și înarmarea sovieticilor, doctrină care s-a menținut până la venirea lui Gorbaciov a cărei „nouă gândire” a prevăzut, mai degrabă, o coexistență pașnică de sine-stătătoare, fără o luptă de clasă.
Evenimentele din Ungaria au produs o fractură ideologică în cadrul partidelor comuniste ale lumii, în special în Europa de Vest, soldată cu un mare declin al numărului membrilor de partid din țările occidentale și comuniste, care s-au simțit dezamăgiți de brutalitatea reacției sovietice.
Partidele comuniste din Occident nu și-au recuperat niciodată pierderile suferite prin efectul Revoluției ungare, mai ales cu privire la numărul de membri, fapt care a fost recunoscut imediat de unii, cum a fost, spre exemplu, politicianul iugoslav Milovan Djilas, care, la scurt timp după revoluție, a fost întemnițat pentru că a spus că „rana pe care Revoluția ungară a făcut-o  comunismului nu se va vindeca complet niciodată”. Declarațiile americane erau concentrate pe puterea americană din străinătate și succesul capitalismului liberal. Cu toate acestea, de la sfârșitul anilor 1960, „bătălia pentru mințile oamenilor” între cele două sisteme de organizare socială, despre care Kennedy a vorbit, în 1961, în mare măsură s-a încheiat, iar de acum tensiunile erau bazate, în principal, pe obiectivele geopolitice, mai degrabă decât pe cele ideologice.

### Criza din Berlin și Integrarea Europeană

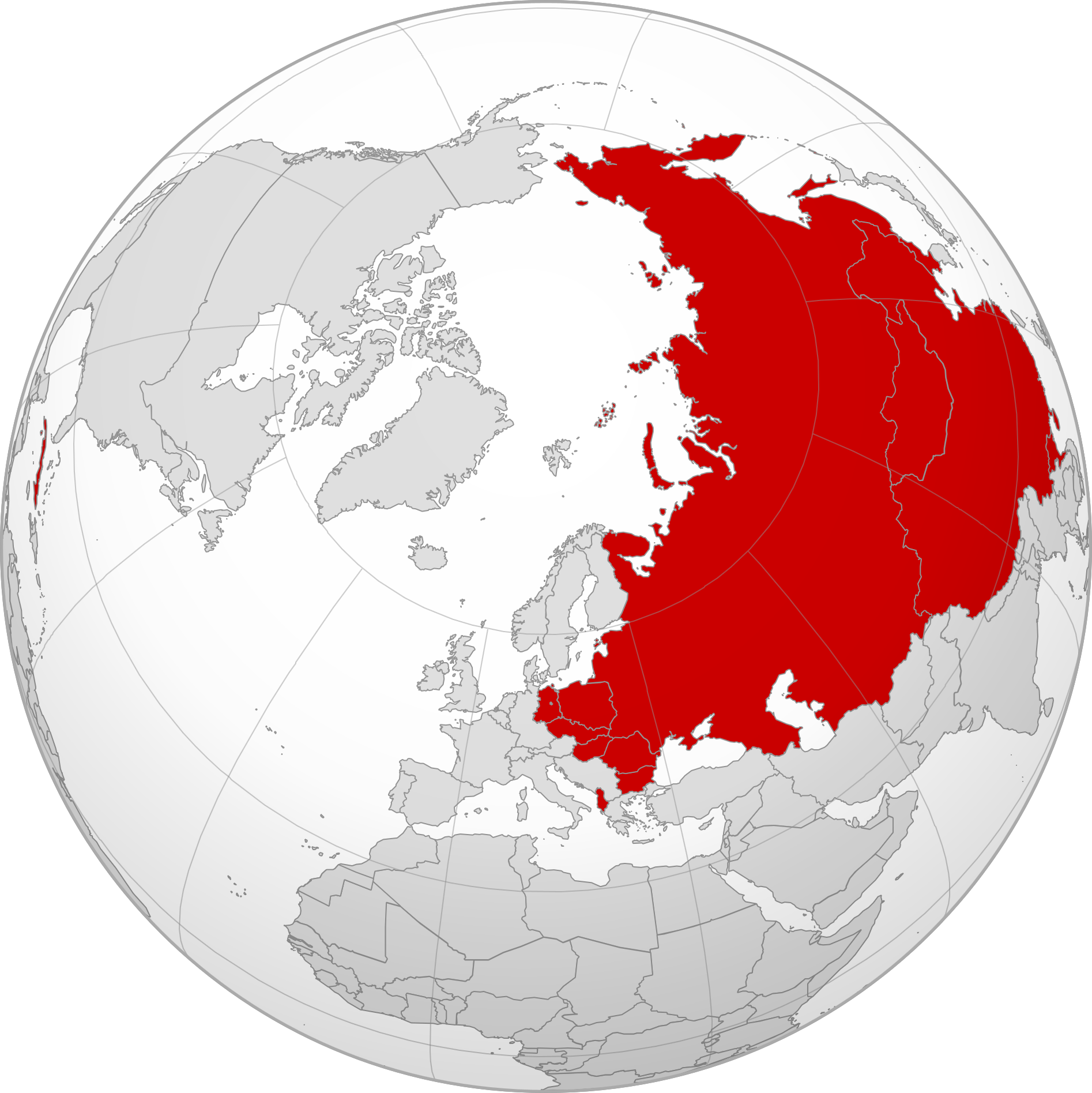
Extinderea teritorială maximă a țărilor aflate în sfera de influență sovietică după Revoluția Cubaneză din 1959 și înainte de ruptura oficială chino-sovietică din 1961

În cursul lunii noiembrie 1958, Hrușciov a făcut o încercare nereușită de a transforma Berlinul într-un „oraș liber”, independent, demilitarizat, oferind Statelor Unite ale Americii, Marii Britaniei și Franței un ultimatum de șase luni să-și retragă trupele din sectoarele încă ocupate de ei în Berlinul de Vest. Îîn caz contrar, el avertiza că va transfera est-germanilor controlul drepturilor de acces al occidentalilor în oraș. Hrușciov a explicat, mai devreme, lui Mao Zedong că „Berlinul sunt testiculele  Occidentului. De fiecare dată când vreau să fac Vestul să țipe, apuc și strâng  Berlinul.” NATO a respins ultimatumul, oficial, la jumătatea lunii decembrie și Hrușciov s-a retras, în schimbul conferinței de la Geneva privind problema germană. O marcă distinctă a anilor 1950 a fost începutul integrării europene - un produs secundar fundamental al Războiului Rece, promovat politic, economic și militar de  Truman și Eisenhower, dar care, mai târziu, a fost văzut de administrațiile ulterioare ca ambivalent, temându-se că o Europă independentă ar crea o destindere separată cu Uniunea Sovietică, ceea ce ar folosi la exacerbarea lipsei de unitate a Vestului.

### Competiția dintre SUA și URSS pentru lumea a treia

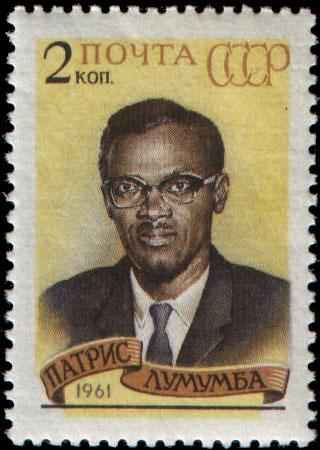
1961 Timbru sovietic în comemorarea lui Patrice Lumumba, prim-ministru al Republicii Congo

Mișcările naționaliste din unele țări și regiuni, în special în Guatemala, Indonezia și Indochina au fost, adesea, aliate cu grupuri comuniste, sau percepute în Occident ca fiind aliați ai comuniștilor.  În acest context, în anii 1950 și începutul anilor 1960, când mișcările de decolonizare au luat avânt, Statele Unite și Uniunea Sovietică concurau, din ce în ce mai mult, pentru influență în Lumea a Treia. În plus, sovieticii au văzut pierderea continuă a terenului de către puterile coloniale (Marea Britanie, Franța, Belgia etc.) drept un semn care, pentru ei, prevestea o eventuală victorie a ideologiei lor. În această competiție pentru a câștiga influență în Lumea a Treia, ambele puteri vindeau armament mișcărilor de eliberare.
Statele Unite ale Americii s-au folosit de CIA  pentru a îndepărta un șir de guverne neprietenoase din Lumea a Treia și pentru a le sprijini pe cele aliate.
Congo
În Republica Congo, recent devenită, din iunie 1960, independentă față de Belgia, președintele Joseph Kasavubu, protejatul CIA, a ordonat demiterea  prim-ministrului ales democratic, Patrice Lumumba și a cabinetului Lumumba - sprijinit de URSS. În septembrie, ca reacție, Lumumba a cerut demiterea lui Kasavubu. În Criza din Congo, care a urmat, colonelul Mobutu - sprijinit de CIA, și-a mobilizat rapid forțele sale și, printr-o lovitură de stat militară, a acaparat puterea.
Guatemala
În Guatemala, o lovitură de stat din 1954, sprijinită de CIA, a demis președintele de stânga Jacobo Arbenz Guzman. Guvernul post-Arbenz, o juntă militară, condusă de Carlos Castillo Armas, a returnat  proprietățile americane naționalizate, a institut Comitetul Național de Apărare Împotriva Comunismului și, la cererea Statelor Unite, a decretat Legea penală preventivă împotriva comunismului.
Indonezia

Președintele Indoneziei, Achmed Sukarno.

Guvernul indonezian nealiniat al lui Sukarno s-a confruntat, la începutul  anului 1956, când câțiva comandanții regionali au cerut autonomie de la Jakarta, cu o amenințare majoră privind legitimitatea sa. După ce medierile au eșuat, Sukarno a luat măsuri pentru a elimina comandanții disidenți. În februarie 1958, comandanții militari disidenți din Sumatra Centrală (colonelul Ahmad Hussein) și din Sulawesi de Nord (colonelul Ventje Sumual) au declarat Guvernul revoluționar al Republicii Indonezia - Permesta. Mișcarea viza răsturnarea regimului Sukarno. Lor li s-au alăturat mulți politicieni civili din Partidul Masyumi (Sjafruddin Prawiranegara, spre exemplu), care s-au opus influenței crescânde a partidului comunist „Partai Komunis Indonezia”. Datorită retoricii lor anticomuniste, rebelii au primit arme, finanțare și alte ajutoare, sub acoperire, de la CIA până ce Allen Lawrence Papa, un pilot american, a fost doborât cu avionul, după un bombardament asupra guvernului din  Ambon, în aprilie 1958. Guvernul central a răspuns prin lansarea unor invazii militare aeriene și maritime împotriva bastioanelor rebele  Padang și Manado. Până la sfârșitul anului 1958, rebelii au fost învinși militar și, apoi, până în august 1961, ultimele bande de gherilă rămase s-au predat.
Iran

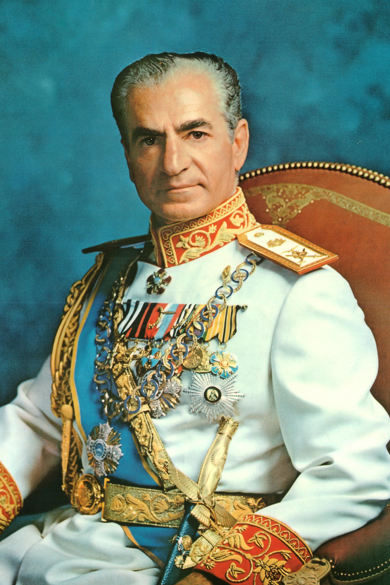
Mohammad Reza Pahlavi, șahul Iranului

În 1953, CIA, sub administrația președintelui Eisenhower, a pus în aplicare Operațiunea Ajax, o operațiune sub acoperire care viza răsturnarea  prim-ministrului iranian, Mohammad Mosaddegh. Ales prin vot popular, nealiniatul Mosaddegh a fost, în Orientul Mijlociu, un ghimpe pentru Marea Britanie de la naționalizarea, în 1951, a societății Anglo-Iranian Oil Company, deținută de britanici. Winston Churchill declara, în SUA, că  Mosaddegh „cotește tot mai mult spre comunism.”  După îndepărtarea lui Mossadegh, șahul pro-occidental, Mohammad Reza Pahlavi, și-a asumat controlul statului ca monarh autocrat.  Politicile șahului au inclus interzicerea partidului comunist Partidul Tudeh și, în general, prin poliția secretă iraniană SAVAK, a suprimat disidenții politici.
Irak

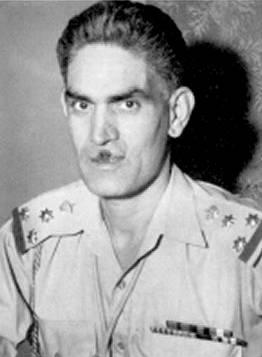
Abd al-Karim Qasim, prim-ministru al Irakului

În Irak, în anul 1958, Abd al-Karim Qasim a răsturnat monarhia Hașemită, instituind o alianță cu Partidul Comunist Irakian și Uniunea Sovietică.  Deși Partidul Ba'ath anti-comunist a fost fracțiunea predominantă în cabinetul lui Qasim, SUA a început să se teamă că revolta ar putea inspira o „reacție în lanț” de-a lungul Orientul Mijlociu.  În timp ce Egiptul și Siria au încercat, din propriile lor motive, să-l asasineze pe Qasim, CIA, de asemenea, a luat în considerare să-i trimită o batistă otrăvită (rămâne neclar dacă această decizie a fost implementată sau nu).
După o serie de lovituri de stat, în 1968, cu sprijinul posibil al KGB, partidul Ba'athist a confiscat președinția țării politic instabile, deși lovitura de stat a fost efectuată de militarii irakieni.  În timp ce SUA a refuzat să stabilească orice relație diplomatică cu noul regim, Saddam Hussein, în 1969, a declarat unui ambasador britanic că „Irakul a fost serios în încercarea de a construi relațiile bune cu Marea Britanie și cu America”, adăugând că  atitudinea pro-sovietică a Irakului „a fost forțată”.
Vietnam
Uzați de războiui comunist de gherilă pentru independența Vietnamului și învinși de rebelii comuniștii Vietminh, în 1954, în Bătălia de la Điện Bien Phu, francezii au acceptat abandonarea negociată a poziției lor coloniale în Vietnam. La Conferința de la Geneva (1954), au fost semnate acordurile de pace, lăsând Vietnamul împărțit între o administrație pro-sovietică în Vietnamul de Nord și o administrație pro-occidentală în Vietnamul de Sud, la paralela 17. Între 1954 și 1961, administrația Eisenhower a Statelor Unite ale Americii a trimis ajutoare economice și consilieri militari pentru a consolida regimul pro-occidental al Vietnamului de Sud împotriva eforturilor comuniștilor de a-l destabiliza.
Mișcarea de Nealiniere
Multe națiuni emergente din Asia, Africa și America Latină au respins presiunea de a alege una din părți în competiția est-vest. În 1955, la Conferința Asia-Africa de la Bandung, în Indonezia, zeci de guverne din Lumea a Treia au decis să stea departe de Războiul Rece. Consensul obținut la Bandung a culminat, în 1961, cu crearea Mișcării Țărilor Nealiniate, cu sediul la Belgrad.  Între timp, Hrușciov a extins politica Moscovei de a stabili legături strânse cu India  și alte state-cheie neutre. Mișcările de independență din Lumea a Treia a transformat ordinea de după război într-o lume mai pluralistă a Africii și Orientului Mijlociu decolonizat și a naționalismului în creștere din Asia și America Latină.

### China devine cea de a treia putere nucleară și Ruptura chino-sovietică

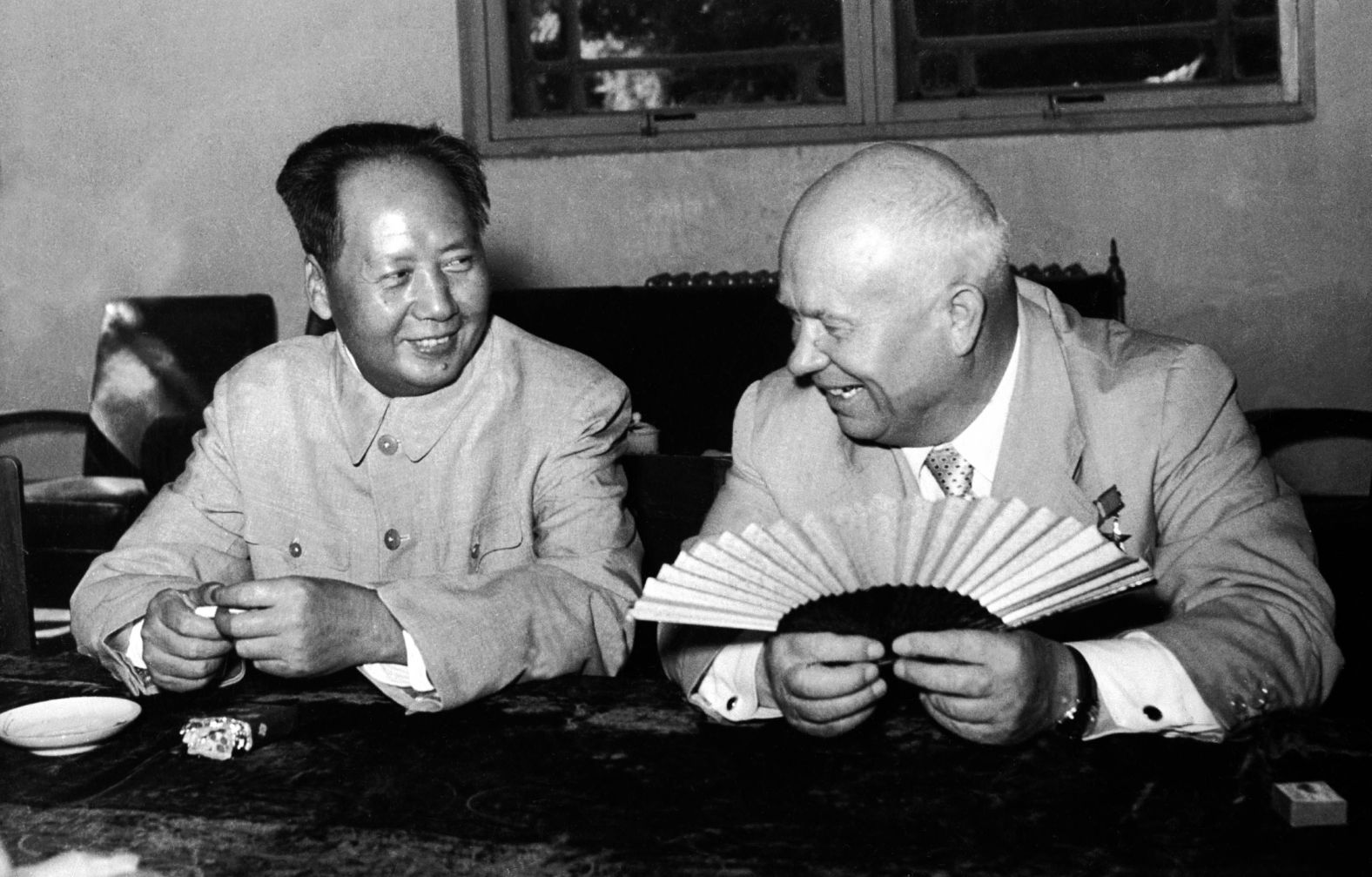
Mao și Hrușciov în timpul vizitei la Pekin (1958)

Perioada de după 1956 a fost marcată de eșecuri grave pentru Uniunea Sovietică, începând, mai ales, cu ruptura chino-sovietică. Atunci când, în 1956, la 3 ani după moartea lui Stalin, Hrușciov l-a atacat, Mao l-a apărat pe defunctul lider și l-a tratat pe noul lider sovietic ca fiind parvenit și superficial, acuzându-l că și-ar fi pierdut avântul revoluționar.  China a detonat prima sa bombă atomică la 16 octombrie 1964 și prima sa bombă cu hidrogen la 14 iunie 1967. La rândul său, Hrușciov, deranjat de atitudinea lui Mao față de războiul nuclear, vorbea despre liderul chinez ca despre un „nebun cocoțat pe tron”.  După această afirmație dură, Hrușciov a făcut multe încercări disperate de a reconstitui alianța chino-sovietică, dar Mao a considerat că este inutil și a refuzat orice propunere.  Animozitățile chinezo-sovietice s-au transformat într-un război de propagandă intra-comunist.  În continuare, sovieticii au rivalizat amarnic cu China lui Mao pentru conducerea mișcării comuniste mondiale, iar coeziunea aparentă a blocului comunist a luat sfârșit pentru totdeauna.  Pe frontul armelor nucleare,Statele Unite și URSS au urmărit reînarmarea nucleară și au dezvoltat arme nucleare cu rază lungă de acțiune, care erau capabile să lovească teritoriul celuilalt.

### Cursa spațială

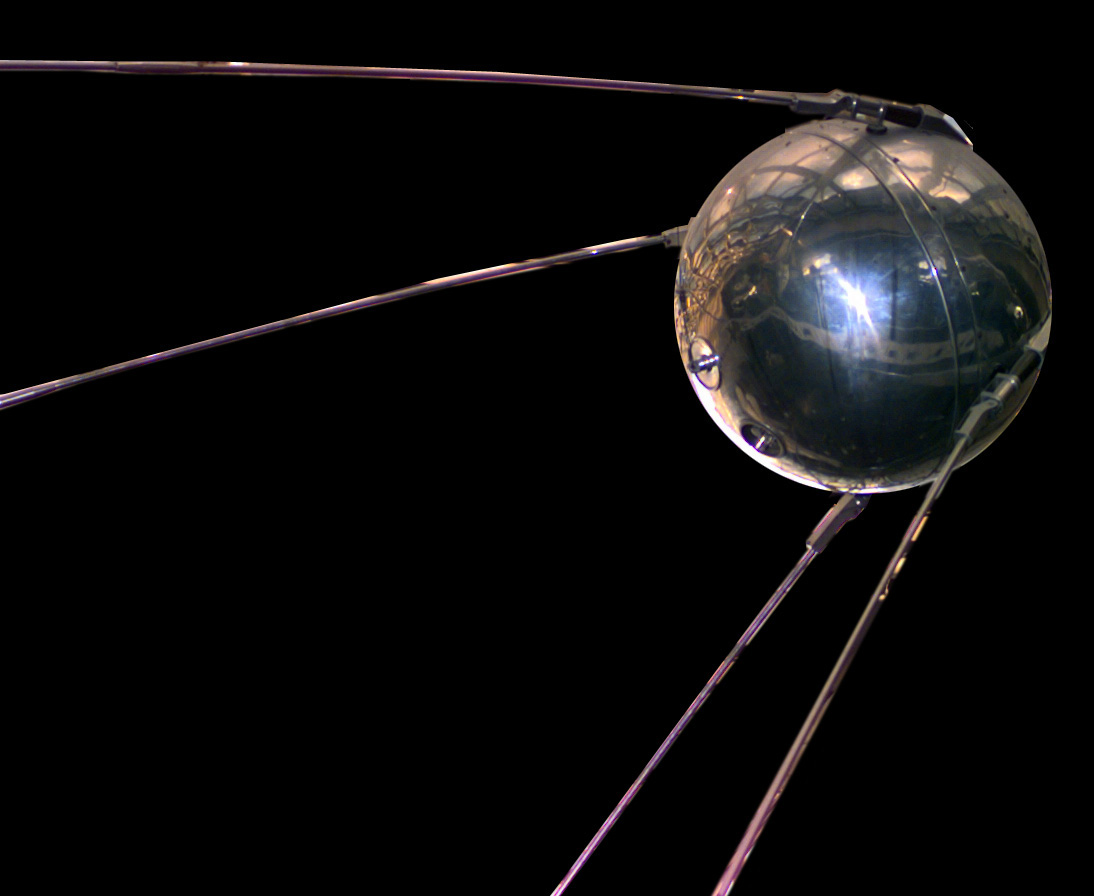
Sputnik I, primul satelit artificial

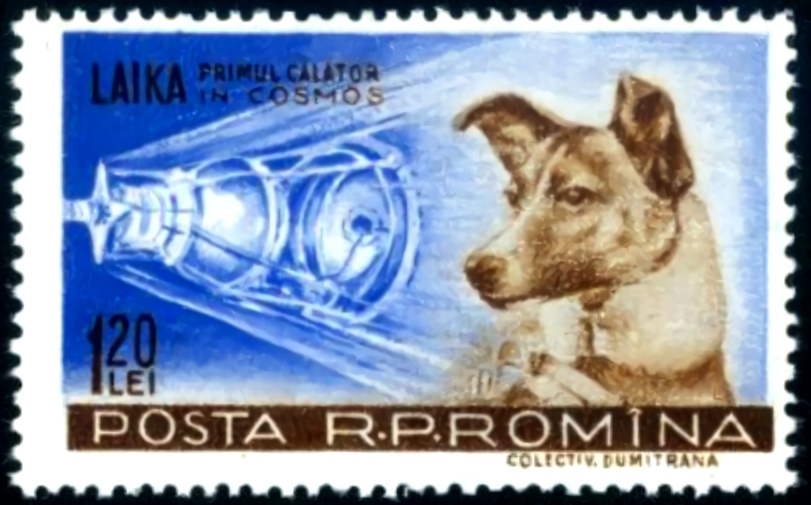
Timbru românesc cu Laika, prima ființă vie lansată în Spațiu

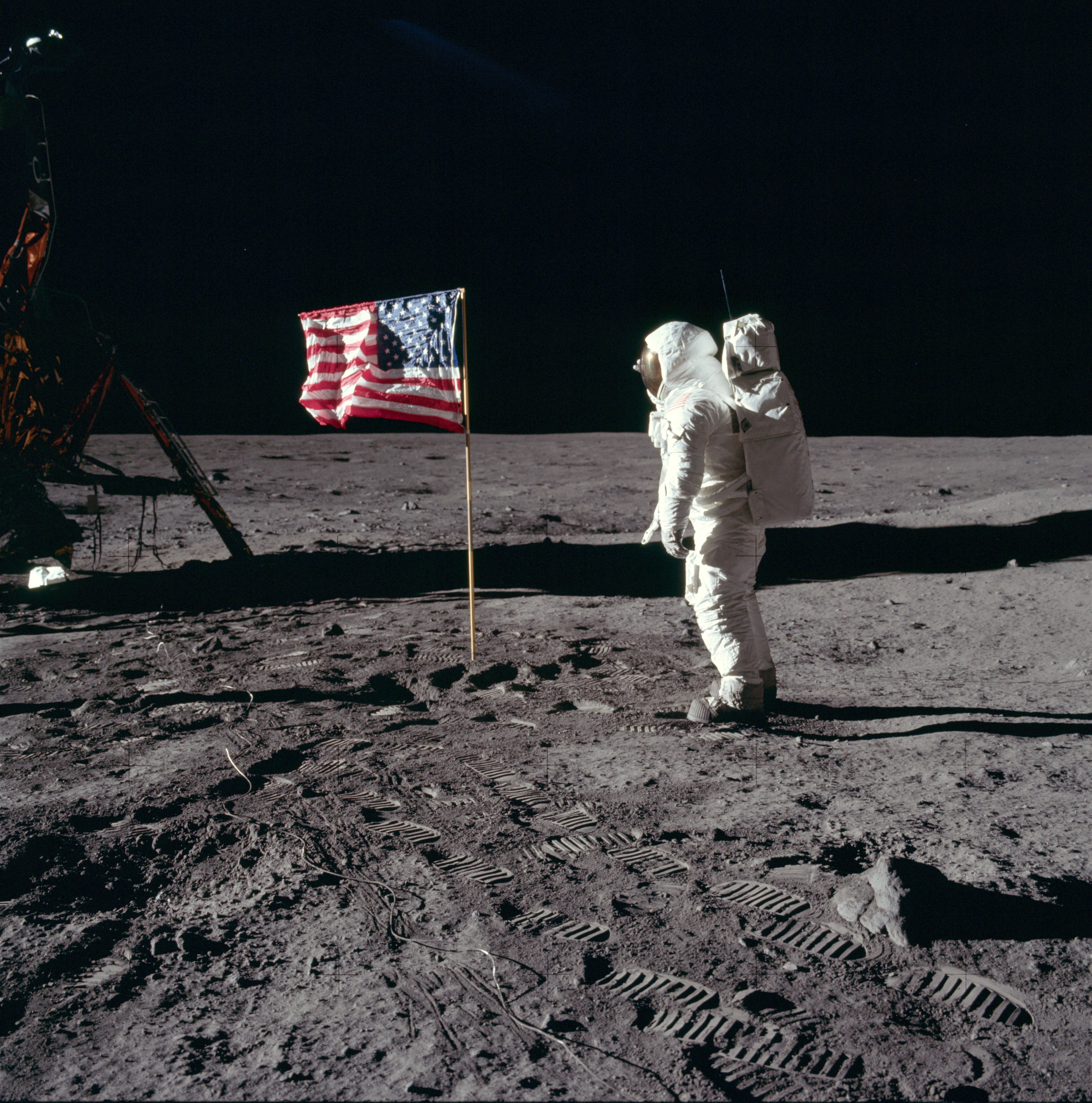
În 1969 SUA a reușit aselenizarea cu Apollo 11

Cursa spațială se poate defini și ca un capitol al conflictului nedeclarat dintre SUA și URSS. În luna august 1957, sovieticii au lansat cu succes prima rachetă balistică intercontinentală (ICBM) din lume, iar în luna octombrie același an au lansat primul satelit artificial al Pământului, Sputnik, capabil să orbiteze în jurul Pământului. În luna noiembrie a aceluiași an, sovieticii au lansat Sputnik II, iar, în interior, au plasat un câine, pe nume Laika, care a murit la 7 ore de la ieșirea din atmosferă. Echipa de cercetare a sovieticilor în domeniul rachetelor era condusă de Serghei Koroliov, care fusese  victimă a epurărilor staliniste din 1938 și s-a aflat timp de 6 ani în detenție. După misiunile Sputnik, SUA a intrat în cursă prin lansarea, în 1958, satelitului Explorer I, dar URSS a făcut, din nou, un salt uriaș, în 12 aprilie1961, când lansează primul om în spațiu, cosmonautul Iuri Gagarin - cu Vostok 1, care, după o rotație completă în jurul Pământului, a reușit să aterizeze în siguranță. După primele succese, sovieticii au înregistrat și o catastrofă, la 24 octombrie 1960, care a ucis în jur de 100 persoane și care a dat înapoi programul sovietic de cercetare spațială. Evidentul progres sovietic în acest domeniu, care a fost și o mare pierdere de prestigiu politic pentru SUA, l-a determinat pe președintele american John F. Kennedy să declare că, înainte de sfârșitul deceniului 7, SUA va trimite un om pe Lună.
Echipa de cercetare a americanilor a fost condusă de Wernher von Braun, fost conducător al programului german de creare a rachetelor germane V-1 și V-2 în cel de-al Doilea Război Mondial, arma de teroare concepută pentru terorizarea britanicilor. Wernher von Braun, împreună cu sute de ingineri și camioane de documentație de proiect, s-a predat americanilor. Datorită cunoștințelor avansate în domeniul rachetelor, Wernher von Braun și alți cercetători germani responsabili cu construirea rachetelor nu au fost trași la răspundere în fața justiției, ci au fost cooptați în cercetare.
Cursa spațială a culminat cu aselenizarea navei spațiale Apollo, cu astronautul Neil Armstrong, primul om pe Lună.
Cursa spațială a fost descrisă, mai târziu, de astronautul Frank Borman ca fiind „doar o luptă în Războiul Rece”.

### Spionajul

Emblema KGB.

Primele succese sovietice au avut loc încă înainte de izbucnirea Războiului Rece, când sovieticii, cu ajutorul lui Klaus Fuchs, au reușit să afle secretele bombei atomice britanice. Panica roșie (1947-1957) și McCarthysm-ul au distrus multe rețele de spionaj. KGB  nu a reușit să reconstruiască cele mai multe dintre rețelele sale ilegale din SUA distruse de Panica Roșie și de McCarthysm. Totuși, spionajul sovietic a repurtat un succes foarte mare în cazul grupului spionilor britanici „Grupul celor cinci din Cambridge”: Kim Philby, Donald Maclean, Guy Burgess, Anthony Blunt și John Cairncross.  În Războiului Rece, mai târziu, KGB a avut noroc cu cazurile de contraspionaj în favoarea sovieticilor, cum a fost cazul lui Robert Hanssen (1979–2001), precum și al ofițerului CIA, Aldrich Ames (1985-1994). De partea cealaltă, cele mai celebre „evadări” din blocul comunist au fost cazurile generalului Mihai Pacepa, Mircea Răceanu, agentul de securitate Matei Pavel Haiducu (1978), generalul KGB Oleg Gordievski(1985), Svetlana Allilueva - fiica lui  Stalin (1967) etc.

### Emigrarea și dezertarea din Blocul Estic
Emigrările și dezertările din URSS și Blocul Estic au fost un punct de controversă în timpul Războiului Rece. Datorită numărului mare de emigrări din Blocul Estic, URSS și statele sale satelite aflate sub regim comunist s-au văzut nevoite să pună restricții emigrărilor, emigrarea acceptându-se doar în cazuri excepționale, cum ar fi cele de reîntregire a familiei. În motivația lor, conducerea URSS și guvernele comuniste satelite motivau închiderea granițelor pentru a preveni un exod al creierelor.

### Revoluția Cubaneză și Invazia din Golful Porcilor

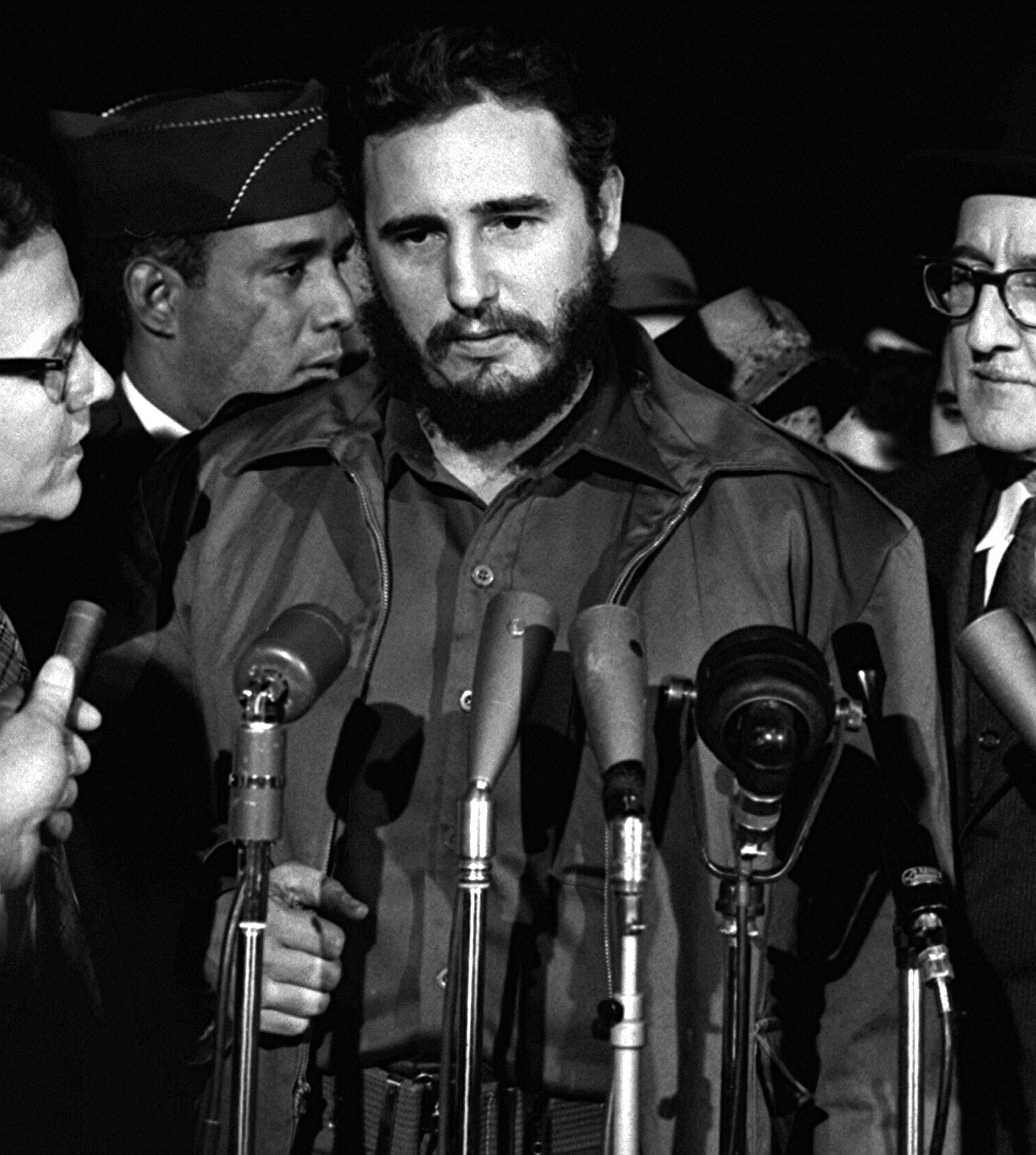
Fidel Castro la Washington în 1959

În Cuba, Mișcarea din 26 iulie a preluat puterea în ianuarie 1959, răsturnându-l pe președintele Fulgencio Batista, administrația Eisenhower refuzând să ajute cu arme acest regim nepopular. Datorită faptului că tânărul lider revoluționar cubanez Fidel Castro, a fost, încă din 1956, în contact permanent cu KGB, Cuba a început, din martie 1960, negocierile privind achizițiile de arme din Europa de Est.
Relațiile diplomatice dintre Cuba și Statele Unite au mai continuat un timp după căderea lui Batista, dar președintele Eisenhower a părăsit, în mod deliberat, capitala, pentru a evita să se întâlnească cu Castro, în timpul călătoriei acestuia în Washington din aprilie, lăsându-l pe vicepreședinte Richard Nixon să participe la întâlnire în locul lui.  Oficialii lui Eisenhower nu erau siguri dacă Fidel Castro era un comunist, dar erau ostili față de eforturile cubanezilor în direcția reducerii dependenței economice a Cubei față de SUA. În ianuarie 1961, chiar înainte de a părăsi postul de președinte, Eisenhower a rupt, oficial, relațiile cu guvernul cubanez. În aprilie 1961, administrația nou-aleasă a președintelui american John F. Kennedy a aprobat o invazie eșuată în Golful Porcilor, al cărei eșec a umilit public Statele Unite ale Americii.  Fidel Castro a răspuns prin adoptarea marxism-leninismului, iar Uniunea Sovietică s-a angajat să-i ofere sprijin.

### Criza din Berlin din 1961

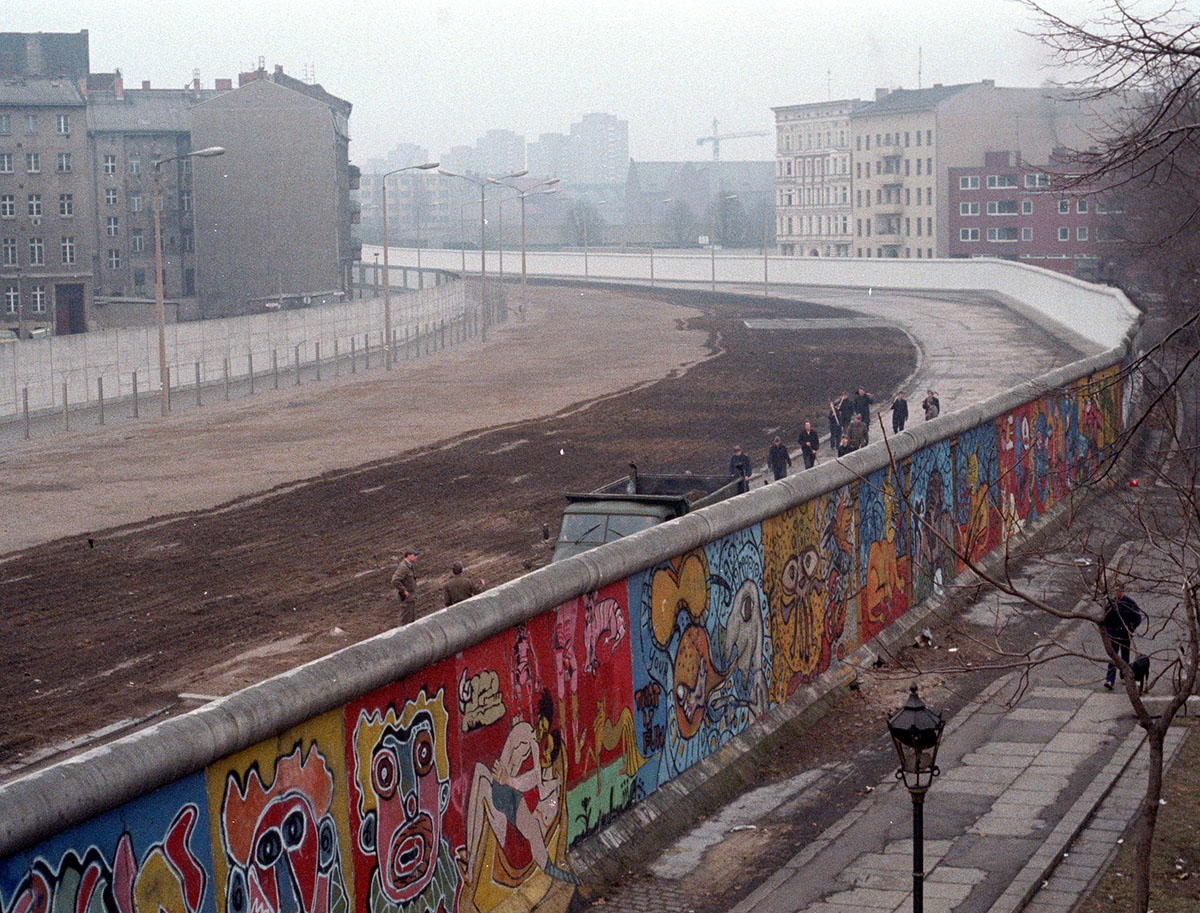
Zidul Berlinului - un simbol major al Războiului Rece

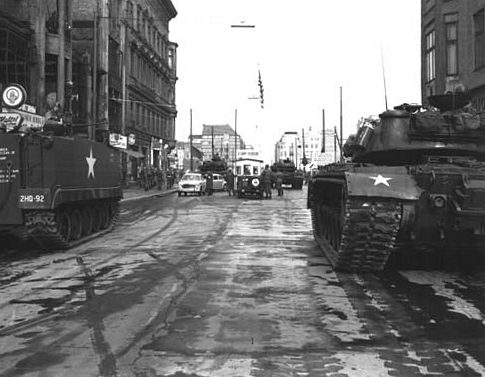
Tancuri sovietice înfruntând tancuri americane la Checkpoint Charlie, în 27 octombrie 1961, în timpul Crizei din Berlin

Criza Berlinului din 1961 a fost ultimul incident major în Războiul Rece în ceea ce privește statusul Berlinului și al Germaniei după cel de-al Doilea Război Mondial. Până la începutul anilor 1950, abordarea sovietică în privința restricției emigrărilor și dezertărilor  a fost imitată de majoritatea statelor din blocul estic.  Cu toate acestea, sute de mii de est-germani au emigrat în Germania de Vest, printr-o  „lacună” în sistemul care a existat între Berlinul de Est și de Vest, unde guvernau cei patru ocupanți al Berlinului.
Emigrarea a dus la un masiv „exod de creiere” din Germania de Est în Germania de Vest din partea unor profesioniști tineri, educați, astfel încât, până în 1961, aproape 20% din populația Germaniei de Est au migrat în Germania de Vest.  În iunie, Uniunea Sovietică a emis un nou ultimatum, cerând retragerea forțelor aliaților din Berlinul de Vest. Cererea a fost respinsă, iar pe 13 august, Germania de Est a ridicat un gard de sârmă ghimpată, care a fost, în cele din urmă, extins prin construirea Zidului Berlinului, care închidea, efectiv, libera trecere dintre Berlinul de Vest și Berlinul de Est.

### Criza rachetelor din Cuba

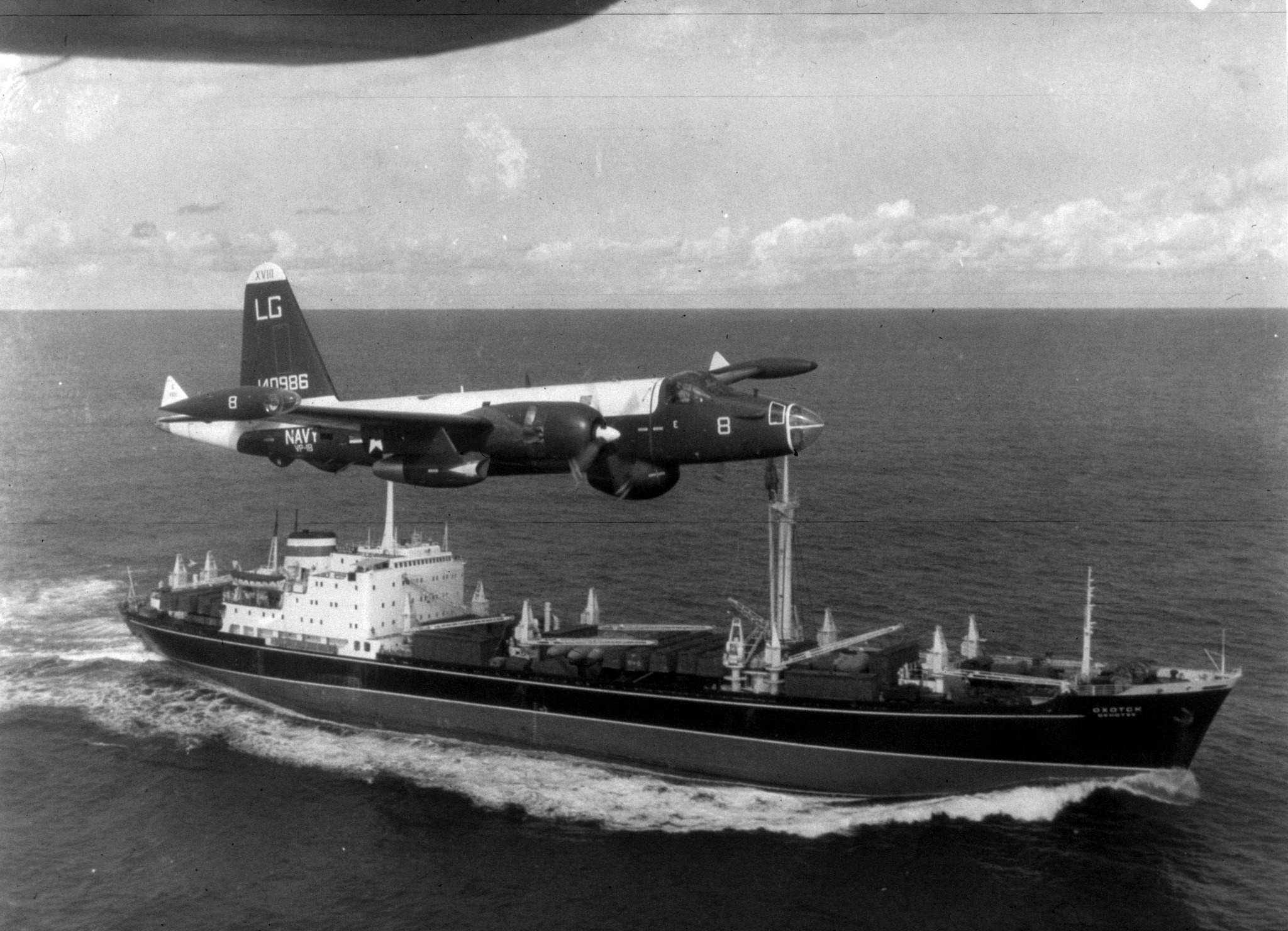
Un P-2 Neptune a Marinei Militare Americane zburând deasupra unui vas de transport sovietic în timpul Crizei Rachetelor Cubaneze

După invazia eșuată din Golful Porcilor, continuând să caute modalități de a-l elimina pe Castro, Kennedy și administrația sa au încercat, în diverse moduri, să faciliteze răsturnarea guvernului cubanez. Speranțele semnificative s-au născut în privința unui program secret numit Proiectul cubanez, conceput sub administrația lui Kennedy din 1961. În februarie 1962, Hrușciov a aflat de planurile americane privind Cuba: un „proiect cubanez”  — aprobat de către CIA și care prevedea răsturnarea guvernului cubanez în octombrie, implicând, eventual, și intervenție militară americană  —  și încă o operațiune de asasinare a lui Castro, ordonată de Kennedy.  Ca răspuns, s-au făcut pregătiri pentru a instala rachete nucleare sovietice în Cuba. Când a aflat, Kennedy, alarmat, a luat în considerare diverse posibile reacții și, în cele din urmă, la instalarea de rachete nucleare din Cuba a răspuns cu o blocadă navală dispusă în jurul Cubei și a prezentat un ultimatum sovieticilor. Hrușciov a dat înapoi de la o confruntare directă, iar Uniunea Sovietică a retras rachetele, în schimbul unui angajament american de a nu invada din nou Cuba.

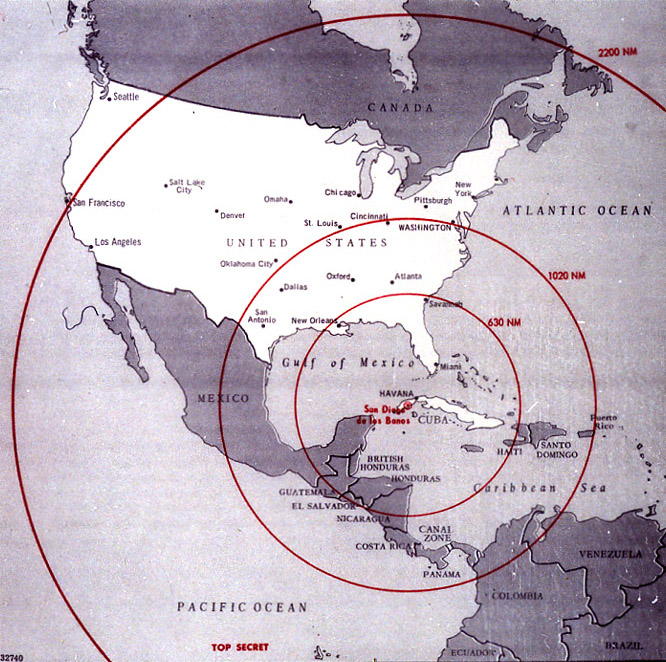
Harta cu bătaia rachetelor sovietice amplasate în Cuba

Criza rachetelor din Cuba (octombrie-noiembrie 1962) a adus lumea mai aproape de un război nuclear decât oricând înainte,  demonstrând, în continuare, conceptul distrugerii reciproce asigurate, conform căreia nicio superputere nu era pregătită să utilizeze armele ei nucleare, temându-se de distrugere totală, la nivel mondial, prin intermediul represaliilor reciproce.  Urmările crizei au condus la primele eforturi de limitare în cursa înarmărilor nucleare, la dezarmarea nucleară și la îmbunătățirea relațiilor, deși primul acord de control al armelor nucleare în Războiul Rece, Tratatul Antarcticii, a intrat în vigoare abia în 1961.
În 1964, colegii de la Kremlin au reușit să-l îndepărteze pe  Nikita Hrușciov de la putere, dar i-au permis o pensionare liniștită.  Acuzat de grosolănie și de incompetență, lui i se impută, de asemenea, ruinarea agriculturii sovietice și aducerea lumii în pragul unui război nuclear.  Hrușciov a devenit o rușine internațională atunci când a autorizat construcția Zidului Berlinului, o umilință publică pentru marxism-leninism.

## Confruntare prin destindere (1962–1979)

Efectivele trupelor NATO și ale Pactului de la Varșovia în Europa, în 1973

În cursul anilor 1960 și 1970, participanții la Războiul Rece au luptat pentru a se adapta la un nou model, mai complicat al relațiilor internaționale, în care lumea nu mai era împărțită, în mod clar, în două blocuri opuse.  De la începutul perioadei postbelice, Europa de Vest si Japonia au recuperat rapid pagubele uriașe provocate în cursul de-al Doilea Război Mondial și susțineau o creștere economică puternică, Prin anii 1950 și 1960, PIB-ul pe cap de locuitor al acestor state se apropie de cel al Statelor Unite, în timp ce economiile țărilor Blocului Răsăritean stagnau. Ca urmare a crizei petrolului din 1973, combinată cu influența tot mai mare a țărilor din Lumea a Treia, cum ar fi Organizația Țărilor Exportatoare de Petrol (OPEC) și Mișcarea de Nealiniere, țări mai puțin puternice au avut mai multe posibilități să-și afirme independența și, adesea, au rezistat la presiuni din partea ambelor superputeri.  Între timp, pentru a face față problemelor economice interne, Moscova a fost forțată să-și îndrepte atenția spre interior.  În această perioadă, liderii sovietici Leonid Brejnev și Alexei Kosîghin au introdus în practica politică noțiunea de destindere.
Retragerea Franței din NATO

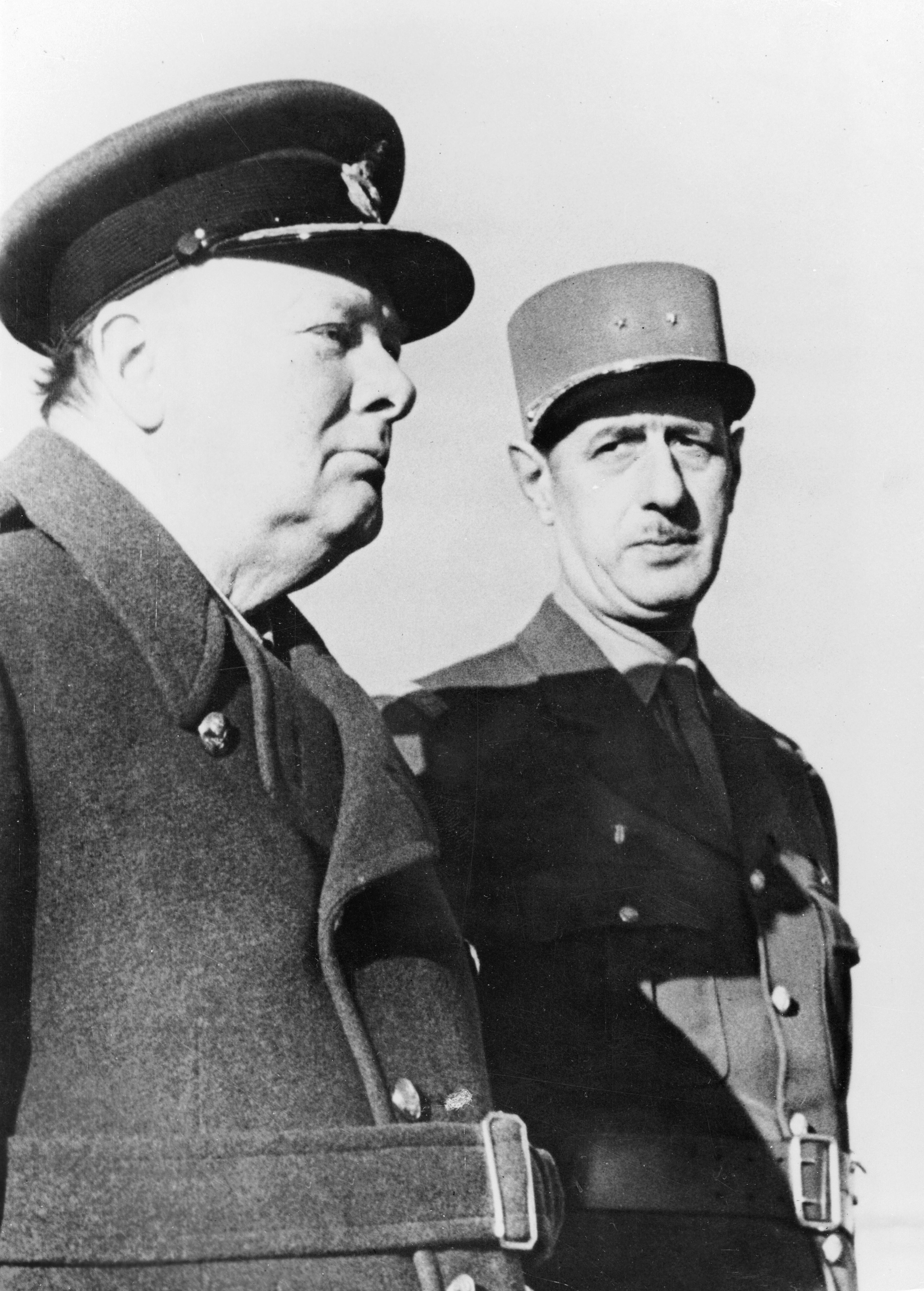
Winston Churchill și Charles de Gaulle

Unitatea din cadrul  NATO a fost încălcată devreme, datorită unei crize din timpul președinției lui Charles de Gaulle în Franța (1958-1969). Încă din primul an al mandatului său, De Gaulle a protestat față de influența puternică a Statelor Unite în organizație și referitor la „relația specială”, percepută de el, între Statele Unite și Marea Britanie. Într-un memoriu adresat președintelui Dwight D. Eisenhower și prim-ministrului Harold Macmillan, la 17 septembrie 1958, el a pledat pentru crearea unui directorat tripartit, care ar pune Franța pe picior de egalitate cu Statele Unite ale Americii și Marea Britanie, și, de asemenea, pentru extinderea acoperirii NATO pentru a include zone geografice de interes pentru Franța, (Algeria franceză, mai ales, unde metropola ducea o luptă împotriva insurgenților și cerea asistența NATO.
Având în vedere răspunsul nesatisfăcător primit, de Gaulle a început dezvoltarea unei forțe militare nucleare franceze independente de descurajare, iar în 1966 s-a retras din structurile militare ale NATO și a expulzat trupele NATO de pe  teritoriul francez.
Invazia Cehoslovaciei
În 1968, în Cehoslovacia a avut loc o perioadă de liberalizare politică, numită Primăvara de la Praga, care a inclus „Programul de acțiune”, un set de măsuri care prevedeau  creșterea libertății  presei, libertatea de exprimare și libertatea de circulație, cu accent pe economie, pe aprovizionarea populației cu bunuri de consum, posibilitatea unui guvern multipartit, limitarea puterii poliției secrete și posibilitatea retragerii din Pactul de la Varșovia. Ca răspuns la Primăvara de la Praga, armata sovietică, împreună cu cei mai mulți dintre aliații din Pactul de la Varșovia (cu excepția României), au invadat Cehoslovacia.  Invazia a fost urmată de un val de emigrare, inclusiv un număr estimat de 70,000 cehi și slovaci care au fugit, inițial, peste graniță, în total, ajungându-se la un număr de aproximativ 300.000 de emigranți.  Invazia Cehoslovaciei a declanșat proteste intense în Iugoslavia, România, China și în  partidele comuniste din vestul Europei.
Doctrina Brejnev

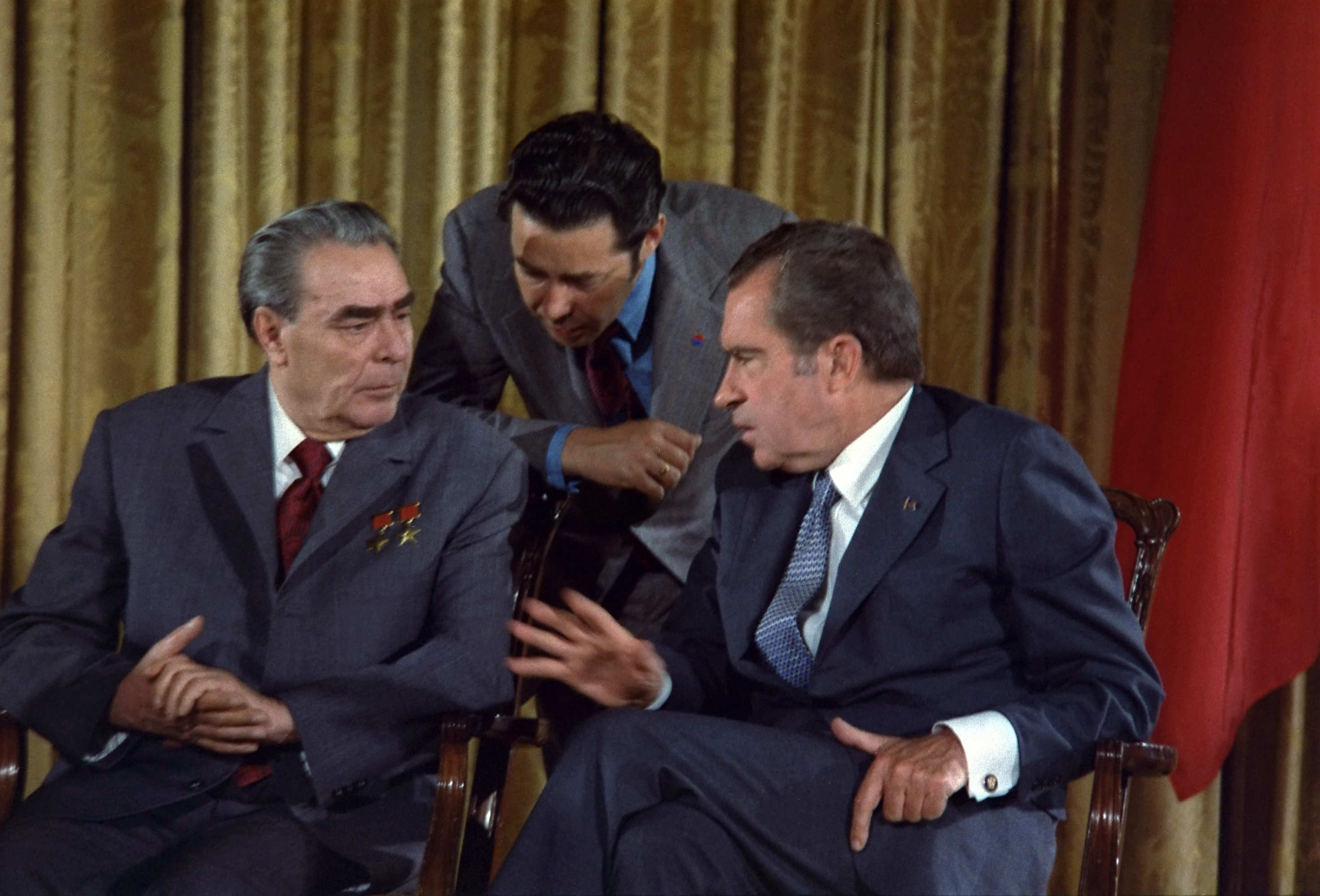
Leonid Brejnev și Richard Nixon în timpul vizitei lui Brejnev la Washington, în luna iunie 1973; această vizită a fost un moment înalt în destinderea relațiilor dintre SUA și URSS

În septembrie 1968, în timpul unui discurs ținut la cel de-al Cincilea Congres al Partidului Muncitoresc Polonez Unit, la o lună după invazia Cehoslovaciei, Brejnev a prezentat Doctrina Brejnev, în care el a pretins dreptul de a încălca suveranitatea oricărei țări care încearcă să înlocuiască marxism-leninismul cu capitalismul. În timpul discursului, Brejnev a declarat:
„Când forțele care sunt ostile socialismului încearcă să transforme dezvoltarea unor țări socialiste spre capitalism, aceasta lucru devine nu numai o problemă a țării în cauză, ci o problemă comună a tuturor țărilor socialiste.”
Doctrina își are originile sale în eșecurile marxism-leninismului în statele satelit, precum Polonia, Ungaria și Germania de Est, care s-au confruntat cu scăderea vizibilă a standardului de viață, în contrast cu prosperitatea Germaniei de Vest și a celorlalte state din  Europa de Vest.

### Escaladarea în Lumea a Treia
Republica Dominicană

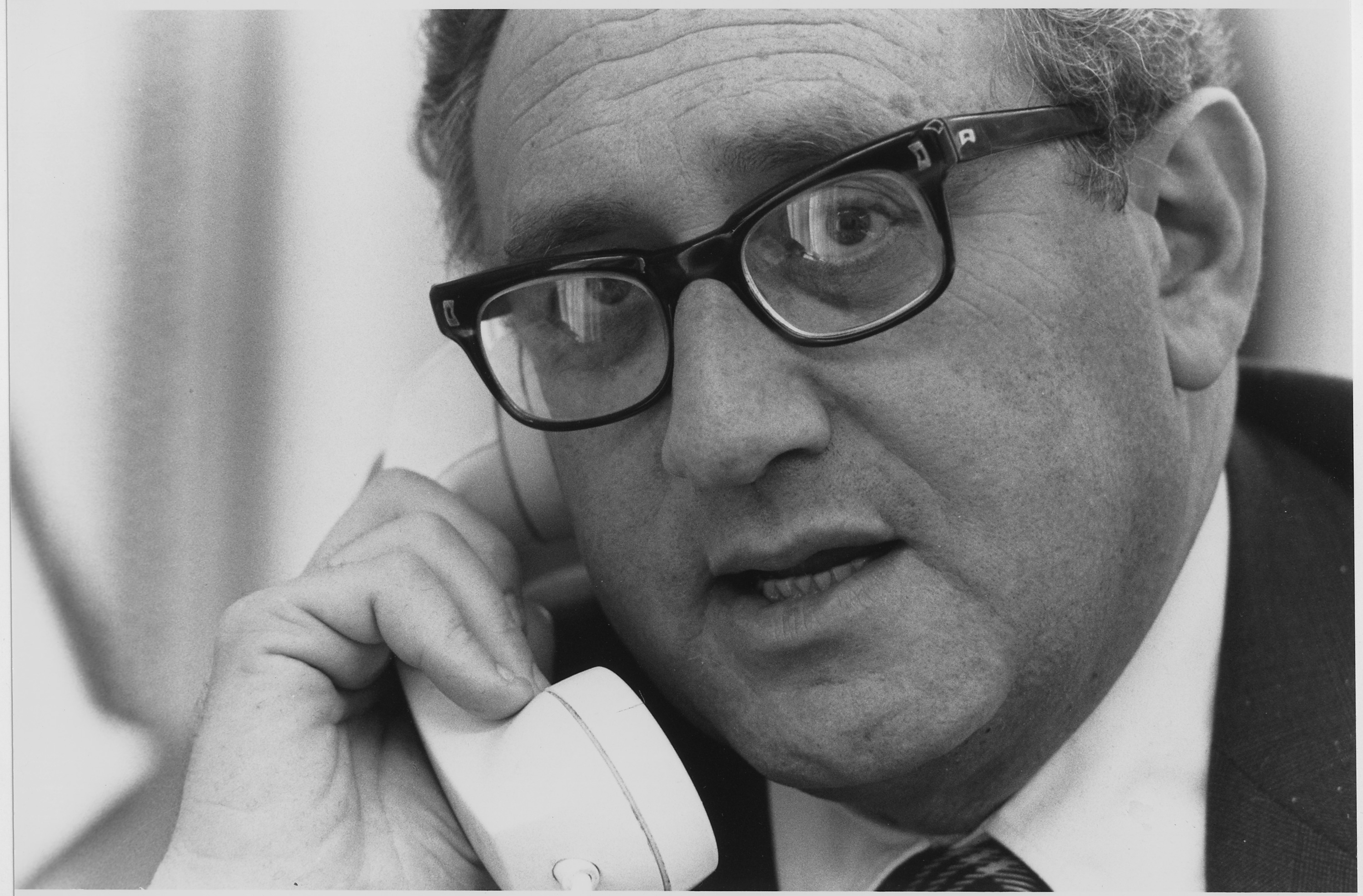
Henry Kissinger a fost consilierul în probleme de securitate națională sub președinții Nixon și Ford, fiind una din figurile centrale ale Războiului Rece în timp ce a ocupat această funcție (1969-1977)

La sfârșitul lunii aprilie 1965, președintele Lyndon B. Johnson a trimis aproximativ 22.000 de militari în Republica Dominicană pentru o ocupație de un an a republicii, într-o invazie cunoscuttă cu numele de cod Operațiunea Power Pack, invocând amenințarea apariției unei revoluții în stil cubanez, în America Latină.  Alegerile prezidențiale din 1966, în timpul ocupației, au fost câștigate de conservatorul Joaquín Balaguer. Deși Balaguer s-a bucurat de  o bază reală de sprijin al elitelor, precum și din partea țăranilor, adversarul său, fostul președinte Juan Bosch din Partidul Revoluționar Dominican (PRD), nu a avut o campanie activă. Activiștii partidului PRD au fost violent hărțuiți de poliție și forțele armatei dominicane.
Indonezia
În Indonezia, extremistul anticomunist, generalul Suharto, în încercarea de a stabili o „Nouă Ordine”, a acaparat controlul statului de la Sukarno, predecesorul său.Timp de un an, din 1965 până în 1966, militarii au făcut crime în masă, estimându-se că au fost uciși jumătate de milion de membri și simpatizanți ai Partidului Comunist Indonezian, precum și ale altor organizații de stânga.
Vietnam
Insurgenții s-au opus escaladării intervenției americane în conflictul în curs de desfășurare între guvernul Vietnamului de Sud și Frontul Național de Eliberare a Vietnamului de Sud (NLF).  Lyndon B. Johnson  a menținut în Vietnamul de Sud un efectiv de 575 000 militari, pentru a învinge NLF și aliații lor din Vietnamul de Nord în Războiul din Vietnam, dar politica sa costisitoare a slăbit economia SUA și, în cele din urmă, în 1975,  a culminat cu retragerea totală a trupelor americane, act ce a fost văzut de majoritatea lumii  ca o înfrângere umilitoare a celei mai mari superputeri de către una din cele mai sărace țări ale lumii.  În acest conflict, Vietnamul de Nord a primit ajutor constant din partea URSS și Chinei pentru efortul de război. Astfel, Uniunea Sovietică  a trimis Vietnamului de Nord, pe toată durata războiului,15 000 consilieri militari și livrări anuale de armament în valoare de 450 milioane de dolari, în timp ce China a trimis trupe și un efectiv de 320 000 militari și livrări anuale de armament în valoare de 180 milioane dolari.
Chile

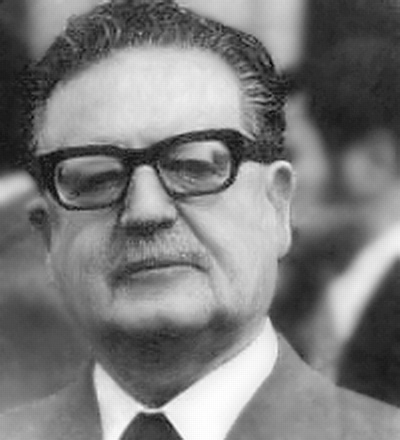
Salvador Allende

În Chile, candidatul Partidului Socialist, Salvador Allende a câștigat alegerile prezidențiale din 1970, devenind primul președinte marxist ales în mod democratic într-o țară de pe continentul american.
Generalul Augusto Pinochet a organizat o violentă lovitură de stat împotriva guvernului (11 septembrie 1973) și și-a consolidat rapid  puterea personală ca dictator militar, acțiuni care au fost salutate de SUA. Reformele economice ale lui Allende au fost șterse și adversarii de stânga au fost uciși sau internați în lagăre aflate sub controlul Dirección Nacional de Inteligencia (DINA). În plus, pe continentul sud-american a avut loc Operațiunea Condor - angajată de către dictatorii din Argentina, Brazilia, Bolivia, Chile, Uruguay și Paraguay -  pentru a suprima disidența de stânga. Această operațiune a fost susținută de Statele Unite, care percepeau, pe bună dreptate, în spatele acestor mișcări ale opoziției de stânga, un masiv sprijin sovietic sau cubanez.
Jamaica
În Jamaica, Michael Manley, ieșind victorios în urma a alegerilor, a inițiat, în 1972, o politică de promovare a unor relațiil mai strânse cu guvernul cubanez, nemulțumind, astfel, Statele Unite ale Americii. Răspunsul Statelor Unite ale Americii s-a fost materializat prin susținerea financiară, sub acoperire, a adversarilor politici al lui Manley, instigarea la revoltă în armata jamaicană, precum și constituirea unei armate de mercenari împotriva guvernului Manley. Aceste acțiuni destabilizatoare ale SUA au provocat declanșarea unei perioade de acțiuni violente în toată Jamaica.
Orientul Mijlociu
În această perioadă, Orientul Mijlociu a continuat să fie sursa unor vii controverse. Egiptul, care a primit cea mai mare parte a armelor sale și asistență economică din URSS, a fost un client supărător și imprevizibi. Cu toate acestea, Uniunea Sovietică se simțea obligată să ajute Egiptul, atât în Războiul de Șase Zile din 1967 (cu consilieri și tehnicieni), cât și în Războiul de Uzură (cu piloți și avioane) împotriva Israelului pro-occidental.  În ciuda începutului unei schimbări a orientării egiptenilor de la linia pro-sovietică spre una pro-americană, în 1972 (sub noul lider al Egiptului, Anwar El Sadat), se auzeau zvonuri despre iminența unei intervenții sovietice în sprijinul egiptenilor contra Israelului. În replică, SUA au sprijinit masiv (militar, politico-diplomatic și economic) Israelul, în timpul Războiului de Iom Kipur din 1973, acțiune care amenința să distrugă destinderea.  Deși Egiptul, înainte de Sadat,  a fost cel mai mare beneficiar al ajutorului sovietic în Orientul Mijlociu, sovieticii au avut, de asemenea, acțiuni de succes în stabilirea unor relații strânse cu Yemenul de Sud (procomunist), precum și cu guvernele naționaliste ale Algeriei și Irakului.  Asistența  sovietică indirectă pentru partea palestiniană a conflictului israelo-palestinian a inclus și un suport permanent pentru Organizația pentru Eliberarea Palestinei (OEP) - condusă de Yasser Arafat.
Irak
Din 1973, CIA a colaborat cu guvernul iranian pentru a finanța și a înarma rebelii kurzi în cel de-al doilea război kurdo-irakian, cu intenția de a slăbi regimul lui Ahmed Hassan al-Bakr din Irak. Atunci când Iranul și Irakul au semnat Acordul de la Alger (1975), SUA au sistat sprijinul.
Somalia și Etiopia

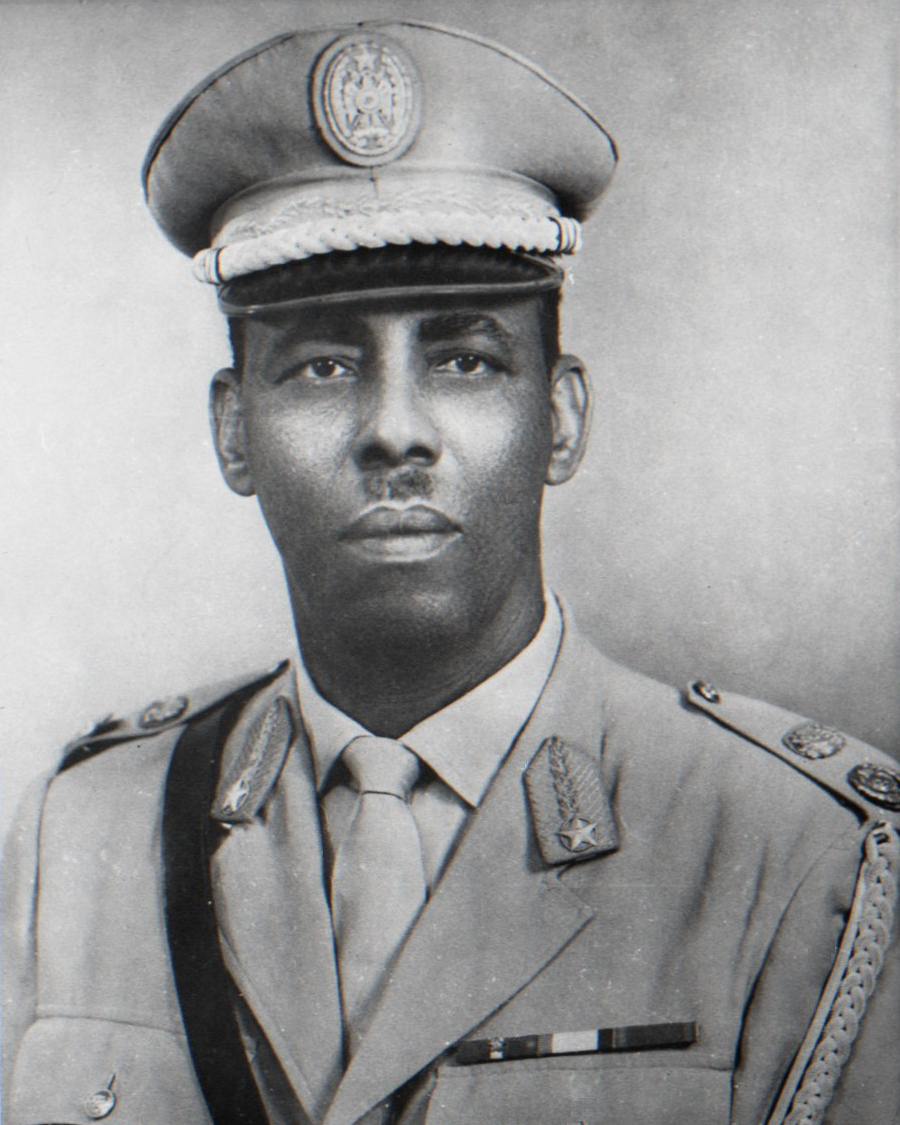
Mohamed Siad Barre

În Africa, ofițeri din armata Somaliei, conduși de Mohamed Siad Barre, în 1969, au organizat o lovitură de stat, fără vărsare de sânge, și au creat Republica Democrată a Somaliei, o țară socialistă. Uniunea Sovietică a promis să sprijine Somalia. Patru ani mai târziu, împăratul pro-american al Etiopiei, Haile Selassie, a fost răsturnat printr-o lovitură de stat, în 1974, de Derg, un grup radical de ofițeri din armata etiopiană, condus de pro-sovieticul Mengistu Haile Mariam, care a construit relații cu Cuba și cu sovieticii.  Atunci când luptele dintre somalezi și etiopieni au izbucnit în 1977-1978 (Războiul Ogaden), Barre a pierdut sprijinul sovietic și s-a aliat cu Statele Unite. Trupele cubaneze au luat parte la acest război de partea etiopienilor.
Angola
Revoluția Portugheză din 1974 împotriva autoritarului  „Estado Novo” a redat Portugaliei sistemul multi-partid și a facilitat independența coloniilor portugheze Angola și Timorul de Est. În Africa, angolezii au dus un război de independență, susținut de mai multe facțiuni împotriva statului portughez, încă din anul 1961. Războiul civil de două decenii, care a izbucnit între comuniștii din Mișcarea Populară pentru Eliberarea Angolei (MPLA), susținută de cubanezi și sovietici, și de cealaltă parte de Frontul Național de Eliberare din Angola (FNLA), susținută de Statele Unite,  Republica Populară Chineză și Zairul lui Mobutu a  înlocuit lupta anti-colonială cu războiul dintre aceste facțiuni.  Statele Unite ale Americii, guvernul de apartheid din Africa de Sud, precum și mai multe alte guverne africane au susținut cea de-a treia facțiune, Uniunea Națională pentru Independența Totală a Angolei (UNITA). Fără să se deranjeze să consulte, în prealabil, pe sovietici, guvernul cubanez a trimis trupele sale pentru a lupta alături de MPLA.  Guvernul de apartheid din Africa de Sud a trimis trupe pentru a sprijini UNITA, dar MPLA, susținută de personal cubanez și asistență sovietică, a câștigat în cele din urmă.
Timorul de Est
În sud-estul Asiei, colonia Timorul de Est, în noiembrie 1975, sub conducerea Frontului Revoluționar pentru Independența Timorului de Est (Fretilin), mișcare de stânga, și-a declarat unilateral independența. Sprijinită de Australia și Statele Unite ale Americii, Indonezia lui Suharto a invadat, în decembrie același an, Timorul de Est, marcând, astfel,  începutul unei ocupații care va dura un sfert de secol.
Cambodgia

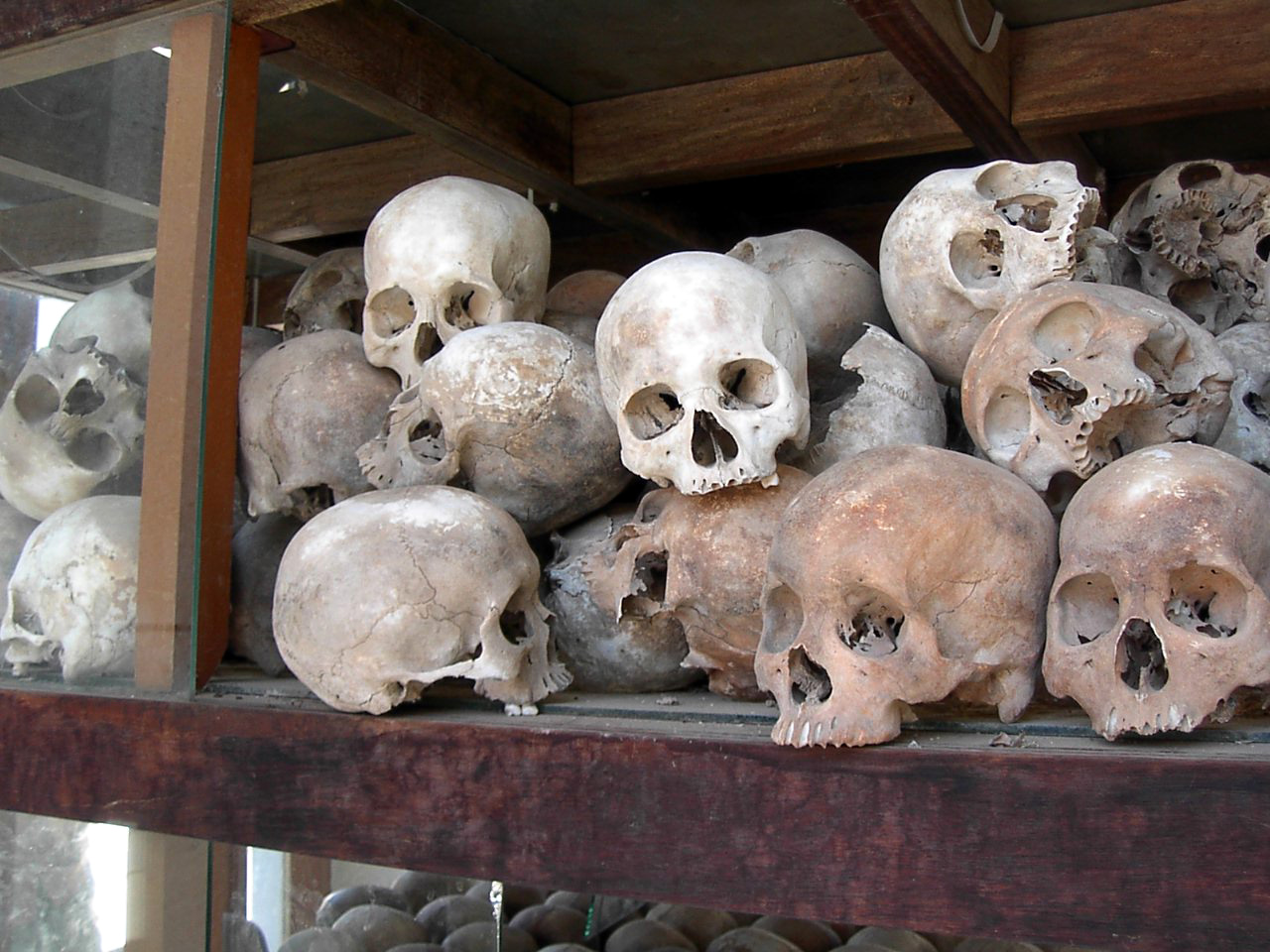
Unele dintre milioanele de victime ale Khmerilor Roșii

În timpul războiului din Vietnam, Vietnamul de Nord a invadat și a ocupat părți din Cambodgia pentru a le folosi ca baze militare, care au contribuit la violența din Războiul civil cambodgian între guvernul pro-american al lui Lon Nol și insurgenții maoiști, numiți Khmerii Roșii. Documentele descoperite în arhivele sovietice arată că invazia nord-vietnameză din Cambodgia, în 1970, a fost lansată la cererea Khmerilor Roșii, după negocieri cu Nuon Chea.
SUA și forțele Vietnamului de Sud au răspuns la aceste acțiuni cu  o campanie de bombardamente (Operațiunea Menu) și incursiuni militare terestre, ale căror efecte sunt contestate de către istorici. Se apreciază că, sub conducerea lui Pol Pot, Khmerii Roșii au ucis în jur de 1-3 milioane de cambodgieni, în Câmpurile morții, dintr-o populație de numai 8,4 milioane de persoane. Martin Shaw a descris aceste atrocități ca „cel mai pur genocid din era Războiului Rece.”  În 1979, Vietnamul  l-a detronat pe Pol Pot  și l-a instalat la putere pe dezertorul Khmerilor Rosii, Heng Samrin.

### Reapropierea Chino-Americană

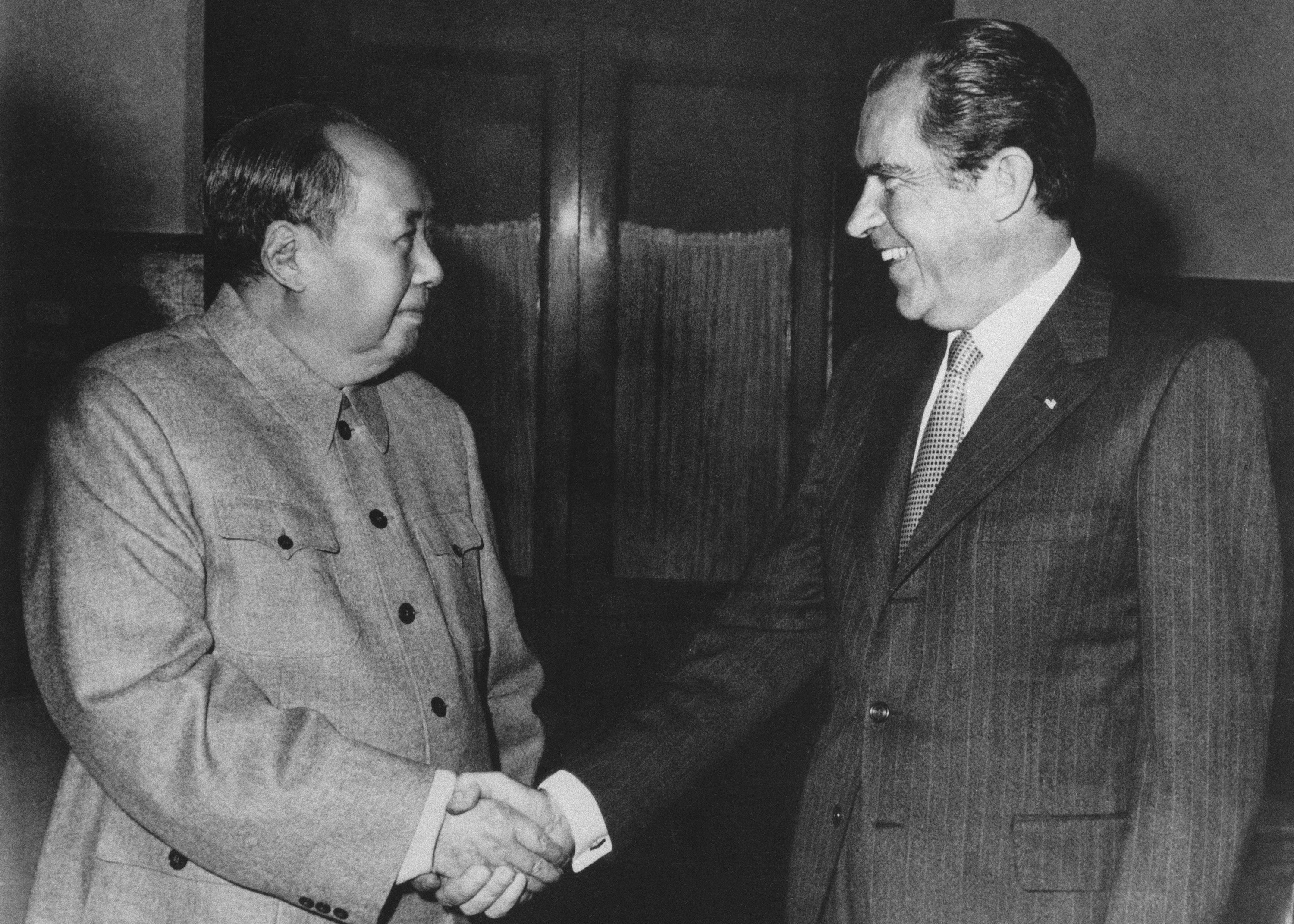
Mao Zedong și Președintele SUA, Richard Nixon

Ca urmare a rupturii chino-sovietice, tensiunile de-a lungul frontierei chino-sovietice au atins apogeul în 1969, iar Președintele Statelor Unite ale Americii,  Richard Nixon, a decis să utilizeze conflictul pentru a schimba echilibrul de putere din timpul Războiului Rece în favoarea Occidentului.  Chinezii au căutat îmbunătățirea relațiilor cu americanii și cu scopul de a obține un avantaj asupra sovieticilor. În februarie 1972, Nixon a anunțat o apropiere uimitoare față de China lui Mao Zedong,  prin călătoria făcută la Beijing și întâlnirea cu Mao Zedong și Zhou Enlai. În acest moment, URSS a realizat o aproximativă egalitate nucleară cu Statele Unite; între timp, Războiul din Vietnam a slăbit influența Americii în Lumea a Treia și s-au răcit relațiile SUA cu Europa de Vest.  Deși conflictul indirect între puterile Războiului Rece a continuat până la sfârșitul anilor 1960 și începutul anilor 1970, tensiunile au început să scadă.

### Nixon, Brejnev și destinderea

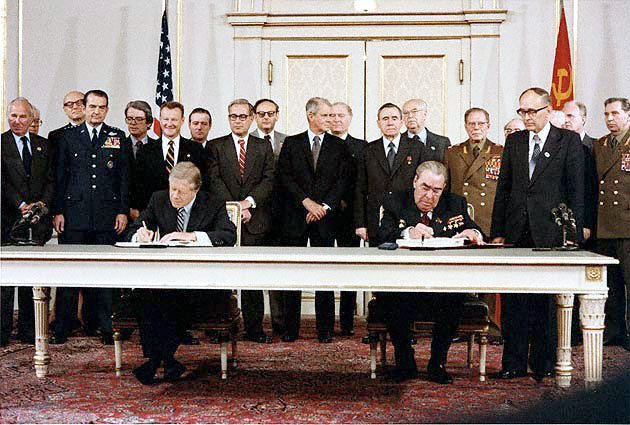
La Viena Leonid Brejnev și Jimmy Carter semnează, la 18 iunie 1979, tratatul SALT II de reducere a armelor nucleare

În urma vizitei sale în China, Nixon s-a întâlnit cu liderii sovietici, inclusiv cu Brejnev, la Moscova.  Aceste discuții despre limitarea armelor strategice au dus la două tratate de control al armelor: SALT I, primul pact de limitare cuprinzătoare semnat de cele două superputeri,  și Tratatul privind rachetele anti-balistice, care au interzis dezvoltarea sistemelor concepute pentru interceptarea rachetelor. Acestea au avut scopul de a limita dezvoltarea rachetelor anti-balistice costisitoare și ale rachetelor nucleare. Nixon și Brejnev au proclamat o nouă eră a „coexistenței pașnice”, și au stabilit noua politică a „destinderii” (sau cooperare) între cele două superputeri. Între timp, Brejnev a încercat să reînvie economia sovietică, care era în scădere, în parte, din cauza marilor cheltuieli militare.
Între 1972 și 1974, cele două părți au convenit, de asemenea, să consolideze legăturile lor economice,  inclusiv acordurile pentru creșterea schimburilor comerciale. Ca urmare a întâlnirilor lor, „destinderea” a înlocuit ostilitatea Războiului Rece, iar cele două țări erau  reciproc avantajate.
Între timp, aceste evoluții au coincis cu „Ostpolitik” al cancelarului vest-german Willy Brandt.  Au fost încheiate și alte acorduri pentru a stabiliza situația din Europa, culminând cu Acordurile de la Helsinki, semnate la Conferința pentru Securitate și Cooperare în Europa din august 1975.

### Sfârșitul anilor 70 - deteriorarea relațiilor

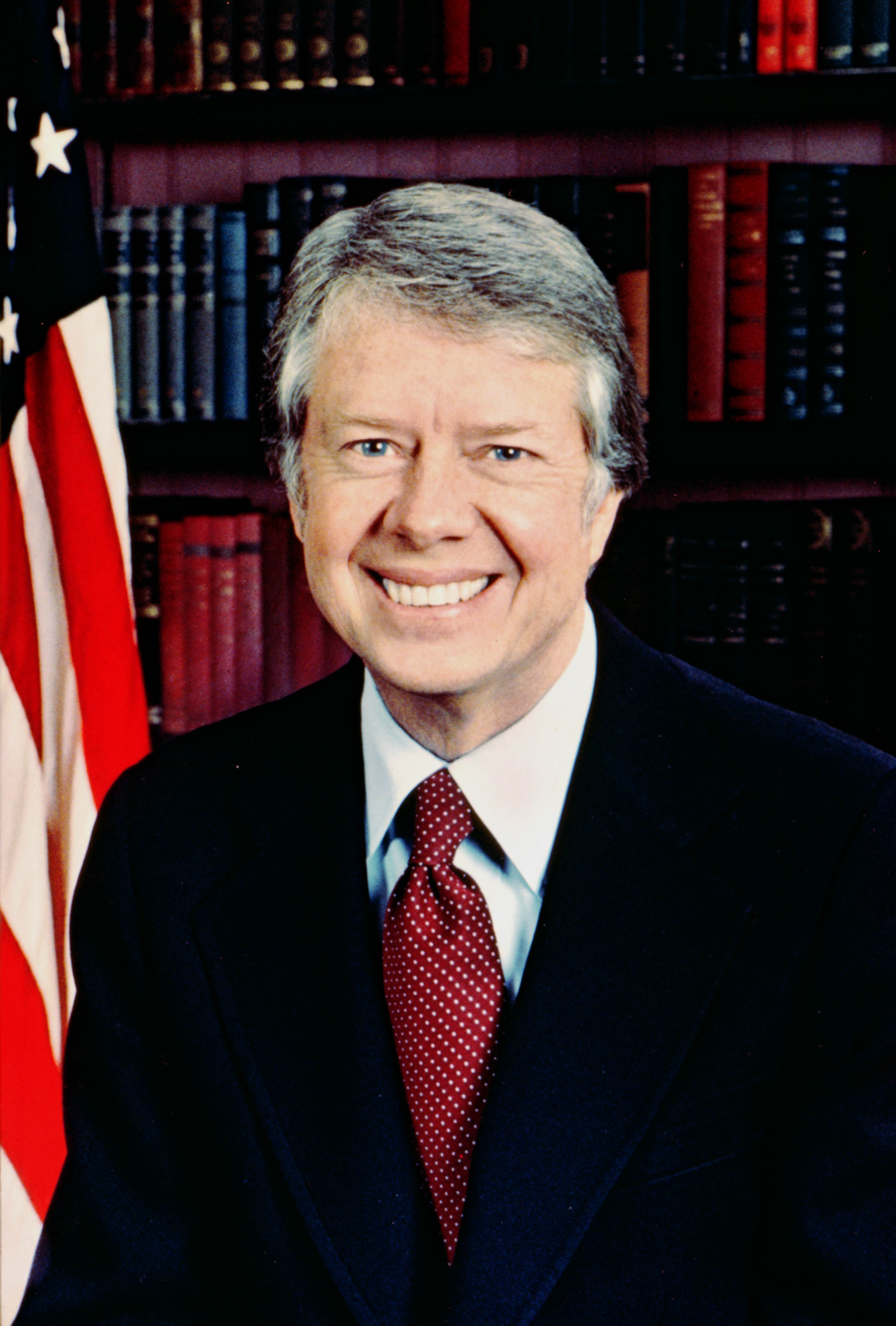
Președintele Jimmy Carter

În anii 1970,atotputernicul KGB, condus de Iuri Andropov, a continuat să persecute personalități sovietice distinse, ca, de exemplu, pe Aleksandr Soljenițîn și Andrei Saharov, care au criticat în termeni duri conducerea sovietică.  Conflictul indirect între superputeri a continuat și în această perioadă de destindere, în Lumea a Treia, în special, în timpul crizelor politice din Orientul Mijlociu, Chile, Etiopia, și Angola.

Ayatollahul Ruhollah Khomeini

Deși președintele Jimmy Carter a încercat să introducă o altă limită în cursa înarmărilor, prin tratatul SALT II din 1979,  eforturile sale au fost subminate de alte evenimente din acel an, inclusiv Revoluția Iraniană și Revoluția din Nicaragua, sprijinite de KGB., în urma cărora  ambele revoluții au înlăturat regimurile pro-americane.

## Cel de-al Doilea Război Rece (1979–1985)
Termenul  „cel de-al Doilea Război Rece” se referă la perioada de reapariție intensă a tensiunilor războiului rece și conflictelor la sfârșitul anilor 1970 și începutul anilor 1980. Tensiunile între marile puteri au crescut foarte mult, odată ce ambele părți au devenit din ce în ce mai militariste.  Diggins spunea: „Reagan a luptat din răsputeri în cel de-al doilea război rece, prin sprijinirea counterinsurgenților din lumea a treia.”  Cox spunea: „intensitatea acestui al doilea Război Rece a fost tot atât de mare, cât de scurtă a fost durata lui.”

### Războiul sovietic în Afganistan

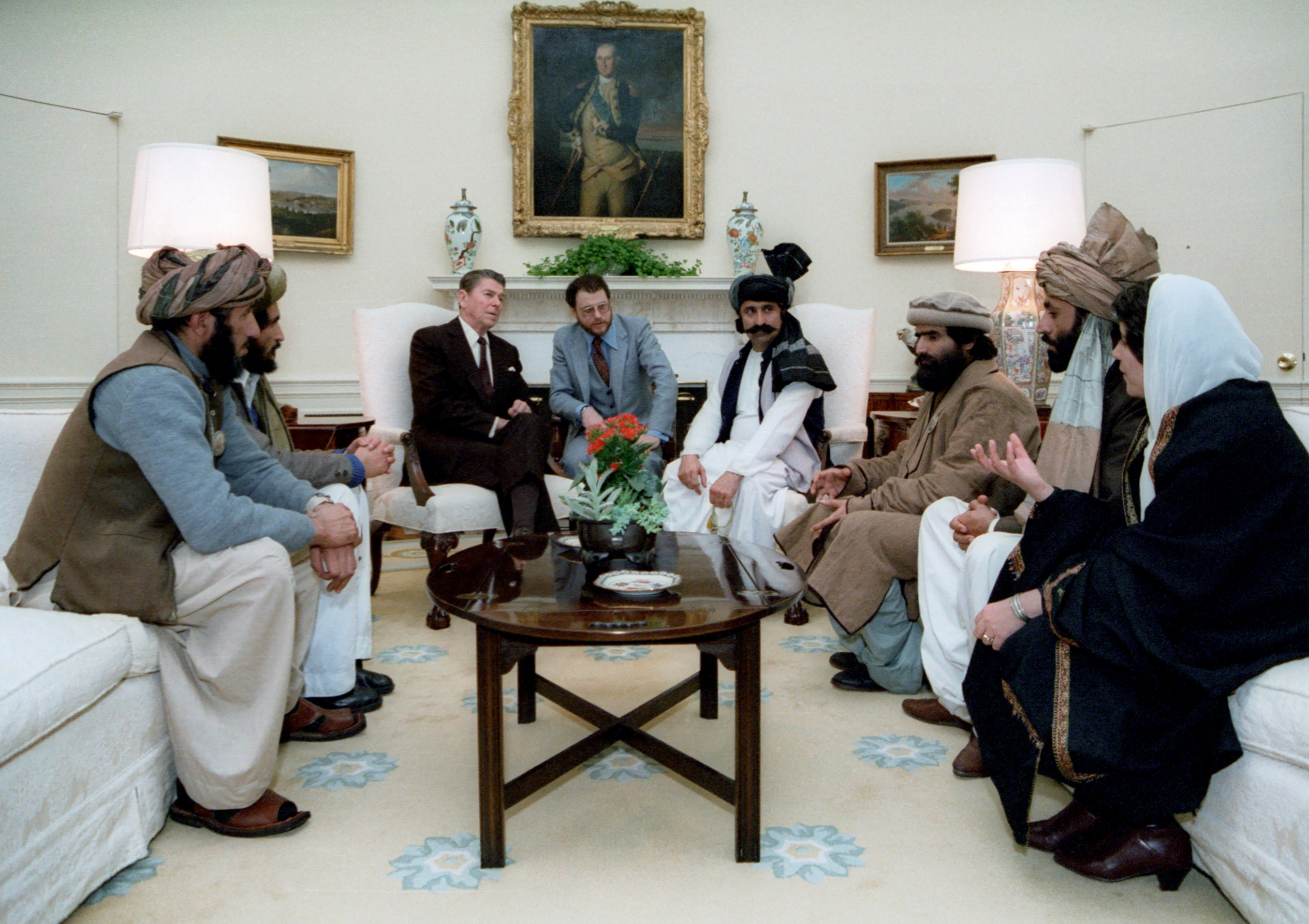
Președintele Reagan face public suportul său prin întâlnirea cu lideri mujahedini afgani la Casa Albă, în 1983

După Revolutia Saur, care a adus un regim comunist la putere, în Afganistan, Statele Unite ale Americii a început să ofere ajutor financiar pentru gherilele de mujahedini afgani,  prin Pakistan, deși administrația Carter a respins cererile pakistanezilor de a le livra arme.  Potrivit consilierului oficial al lui Carter, Zbigniew Brzezinski, un grup de lucru de la NSC, în 1979, a scris mai multe rapoarte privind deteriorarea situației din Afganistan, dar președintele Carter le-a ignorat până în momentul când intervenția sovietică a distrus iluziile sale. Brzezinski a declarat, însă, că SUA a oferit ajutoare financiare limitate pentru mujahedini înainte de invazia „formală”, cu intenția de a preveni invadarea sovietică a regiunii.  Consilierul apropiat al lui Cyrus Vance, Marshall Shulman, de asemenea, a afirmat că Departamentul de Stat a lucrat din greu pentru a-i descuraja pe sovietici de la plănuita invazie.
În cursul lunii decembrie 1979, aproximativ 75.000 de militari sovietici au lansat o incursiune în Afganistan, în scopul de a sprijini guvernul marxist format de ex-prim-ministrul Nur Muhammad Taraki, asasinat în luna septembrie de către unul dintre rivalii săi de partid.
Carter a răspuns la intervenția sovietică prin retragerea tratatului SALT II din Senatul SUA, impunând embargouri privind livrările de cereale și tehnologie către URSS și cerând creșterea semnificativă a cheltuielilor militare. În plus, Statele Unite au anunțat că vor boicota Jocurile Olimpice de vară din 1980, de la Moscova. El a descris intervenția sovietică în Afganistan ca fiind „cea mai gravă amenințare pentru pace de la cel de-al Doilea Război Mondial”.

### Reagan și Thatcher

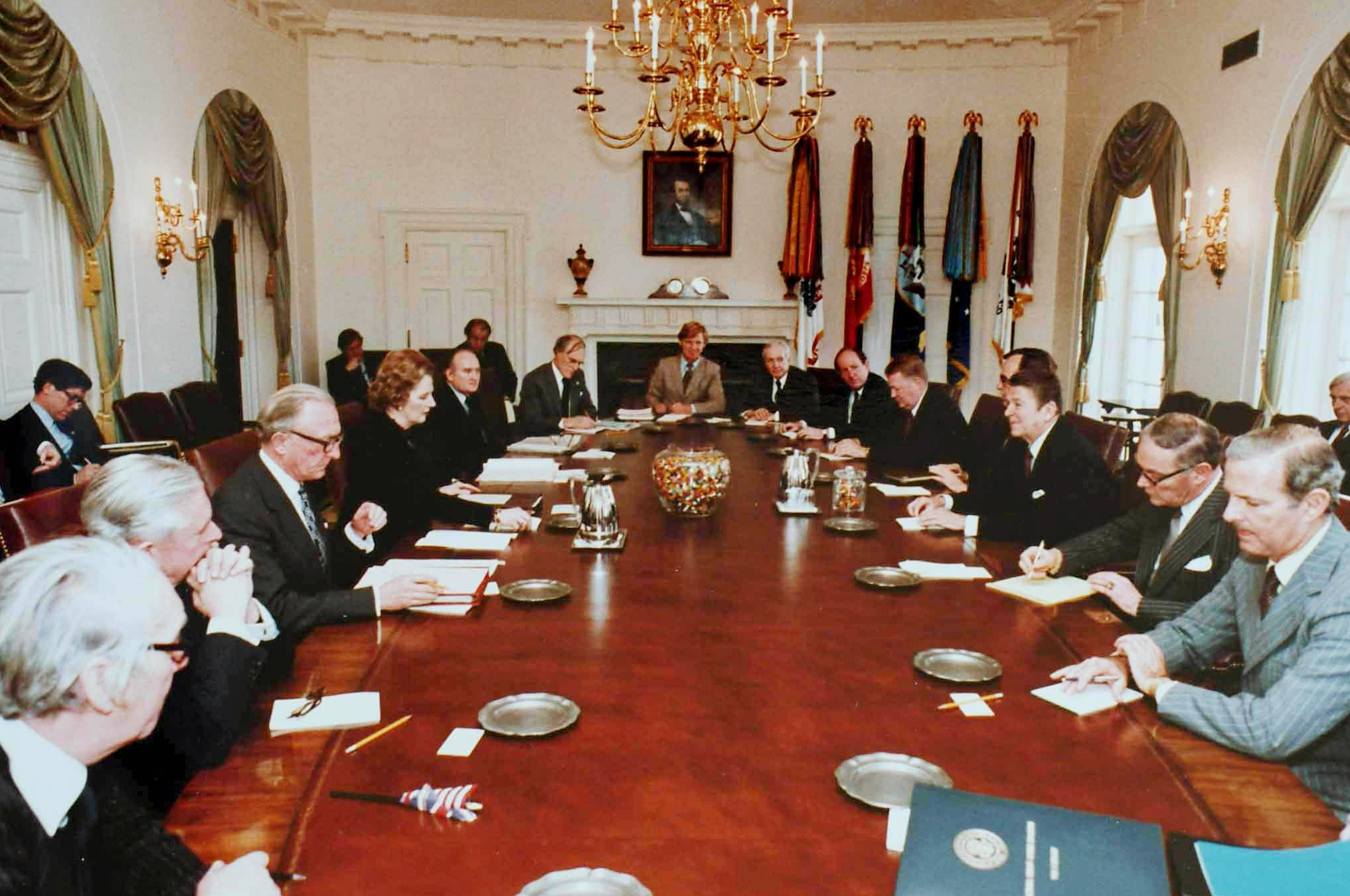
Ronald Reagan și Margaret Thatcher la Casa Albă, 1981

În ianuarie 1977, cu patru ani înainte de a deveni președinte, Ronald Reagan, într-o conversație cu Richard V. Allen, a declarat, fără menajamente, că așteptările sale de bază în legătură cu Războiul Rece sunt: „Ideea mea despre politica americană față de Uniunea Sovietică este simplă, iar unii ar spune simplistă,” a spus el. „Această idee este următoarea: Noi câștigăm și ei pierd. Ce părere ai de asta?”. În 1980, Ronald Reagan l-a învins pe Jimmy Carter, în alegerile prezidențiale din Statele Unite ale Americii, promițând să mărească cheltuielile militare și să se confrunte cu sovieticii peste tot în lume.  Atât Reagan, cât și noul premier britanic Margaret Thatcher au denunțat Uniunea Sovietică și ideologia sa. Reagan a etichetat Uniunea Sovietică  ca fiind „Imperiul Răului” și a prezis că comunismul va ajunge pe „mormanul de gunoi al istoriei”. În ciuda sentimentului anti-american din Iran, ca urmare a Revoluției iraniene din 1979 împotriva Șahului pro-american, însoțită de ruperea relațiilor cu noul guvern al ayatollahului Khomeini, din cauza crizei ostaticilor din Iran, administrația Reagan l-a sprijinit pe anti-comunistul Khomeini  într-un efort de a recruta puterile teocratice în tabăra americană, la începutul anilor 1980. Atunci, directorul CIA, William Casey, a descris guvernul Khomeini ca fiind „șovăitor și [eventual] se deplasează spre un moment al adevărului... SUA nu are aproape nicio carte de jucat, pe când URSS are multe...” O metodă de sprijin american pentru iranieni a constat în vânzările secrete de arme. În 1983, CIA a predat administrației lui Khomeini o listă extinsă de comuniști și de iranieni cu vederi de stânga care lucrează, în secret, în guvernul iranian.  Raportul Comisiei Tower a raportat, mai târziu, că lista a fost folosită pentru „a lua măsuri, inclusiv execuții în masă, care să elimine, practic, infrastructura pro-sovietică din Iran.” Până la începutul anului 1985, poziția anticomunistă a lui Reagan s-a dezvoltat într-o poziție cunoscută sub numele de noua Doctrină Reagan  —  care, în plus, față de politica de  izolare, a formulat un drept suplimentar de a submina guvernele comuniste existente.  În afară de continuarea politicii lui Carter de a sprijini adversarii islamici ai Uniunii Sovietice și ai guvernului afgan prosovietic, CIA, de asemenea, a încercat să slăbească Uniunea Sovietică prin promovarea Islamului politic în Asia Centrală a Uniunii Sovietice cu majoritate musulmană. În plus, CIA a încurajat ISI pakistanez, anticomunist, să  instruiască musulmanii din întreaga lume să participe la jihad împotriva Uniunii Sovietice.

### Susținerea Papei Ioan Paul al II-lea și Sindicatul Solidaritatea, factori determinanți în lupta anticomunistă a polonezilor

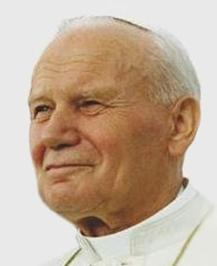
Papa Ioan Paul al II-lea, o figură marcantă a Războiului Rece

Papa Ioan Paul al II-lea a oferit susținere morală anticomunismului, vizita sa în Polonia, țara sa natală, în anul 1979,  a stimulat o renaștere religioasă și naționalistă centrată pe sindicatul Solidaritatea, care a galvanizat opoziția  și, poate, că a dus la  tentativa sa de asasinare doi ani mai târziu.  În 13 decembrie 1981, generalul Wojciech Jaruzelski, noul prim-ministru al Poloniei, a reacționat la criză prin impunerea pentru o perioadă neprecizată a legii marțiale. Ca răspuns, Reagan a impus sancțiuni economice pentru Polonia. Mihail Suslov, ideologul de top al Kremlinului, a informat liderii sovietici să nu intervină în cazul în care Polonia cade sub controlul Solidarității, de teama că ar putea duce la sancțiuni economice grave, care ar reprezenta o catastrofă pentru economia sovietică.

### Probleme economice și militare sovietice și americane

Stocul de arme nucleare sovietice și americane în perioada 1945–2006

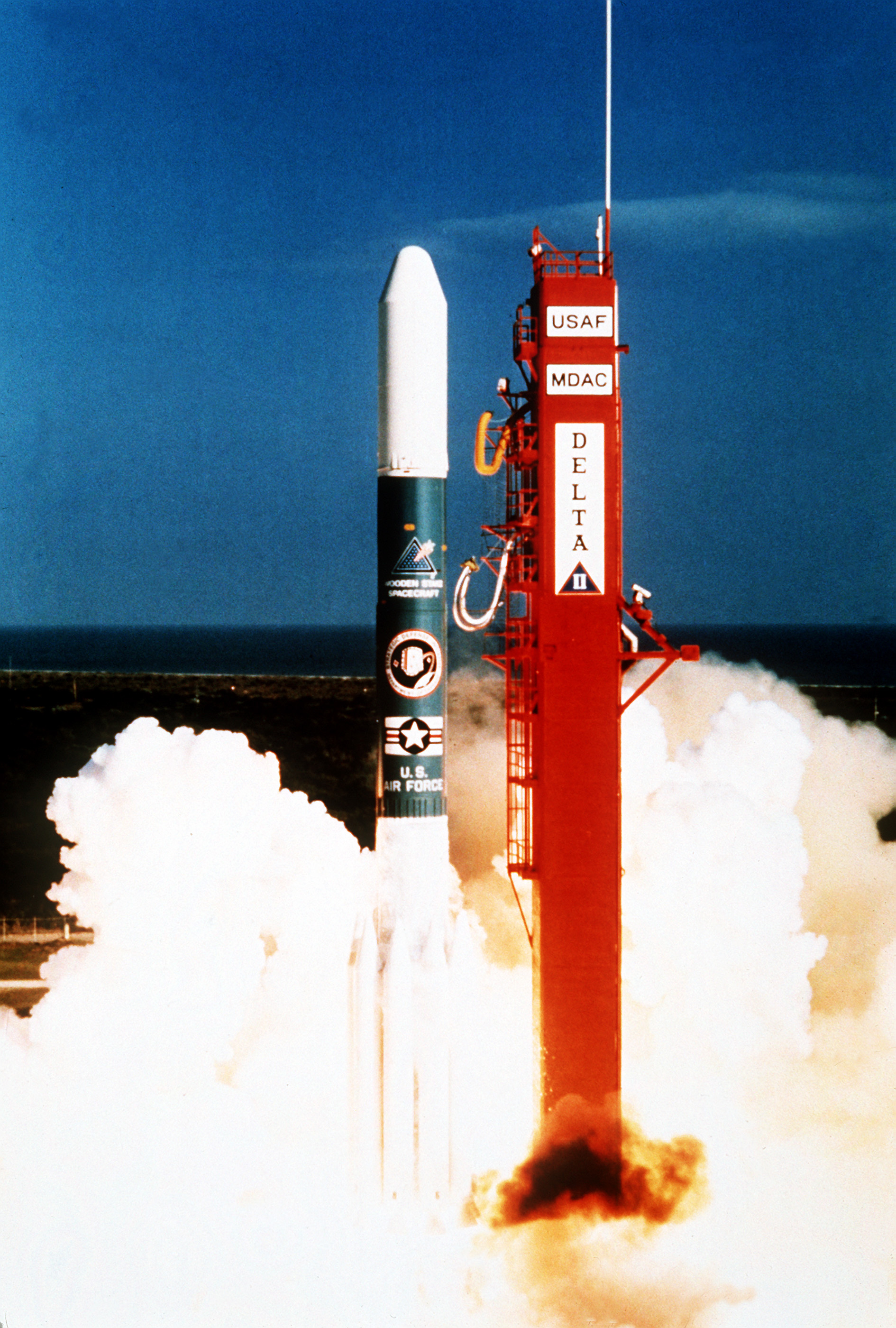
Rachetă Delta 183 luând parte la experimentul ”Delta Star” în timp ce plasează pe orbită un senzor făcând parte din SDI, Inițiativa Strategică de Apărare(”Star Wars”)

Moscova a construit un sistem militar care consuma resurse financiare de valoarea a 25 % din produsului național brut al Uniunii Sovietice pe seama bunurilor de consum și a investițiilor în sectoarele civile. Cheltuielile sovietice în cadrul cursei înarmărilor și al altor angajamente din Războiului Rece au cauzat și exacerbat problemele structurale profunde ale sistemul sovietic,  care au determinat, în ultimii ani ai perioadei Brejnev, un deceniu de stagnare economică. Investițiile sovietice în sectorul de apărare nu au fost determinate de necesități militare, ci, în mare parte, de interesele masivei birocrații de partid și de stat, dependentă de sector pentru propria lor putere și privilegii. Armata sovietică a devenit cea mai mare din lume în ceea ce privește numărul și tipurile de arme pe care le poseda, numărul de trupe, precum și dimensiunea complexului militaro-industrial.  Cu toate aceste avantaje cantitative deținute de către armata sovietică, de multe ori, Kremlinul constata, cu neliniște, că, în multe domenii blocul estic rămânea dramatic în urma Vestului.
Până la începutul anilor 1980, URSS a construit un arsenal militar uriaș și armata sa depășea pe cea a Statelor Unite. La scurt timp după invazia sovietică a Afganistanului, președintele Carter a început, masiv, construirea construirea complexului militar al SUA. Această dezvoltare a fost accelerată de administrația Reagan, care a crescut cheltuielile militare de la 5,3 la sută din PIB în 1981 la 6,5 la sută în 1986,  cea mai mare capacitate de apărare acumulată pe timp de pace din istoria Statelor Unite.
Tensiunile au continuat să se intensifice la începutul anilor 1980, când Reagan a resuscitat programul de fabricare a avionului Rockwell B-1 Lancer (program care fusese anulat de către administrația Carter) și producerea LGM-118A Peacekeeper.  Totodată, SUA a instalat rachete de croazieră în Europa și a anunțat Inițiativa Strategică de Apărare experimentală, numită de mass-media „Star Wars”, un program de apărare împotriva rachetelor, care să fie capabil să doboare rachetele care se apropiau. Pe fondul unei acumulări a tensiunilor dintre Uniunea Sovietică și Statele Unite ale Americii, generate de desfășurarea rachetelor balistice sovietice RT-21M Pioner (SS-20), care erau direcționate să lovească Europa de Vest, NATO a decis, sub imboldul administrației Carter, să instaleze în Europa, în primul rând, în Germania de Vest, rachete MGM-31 Pershing și rachete de croazieră.  Aceasta ar fi însemnat desfășurarea de rachete la o distanță de doar 10 minute de zbor până la lovirea Moscovei.

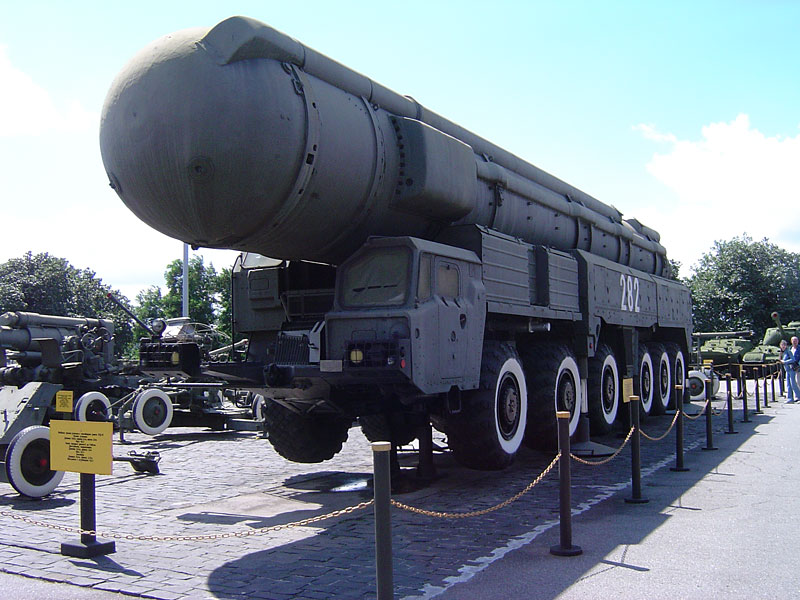
Rachetele mobile sovietice RT-21M Pioner (SS-20 Saber)

La complexul militar al lui Reagan, Uniunea Sovietică nu a răspuns prin sporirea, în continuare, a capacităților armatei sale,  deoarece enormele cheltuieli  militare, împreună cu ineficienta producție planificată și agricultură colectivizată, erau, deja, o povară grea pentru  economia sovietică.  În același timp, Arabia Saudită a crescut producția de petrol,  chiar dacă alte națiuni non-OPEC creșteau și ele producția Aceste evoluții au contribuit la excedentul de petrol din anii 1980, care a afectat Uniunea Sovietică, deoarece petrolul a fost principala sursă de venituri din export a Moscovei. Fiind probleme cu economia planificată,, prețul petrolului a scăzut și cheltuielile militare mari au adus, treptat, economia sovietică la stagnare. La 1 septembrie 1983, Uniunea Sovietică a doborât Zborul 007 al Liniei Aeriene Coreene, un Boeing 747 cu 269 de persoane la bord, inclusiv  congresmanul Larry McDonald, atunci când acest avion a încălcat spațiul aerian sovietic doar trecând pe lângă coasta de vest a insulelor Insula Sahalin, aproape de Insula Moneron - un act pe care Reagan l-a caracterizat ca fiind un „masacru”. Acest act a determinat creșterea  sprijinului pentru dezvoltarea complexului militar, supravegheat de către Reagan, care a stat în funcție până la ultimele acorduri între Reagan și Mihail Gorbaciov.

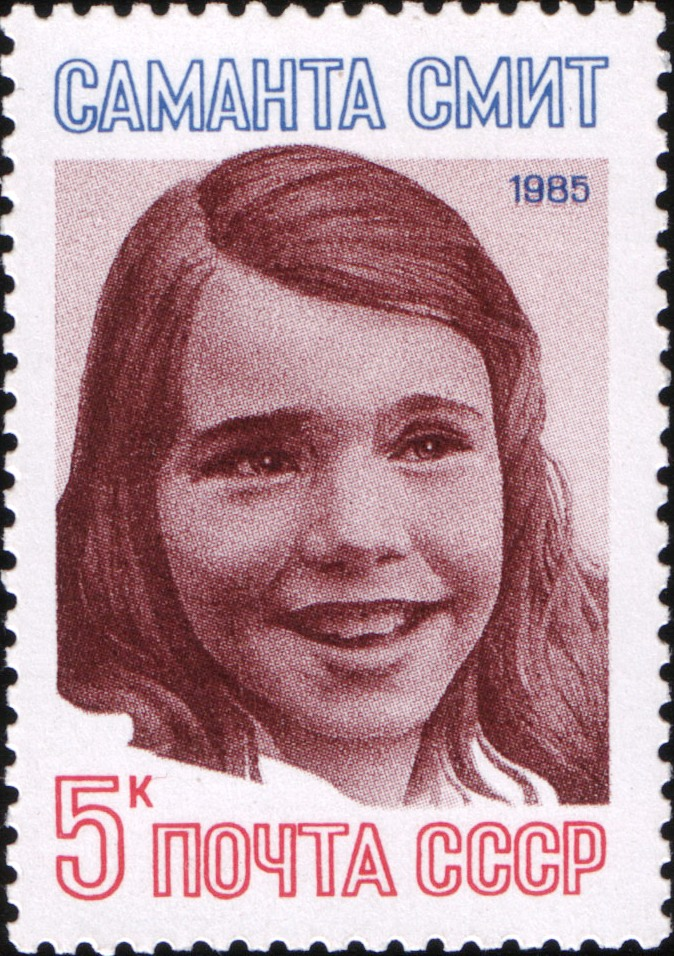
Timbru sovietic editat după ce Samantha Smith, în vârstă de zece ani, i-a scris lui Iuri Andropov o scrisoare în care își exprima teama sa de un război nuclear, iar Andropov a invitat-o pe fetiță să viziteze Uniunea Sovietică

Exercițiul militar Able Archer 83 (noiembrie 1983), o simulare realistă a unei lovituri nucleare a NATO, a fost numit cel mai periculos moment de la criza rachetelor cubaneze, deoarece conducerea sovietică l-a urmărit cu îngrijorare, considerând că un atac nuclear este iminent. Preocupările SUA cu privire la intervenția în conflicte externe a persistat de la sfârșitul Războiului din Vietnam.  Administrația Reagan a subliniat utilizarea de tactici cu trupe antiinsurgente rapide, cu costuri reduse, pentru a interveni în conflictele străine.  În 1983, administrația Reagan a intervenit în Războiul civil Libanez, a invadat Grenada, a bombardat Libia și i-a susținut pe Contras din America Centrală, paramilitari anticomuniști care doreau să răstoarne guvernul sandinist pro-sovietic din Nicaragua.  În timp ce intervențiile lui Reagan împotriva Grenadei și Libiei au fost populare în Statele Unite, sprijinul lui pentru rebelii Contras a rămas controversat Între timp, sovieticii au suportat costuri ridicate pentru  propriile intervențil militare în străinătate. Deși Brejnev era convins, în 1979, că războiul sovietic din Afganistan va fi scurt, gherilele musulmane, ajutate de Statele Unite și de alte țări, au susținut o rezistență acerbă împotriva invaziei sovietice.  Kremlinul a trimis aproape 100.000 de militari pentru a sprijini regimul său marionetă din Afganistan, ceea ce a făcut pe mulți observatori externi să considere acest conflict ca fiind copia războiului SUA din Vietnam, adică „Vietnamul sovieticilor”.  Cu toate acestea, încurcătura Moscovei în Afganistan a fost mult mai dezastruoasă pentru sovietici decât a fost Vietnamul pentru americani, deoarece conflictul a coincis cu o perioadă de decădere și criză internă în sistemul sovietic. Un înalt funcționar al Departamentul de Stat al SUA a prezis un astfel de rezultat la începutul anilor 1980, postulând că invazia s-a produs, pe de o parte, dintr-o „criză sovietică internă și se pare că, în prezent, datorită legii  termodinamice a entropiei, cheltuie mai multă energie pentru menținerea echilibrului său decât pentru îmbunătățirea sa.”

## Ultimii ani (1985–1991)

### Reformele lui Gorbaciov
În 1985, anul când Secretar General a devenit relativ tânărul Mihail Gorbaciov,  economia sovietică stagna și se confrunta cu o scădere drastică a veniturilor valutare, ca urmare a căderii prețului petrolului în anii 1980.  Aceste aspecte l-au determinat pe Gorbaciov să ia măsuri pentru a revigora starea economiei sovietice. Un început ineficient a dus la concluzia că sunt necesare schimbări structurale mai profunde și, în iunie 1987, Gorbaciov a anunțat un program de reformă sau restructurare economică numită „perestroika. Perestroika a relaxat sistemul cotelor de producție, a permis proprietatea privată a întreprinderilor și a deschis calea pentru investițiile străine. Aceste măsuri au fost menite să redirecționeze resursele țării din zone militare ale costisitorului Război Rece în zone mai productive din sectorul civil. În ciuda scepticismului inițial din Occident, noul lider sovietic s-a dovedit a fi angajat în inversarea deteriorării stării economice a Uniunii Sovietice, în loc să continue cursa înarmărilor cu Occidentul.  Parțial, ca o modalitate de a lupta împotriva opoziției interne din clicile de partid care erau împotriva reformelor sale, Gorbaciov a introdus, în același timp, „glasnost” (relaxarea cenzurii), care a dat libertate presei și transparență instituțiilor statului.  Glasnost” a fost destinat pentru reducerea corupției de la vârful Partidului Comunist și moderarea abuzului de putere în Comitetul Central. Glasnost-ul, de asemenea, a intensificat contactele între cetățenii sovietici și lumea occidentală  (cu Statele Unite, în special ), contribuind, astfel, la accelerarea procesului de destindere între cele două națiuni.

### Dezgheț în relații

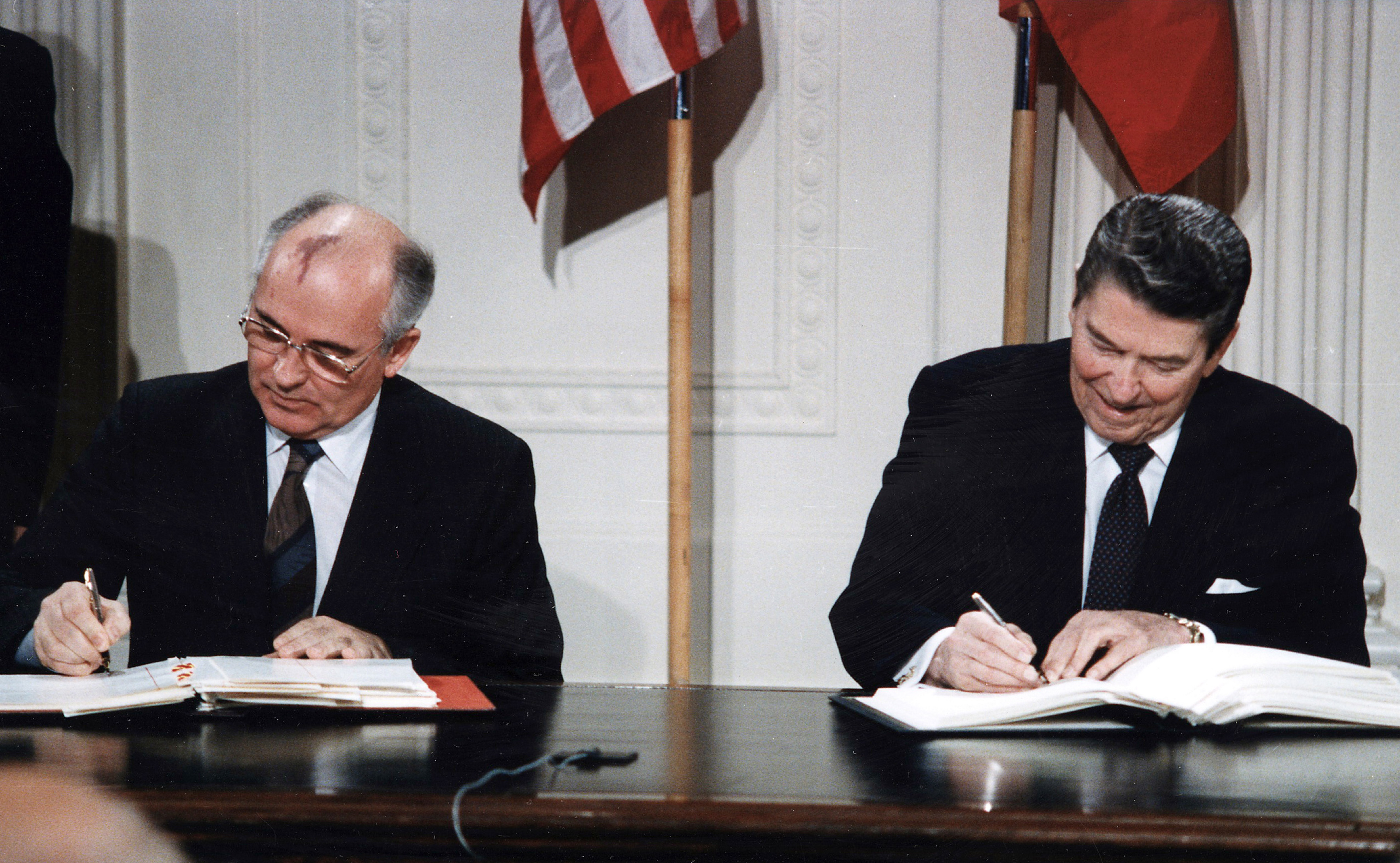
Mihail Gorbaciov și Ronald Reagan semnând, în 1987, la Casa Albă, Tratatul despre limitarea rachetelor cu rază medie de acțiune

Ca răspuns la concesiile politice și militare ale Kremlinului, Reagan  a fost de acord să reînnoiască tratativele pe probleme economice și să restrângă cursa înarmărilor. Primul acord a avut loc în noiembrie 1985, în  Geneva, Elveția. La un moment dat, cei doi bărbați de stat, însoțiți doar de un interpret, au căzut de acord, în principiu, să reducă arsenalul nuclear al fiecărei țări cu 50%.  Cel de-al doilea Summit de la Reykjavík a avut loc în Islanda. Discuțiile au mers bine până când discuția a început despre Inițiativa de Apărare Strategică („Războiul Stelelor”) propusă de Reagan, pe care Gorbaciov o dorea eliminată. Reagan a refuzat.  Negocierile au eșuat, dar cel de-al treilea Summit (întâlnire la nivel înalt) din 1987 a dus la un progres prin semnarea Tratatului despre armele nucleare cu rază medie de acțiune (INF). Tratatul INF a eliminat toate rachetele nucleare, balistice și de croazieră cu rază  între 500 și 5500 km și infrastructura lor. Tensiunile dintre Est și Vest  de la mijlocul anilor 1980 s-au diminuat rapid, culminând, în final, cu summitul de la Moscova, în 1989, când Gorbaciov și George H. W. Bush au semnat tratatul  de control al armelor START I.  În cursul anului următor, a devenit evident pentru sovietici faptul că subvențiile de petrol și gaze pentru menținerea nivelului masivelor efective militare reprezintă o scurgere economică substanțială.  În plus, avantajul de securitate a unei zone tampon a fost recunoscută ca fiind irelevantă și, în consecință, sovieticii au declarat oficial că ei nu ar mai interveni în afacerile interne ale statelor aliate din Europa de Est.
În 1989, forțele sovietice s-au retras din Afganistan și, în anul 1990, Gorbaciov a consimțit la reunificarea Germaniei,  singura alternativă la acestea fiind un scenariu de tip Tiananmen.  Atunci când a căzut Zidul Berlinului, a început să ia formă conceptul lui Gorbaciov de „Casă Europeană Comună”.
La 3 decembrie 1989, Gorbaciov și succesorul lui Reagan, George H. W. Bush, la summitul din Malta, au declarat Războiului Rece încheiat, iar un an mai târziu, cei doi foști rivali au devenit parteneri în  Războiul din Golf împotriva Irakului.

### Căderea regimurilor comuniste în Europa de Est

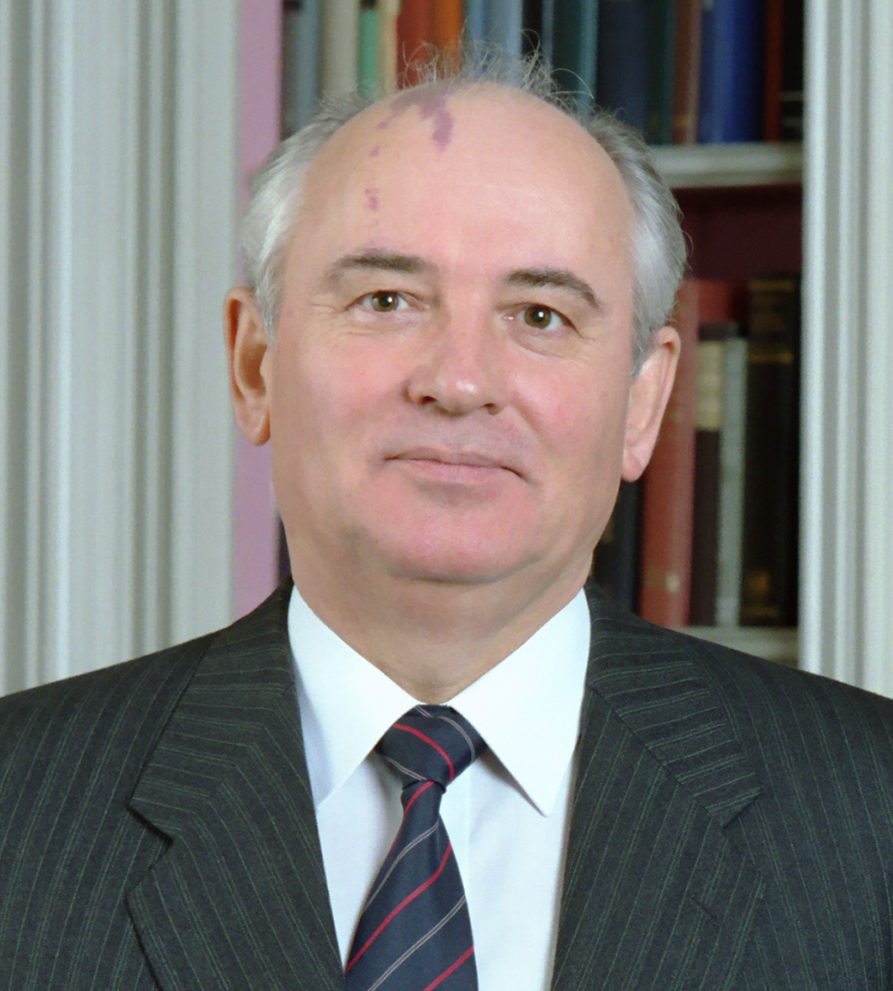
Mihail Gorbaciov.

În martie 1985, Mihail Gorbaciov a fost numit Secretar general al Partidului Comunist al Uniunii Sovietice. Gorbaciov a promis reforme economice și politice (perestroika) și transparență (glasnost), adică, printre altele, și libertatea presei.  La 7 decembrie 1988, la tribuna ONU, Mihail Gorbaciov a anunțat reducerea forțelor armate sovietice care staționau în RDG, Ungaria și Cehoslovacia. Acest discurs a inaugurat „Revoluția de catifea”, adică tranziția pașnică, între anii 1988 - 1990, a țărilor din Europa de Est de la regimuri de tip sovietic la regimuri democratice multipartide, cu manifestări populare, dar fără lupte și fără vărsare de sânge. În 1990 lui Mihail Gorbaciov i s-a decernat Premiul Nobel pentru Pace.
România

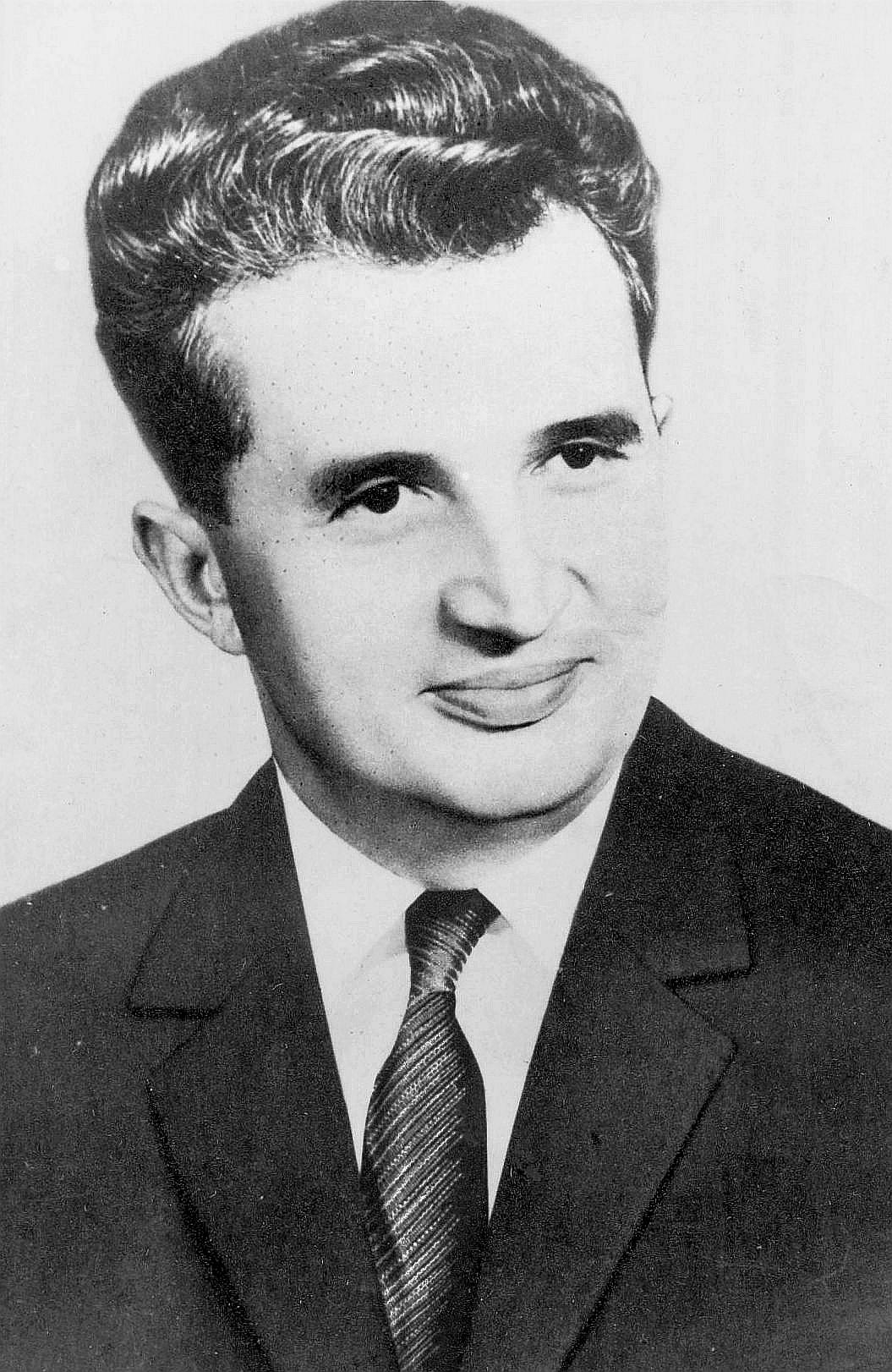
Nicolae Ceaușescu

Dintre regimurile comuniste din est, la 22 decembrie 1989, ultimul a căzut regimul din Republica Socialistă România, adică regimul autocrat al lui Nicolae Ceaușescu, majoritatea populației din România fiind nemulțumită de regimul comunist. Politica economică și de dezvoltare a lui Ceaușescu (inclusiv proiectele de construcții grandomane și un regim de austeritate menit să permită României să-și plătească întreaga datorie externă) era considerată responsabilă pentru penuria extinsă din țară; în paralel cu creșterea dificultăților economice, poliția secretă, Securitatea, era omniprezentă, făcând din România un stat polițienesc. Spre deosebire de conducătorii Pactului de la Varșovia, Ceaușescu nu a sprijinit interesele Uniunii Sovietice, ci a urmărit o politică externă proprie. În timpul când liderul sovietic Mihail Gorbaciov vorbea despre reformă, activitatea lui Ceaușescu semăna cu megalomania și cultul personalității unor lideri comuniști est-asiatici, precum nord-coreeanul Kim Ir-sen.  La 16 decembrie 1989 a izbucnit un protest în Timișoara, ca răspuns la încercarea guvernului de a-l evacua pe pastorul reformat László Tőkés. Protestele au continuat în ziua următoare, 17 decembrie. Protestatarii au intrat în Comitetul Județean PCR și au aruncat pe fereastră documentele partidului, broșurile de propagandă, scrierile lui Ceaușescu și alte simboluri ale puterii comuniste. Armata a intervenit și s-a tras asupra civililor demonstranți, dar militarii au eșuat în încercarea lor de a restabili ordinea. Exemplul Timișoarei a fost urmat și de orașe ca Arad, Buziaș, Sibiu etc. pentru ca, în 21 decembrie, revoluția să izbucnească și la București, cu ocazia  discursului televizat al lui Ceaușescu în fața a 110 000 persoane, unde a fost huiduit, totul fiind transmis în direct. A doua zi, 22 decembrie, soții Ceaușescu au fugit cu un elicopter, decolând de pe acoperișul Comitetului Central. În după amiaza aceleiași zile, soții Ceaușescu au fost capturați la Târgoviște și, apoi, la 25 decembrie 1989, au fost judecați și executați prin împușcare.
Republica Democrată Germană

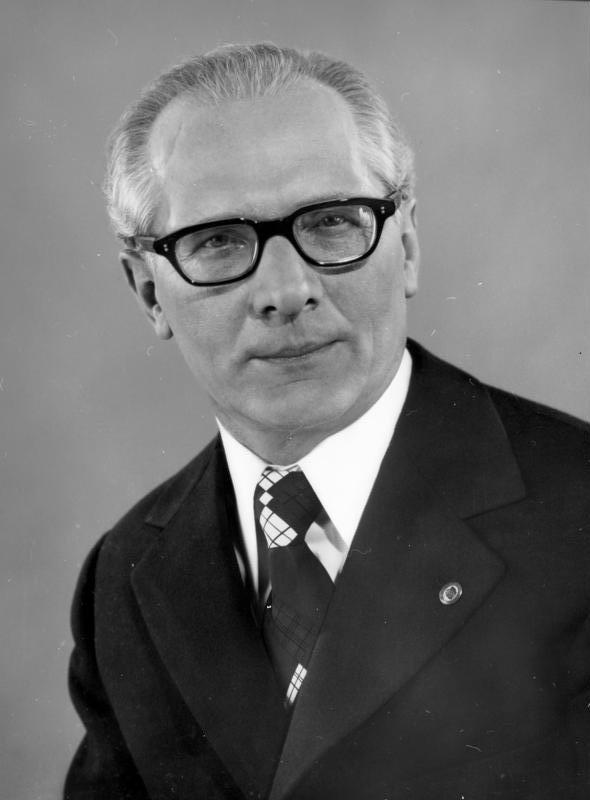
Erich Honecker

Un moment cheie al Războiului Rece a avut loc în vara anului 1989, în Ungaria. Grănicerii maghiari au tăiat cu cleștele sârma ghimpată dintre Ungaria și Austria și au permis, astfel, germanilor din RDG, care erau la Picnicul paneuropean în Ungaria, să treacă liber peste granița verde dintre Ungaria și Austria, fără a fi arestați. Vestea s-a răspândit repede și tot mai mulți germani din RDG veneau în Ungaria, pentru ca, apoi, prin Austria să fugă în RFG, cerând azil politic, producându-se astfel o veritabilă criză est-germană. În septembrie, mai mult de 13.000 de turiști est-germani trecuseră  din Ungaria în Austria. Cu această ocazie, Mihail Gorbaciov a anunțat sfârșitul doctrinei Brejnev, adică de neamestec sovietic în treburile interne ale țărilor din Europa de Est. El a sugerat, de asemenea, liderilor blocului comunist, că de acum vor fi responsabili pentru acțiunile lor și nu se vor mai putea baza pe armata sovietică pentru a rămâne la putere. Liderul est-german Erich Honecker a fost forțat să demisioneze (în 18 octombrie 1989) și a fost înlocuit, câteva zile mai târziu, de Egon Krenz. Honecker proorocise, în ianuarie același an, că Zidul avea să mai stea în picioare „încă 100 de ani”, dacă niciuna dintre condițiile care au generat construcția lui nu avea să se schimbe. A greșit cu aproape 99 de ani. Sub presiunea populației, la 9 noiembrie 1989, a căzut și Zidul Berlinului, ceea ce a marcat căderea simbolică a blocului estic. Peste un an, la 3 octombrie 1990, și cu acordul lui Gorbaciov, a avut loc și reunificarea Germaniei.
Ungaria

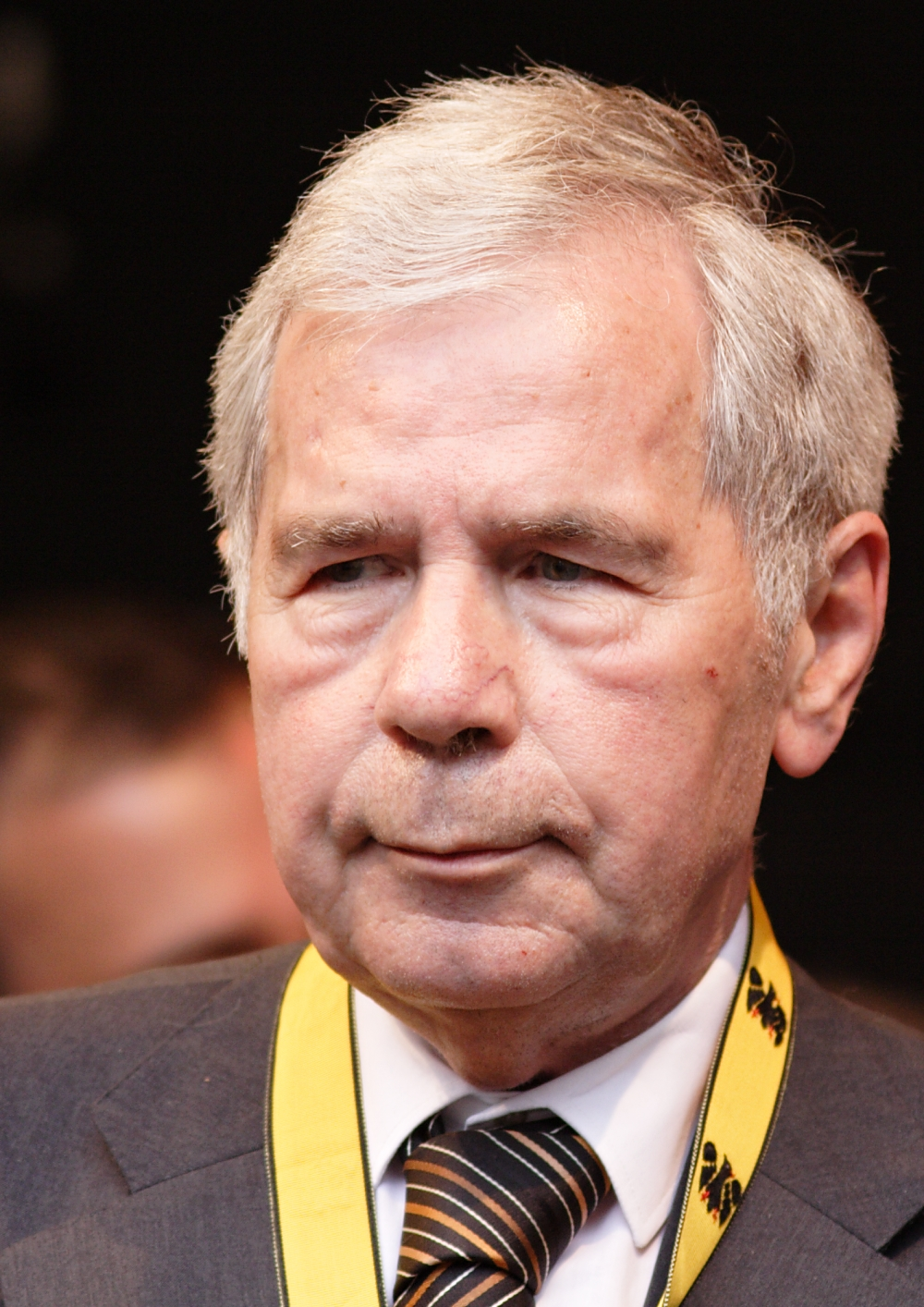
Gyula Horn, primul politician, care a desființat o parte a Cortinei de fier

La 25 ianuarie 1989 sovieticii întocmesc planul de retragere a armatei sovietice de sud, care staționa în Ungaria. Partidul Socialist al Muncii din Ungaria, la 11 februarie 1989, aprobă trecerea treptată la sistemul multipartid. La 16 iunie, Imre Nagy, victimă a represaliilor sovietice în Revoluția ungară din 1956, este înmormântat din nou, cu onoruri. La această înmormântare, Viktor Orbán cere retragerea imediată a tuturor trupelor sovietice care staționau în Ungaria. La 26 iunie, ministrul de externe ungar, Gyula Horn, și omologul său austriac, Alois Mock, taie, simbolic, „cortina de fier” (sârma ghimpată) de pe granița austro-ungară. La 6 iulie moare liderul statului maghiar în perioada dintre 1956 până la căderea comunismului, János Kádár. La 19 august, lângă orașul Sopron din Ungaria, are loc Picnicul paneuropean, o demonstrație în favoarea păcii, în cadrul căruia peste 13.000 de turiști est-germani fug din Ungaria în Austria, cerând, apoi, azil politic. La 10 septembrie, Ungaria își deschide, oficial, granițele vestice.  La 5 octombrie începe ultimul congres al Partidului Socialist al Muncii din Ungaria, care se autodizolvă.
Polonia

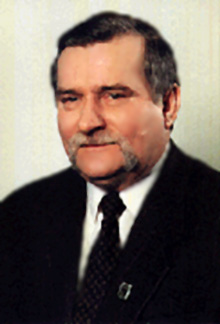
Lech Walesa, liderul Solidarității

Primul moment important al prăbușirii comunismului în Polonia s-a petrecut în august 1980, când au avut loc greve la șantierele navale din Gdansk, care au dus la înființarea unui sindicat liber, Solidaritatea, fondat și condus, din prima clipă, de Lech Walesa.  La 13 decembrie 1981, sub pretextul că Polonia este pe marginea prăbușirii economice și a vieții civile, primul ministru, generalul Wojciech Jaruzelski, a decretat Legea marțială, iar la 8 octombrie 1982 a scos în afara legii și mișcarea anticomunistă Solidaritatea și a arestat liderii și activiștii acesteia, printre care și pe Lech Walesa, care a fost încarcerat pentru o perioadă de 11 luni.  În anii următori, în Polonia au avut loc multe greve, producând probleme economice serioase și instabilitate politică. În iunie 1989, în Polonia au avut loc alegeri legislative, parțial libere, în urma cărora Solidaritatea a ajuns în fruntea guvernului.  În 1990, Lech Walesa a candidat și a fost ales în funcția de Președinte al Poloniei.
Cehoslovacia

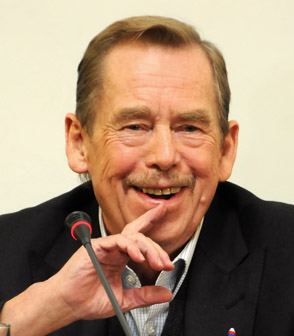
Václav Havel, simbolul democrației cehoslovace

În anul 1977, la Praga, un grup de intelectuali a publicat un manifest numit „Scrisoarea 77”, în care își exprimau dezacordul cu regimul instituit în Cehoslovacia după intervenția sovietică din august 1968.
În 1989, odată cu căderea comunismului în RDG, Ungaria și Polonia, locuitorii Cehoslovaciei au început demonstrațiile. La 17 noiembrie, la Praga, poliția a atacat miile de studenți care protestau împotriva regimului comunist. Acest eveniment a provocat începerea demonstrațiilor de masă, care, în 20 noiembrie, numărau 500 000 demonstranți. A fost creat Forul Civic, condus de dramaturgul Václav Havel, iar în interiorul Partidului Comunist Cehoslovac se dădeau lupte pentru putere între conservatorii lui Gustáv Husák și reformiștii lui Ladislav Adamec.
După greva generală din 27 noiembrie 1989 și în lipsa sprijinului aliatului sovietic, Partidul Comunist Cehoslovac a fost silit să abandoneze puterea. Astfel, la 24 noiembrie 1989, întregul Prezidiu al Partidului Comunist, inclusiv Gustáv Husák - până atunci un mare promotor al ortodoxiei comuniste, a demisionat, iar patru zile mai tarziu, Partidul Comunist a abandonat, oficial, puterea. Husák a mai rămas în funcția de președinte până la 10 decembrie 1989, când a fost nevoit să prezideze numirea, după peste 40 de ani, primului guvern necomunist al țării. În februarie 1990, Husak a fost exclus din Partidul Comunist, murind, apoi, aproape uitat, la 18 noiembrie 1991. Evenimentele s-au precipitat și, înainte de sfârșitul anului 1989, la 29 decembrie, Vaclav Havel a ajuns președinte al Statului, iar Alexander Dubček - președinte al Parlamentului. În 8-9 iunie 1990 au avut loc primele alegeri democratice, în urma cărora au ieșit învingători Forumul Civic (ceh) și Publicul Împotriva Violenței (slovac).
Bulgaria

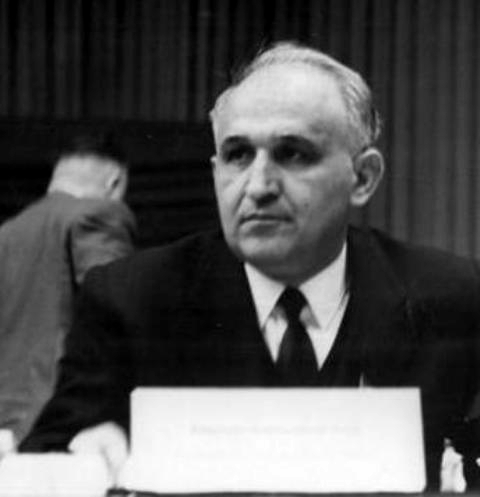
Todor Jivkov

În Bulgaria, Todor Jivkov, liderul comunist al Bulgariei și secretarul Partidului Comunist Bulgar, era în funcție din 1954. Contrar situației din România, în Bulgaria, nivelul de trai nu a scăzut semnificativ datorită împrumuturilor masive externe (10 miliarde de dolari) angajate de Jivkov. Intensificarea campaniei de „bulgarizare” a minorității turce din Bulgaria din vara anului 1989 a fost condamnată în Occident, ca fiind o încălcare flagrantă a Drepturilor omului. Negăsind sprijin nici la Gorbaciov, care îl considera pe Jivkov ca pe unul dintre liderii inflexibili ai regimurilor vechi, alături de Honecker, Husak și Ceaușescu, dar nici în sânul Partidului Comunist Bulgar, unde, în secret, se pregătea debarcarea sa, la 10 noiembrie 1989, acesta este destituit și înlocuit cu ministrul de externe, Petar Mladenov, care schimbă numele partidului în Partidul Socialist Bulgar. Petar Mladenov, în fruntea Partidului, a încercat să implementeze o politică de restructurare. La 18 noiembrie au început o serie de manifestări organizate de studenți, numărul manifestanților, la 10 decembrie, în Sofia, ridicându-se la peste 100 000 persoane, care cereau aprofundarea reformelor. Forțat de împrejurări, Partidul Socialist Bulgar a renunțat la rolul său de partid unic în politica țării, s-a adoptat sistemul multipartid și s-au repus în drepturi cetățenii din minoritatea turcă. La alegeri, Partidul Socialist Bulgar a obținut majoritatea absolută de voturi (47%)
Albania
Moartea lui Enver Hodja, în 1985, a lăsat în urma sa o Albania săracă, izolată cu multe probleme. În luna decembrie 1990, studenții din Tirana, încurajați de evenimentele din Europa, au organizat proteste pentru a obține introducerea sistemului pluripartid. Sub presiunea nemulțumirii generale, datorită salariilor mici și a penuriei generalizate, conducerea Albaniei, în frunte cu Ramiz Alia, a făcut unele concesii. Astfel, s-au liberalizat prețurile pentru o parte din produsele alimentare și s-a reprivatizat, parțial, agricultura. În 1991, în Albania s-au organizat alegeri libere la care s-au prezentat unsprezece partide. Alegerile au fost câștigate de Partidul Comunist Albanez (64,5%), pe locul secund fiind Partidul Democratic, prea puțin cunoscut la vremea aceea, și datorită dezvoltării insuficiente a canalelor media (în special TV) în Albania. Partidul comunist, la cel de-al X-lea congres, s-a pronunțat în favoarea adoptării economiei de piață, dar acest lucru a fost insuficient echipei lui Ramiz Alia ca să salveze regimul. Problemele s-au menținut în continuare: foamete, șomaj masiv. Emigrările au crescut exploziv. În decembrie 1991 are loc o criză guvernamentală. Populația nemulțumită jefuiește și incendiază depozitele de alimente. Criza are ca rezultat faptul că, la 9 decembrie 1991, un protest popular de peste 20 000 persoane, la Tirana, cere îndepărtarea ultimilor comuniști și îndepărtarea statuilor eroilor comunismului: Hodja, Stalin și Lenin. La alegerile legislative din martie 1992, Sali Berisha, liderul Partidului Democratic, este ales în funcția de președinte.
Iugoslavia

Reprezentare grafică cu destrămarea Iugoslaviei

La 4 mai 1980 Tito a murit, vestea morții, anunțată prin canalele media, a fost resimțită ca un șoc, Tito fiind o figură dominantă în Iugoslavia. Iugoslavia de după Tito, în anii 1980, s-a confruntat cu mari datorii externe, dar relațiile sale foarte bune cu SUA, prin anii 1983 și 1984, au ajutat Iugoslavia la rambursarea datoriilor, însă problemele economice au persistat până la dezmembrarea Iugoslaviei din anii 1990.  La sfârșitul anilor 1980, guvernul iugoslav a început să se îndepărteze de comunism și a încercat să adopte economia de piață, sub conducerea prim-ministrului Ante Markovici, care a fost susținătorul „terapiei de șoc” în privința privatizării sectoarelor economiei din Iugoslavia. Mai târziu, el și-a pierdut popularitatea, datorită creșterii șomajului. Munca sa nu a fost dusă la sfârșit, Iugoslavia dezmembrându-se în anii 1990.

### Dizolvarea Uniunii Sovietice

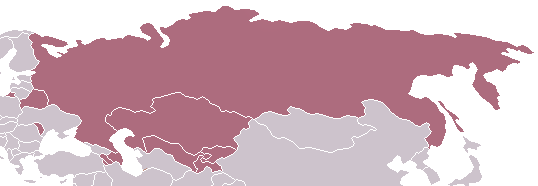
Comunitatea Statelor Independente, sfârșitul oficial al Uniunii Sovietice

Atitudinea permisivă a lui Gorbaciov față de Europa de Est nu s-a extins, inițial, și în teritoriul sovietic, chiar Bush, care s-a străduit să mențină relații de prietenie, a condamnat, în ianuarie 1991, crimele comise de trupele speciale ale Ministerului Afacerilor Interne în Letonia și Lituania, avertizând, în particular, că relațiile economice vor fi înghețate, în cazul în care violențele vor continua.

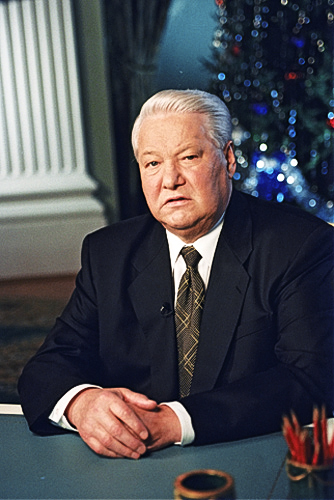
Boris Elțin, politicianul care a împiedicat lovitura de stat.

URSS a fost, fatal, slăbită de o lovitură de stat, care a eșuat, și un număr tot mai mare de republici sovietice (Federația Rusă, în special)  a amenințat că se separă de URSS. Comunitatea Statelor Independente, creată la 21 decembrie 1991, este privită ca o entitate succesoare a Uniunii Sovietice, dar, în conformitate cu liderii Rusiei, scopul acesteia era de a permite un divorț civilizat” între republicile sovietice și este comparabilă cu o confederație slabă. Oficial, la 25 decembrie 1991, URSS a fost declarată dizolvată.
Începutul anului 1991 a fost dramatic pentru republicile baltice, unde au avut loc confruntări directe între dorința de libertate, democrație și independență a populației băștinașe și sistemul autoritar sovietic, care forța menținerea U.R.S.S. La 10 ianuarie 1991, M. Gorbaciov a adresat o notă ultimativă Sovietului Suprem al Lituaniei, prin care cerea „restaurarea constituției sovietice în țară și revocarea legilor considerate neconstituționale de autoritățile unionale”. În urma impactelor stradale dintre forțele de ordine și populația civilă de la Vilnius, în zilele de 11-13 ianuarie au fost uciși 14 oameni și răniți peste 600. Câteva zile mai târziu, forțele speciale au omorât la Riga patru persoane din rândul protestatarilor. Marea Britanie a fost una dintre primele puteri din Vest care a dezaprobat acțiunile militare din Vilnius și Riga, susținând „reformele, și nu represiile”, și a condamnat conducerea U.R.S.S. pentru tentativa de mușamalizare a evenimentelor din Lituania.

## Consecințe

După terminarea Războiului Rece, NATO s-a extins spre Est, în fostul Pact de la Varșovia

În urma Războiului Rece, Rusia a redus dramatic cheltuielile militare. Procesul de restructurare a economiei în fosta Uniune Sovietică a lăsat milioane de șomeri.  Reformele capitaliste au culminat într-o recesiune mult mai severă decât cea de care SUA și Germania au avut parte în timpul Marii crize economice.
Perioada de după Războiul Rece a continuat să influențeze afacerile din lumea întreagă.  După dizolvarea Uniunii Sovietice, lumea de după Războiul Rece este considerată, în general, ca unipolară, cu Statele Unite singura superputere rămasă. Războiul Rece a definit rolul politic al Statelor Unite în perioada postbelică (după cel de-al Doilea Război Mondial), în lume. Până în 1989 SUA avea alianțe militare cu 50 de țări și menținea sub arme un număr de 526 000 militari. în duzini de țări, din care 326 000  în Europa (două treimi în Germania de Vest) și aproximativ 130,000 în Asia (în Japonia și Coreea de Sud, în special).
Războiul Rece a marcat, de asemenea, vârful pe timp de pace al complexului militar-industrial (Statele Unite ale Americii, cu deosebire) și o finanțare militară pe scară largă a cercetărilor științifice. Aceste complexe, deși originile lor pot fi găsite încă din secolul al 19-lea, au crescut considerabil în timpul Războiului Rece. Complexele militar-industriale au un impact mare asupra țărilor lor și ajută la modelarea societății, politicii și relațiilor internaționale.
Cheltuielile militare ale SUA în anii Războiului Rece au fost estimate la 8 miliarde de dolari, în timp ce aproape 100. 000 de americani și-au pierdut viața în Războiul din Coreea și Războiul din Vietnam.  Deși este dificil de estimat pierderea de vieți omenești în rândul soldaților sovietici, costul financiar pentru Uniunea Sovietică, privit ca parte din produsul intern brut, a fost mult mai mare decât cel suportat de Statele Unite ale Americii. În plus, datorită luptei superputerilor, pe lângă pierderile de vieți omenești din rândul militarilor, în lume au mai murit și milioane de civili, mai ales în Asia de Sud.  Cele mai multe dintre războaie și subvențiile pentru conflicte locale s-au încheiat odată cu Războiul Rece: războaiele interstatale, războaiele etnice, războaiele revoluționare, precum și numărul refugiaților și al persoanelor strămutate din cauza crizelor politice și militare au scăzut brusc în anii de după Războiul Rece. Cu toate acestea, urmele conflictului Războiului Rece nu sunt întotdeauna ușor de șters, deoarece multe dintre tensiunile economice și sociale care au fost exploatate pentru a alimenta continuarea Războiului Rece, în unele părți ale Lumii a Treia, rămân acute.  Defalcarea controlului de stat într-o serie de domenii anterior conduse de guverne comuniste a produs noi conflicte civile și etnice, în special, în fosta Iugoslavie. În Europa de Est, sfârșitul Războiului Rece a inaugurat o eră de creștere economică și de creștere a numărului democrațiilor liberale, în timp ce în alte părți ale lumii, cum sunt Afganistanul și Irakul, independența a fost însoțită de eșecul statalității.

## Războiul imaginar, parte integrantă a Războiului Rece
Termenul a fost lansat de către Mary Kaldor (The Imaginary War. Understanding the East-West Conflict. Basil Blackwell, Oxford, 1990). Războiul imaginar este o „tehnologie disciplinară” (termenul e preluat de la Michel Foucault) și presupune un discurs care „exprimă și legitimizează relațiile de putere din societatea modernă”. Finalitatea „războiului imaginar” e aceea de a “menține coeziunea socială” internă a societăților implicate în conflict, scopul fiind  domestic, nu îndreptat în afară.
Apariția comunismului a extins, pentru prima dată în istorie, bazele controlului social, prin teroare la scară continentală. Statele Unite au preluat, rafinat și promovat conceptul într-un ambalaj „user  friendly”, ducând războiul imaginar împotriva dușmanului absolut (vezi Murray J. Edelman -Constructing the Political Spectacle, Chicago University Press, 1988, cap. 4,  The Construction and Uses of Political Enemies) la următorul nivel, integrându-l după episoadele fățișe de genul „the red scare” în cultura autohtonă, pentru a-l putea reactualiza la nevoie. De actualitate sunt episoadele Saddam Hussein și Osama bin Laden, care au permis justificarea unor expresii ca „axa răului” (contrastând cu o subînțeleasă axă a binelui), sau reactualizarea într-un cadru de acceptare populară generală a expresiei naziste „război total”. Războiul imaginar a fost, astfel, un instrument de bază ce a permis, pe plan intern, acceptarea Războiului Rece pe o perioadă extinsă de timp.

## Războiul imaginar în cinematografia contemporană
Cinematografia a tratat cu succes, dincolo de filmele-mărturie împotriva comunismului sau nazismului, subiectul fricii de dușmanul invizibil, al războiului imaginar, în excelente ecranizări ale romanelor Nineteen eighty four (1984), Fahrenheit 451, sau și în filmul Brazil. Nu sunt de condamnat nici reproducerile ieftine mai recente, cum ar fi The Island, Equilibrium, Aeon Flux sau Ultraviolet, Watchmen, întrucât chiar și acestea tratează direct tema manipulării sociale printr-un dușman invizibil, chiar dacă o fac fără prea mult tact sau talent.
În aceste sensuri, războiul imaginar din timpul Războiului Rece este o temă și pârghie socială de actualitate, manifestată nu doar în istoria contemporană, ci și în producțiile cinematografice, mai mult sau mai puțin explicite.

#### Articole despre România
- Republica Socialistă România
- România comunistă
- Plan cincinal
- Revoluția Română din 1989
- Institutul de Investigare a Crimelor Comunismului și Memoria Exilului Românesc
- Nicolae Ceaușescu
- Procesul și execuția soților Ceaușescu
- Gheorghe Gheorghiu-Dej
- Partidul Comunist Român
- Despre cultul personalității și consecințele sale
- Cultul personalității
- Asociația Foștilor Deținuți Politici din România
- Securitatea

#### Articole despre URSS
- Imperiul Sovietic
- Proiectul sovietic de dezvoltare a bombei atomice
- Conflictul de frontieră chino-sovietic (1969)
- Mihail Gorbaciov
- Perestroika
- Glasnost
- Trofim Lîsenko
- Holodomor
- Gulag
- Lagăr de muncă
- Katorga
- Șarașka
- Desculacizare

#### Articole diverse
- Expansiunea economică după cel de-Al Doilea Război Mondial
- Statele Unite ale Americii în Războiul Rece
- Imperialismul american
- Marele joc
- Teoria dominoului
- McCarthism
- Criza Suezului
- Războiul din Vietnam
- Cronologia Războiului Rece
- Al Treilea Război Mondial
- Listă cu întâlnirile sovietice la nivel înalt
- Iarnă nucleară
- Revoluțiile de la 1989
- Zidul Berlinului
- Revoluția de catifea
- Avro Canada VZ-9AV
- Cartea neagră a comunismului
- Protestele din Piața Tiananmen